# Palais de l'Élysée
Pour les articles homonymes, voir Élysée.
Le palais de l'Élysée, dit l'Élysée et anciennement l'Élysée-Bourbon, est un ancien hôtel particulier parisien, situé au no 55 de la rue du Faubourg-Saint-Honoré, dans le 8e arrondissement de Paris. Il est le siège de la présidence de la République française et la résidence officielle du chef de l'État depuis la IIe République. Son actuel résident est Emmanuel Macron, président de la République française depuis le 14 mai 2017.
Les médias utilisent « l'Élysée » par métonymie pour désigner les services de la présidence de la République française. L'édifice est aussi parfois surnommé « le Château » par la presse.
Construit par l'architecte Armand-Claude Mollet en 1720 pour Louis-Henri de La Tour d'Auvergne, comte d'Évreux, le palais de l'Élysée a une histoire illustre : il est offert par Louis XV à sa favorite, la marquise de Pompadour, en 1753, puis devient le palais princier de Joachim Murat, beau-frère de Napoléon Ier. Ce dernier en fait en 1805 sa résidence impériale. Son neveu, Louis-Napoléon Bonaparte, premier président de la République française, y habite également à partir de 1848.

## Histoire

### Hôtel du comte d'Évreux

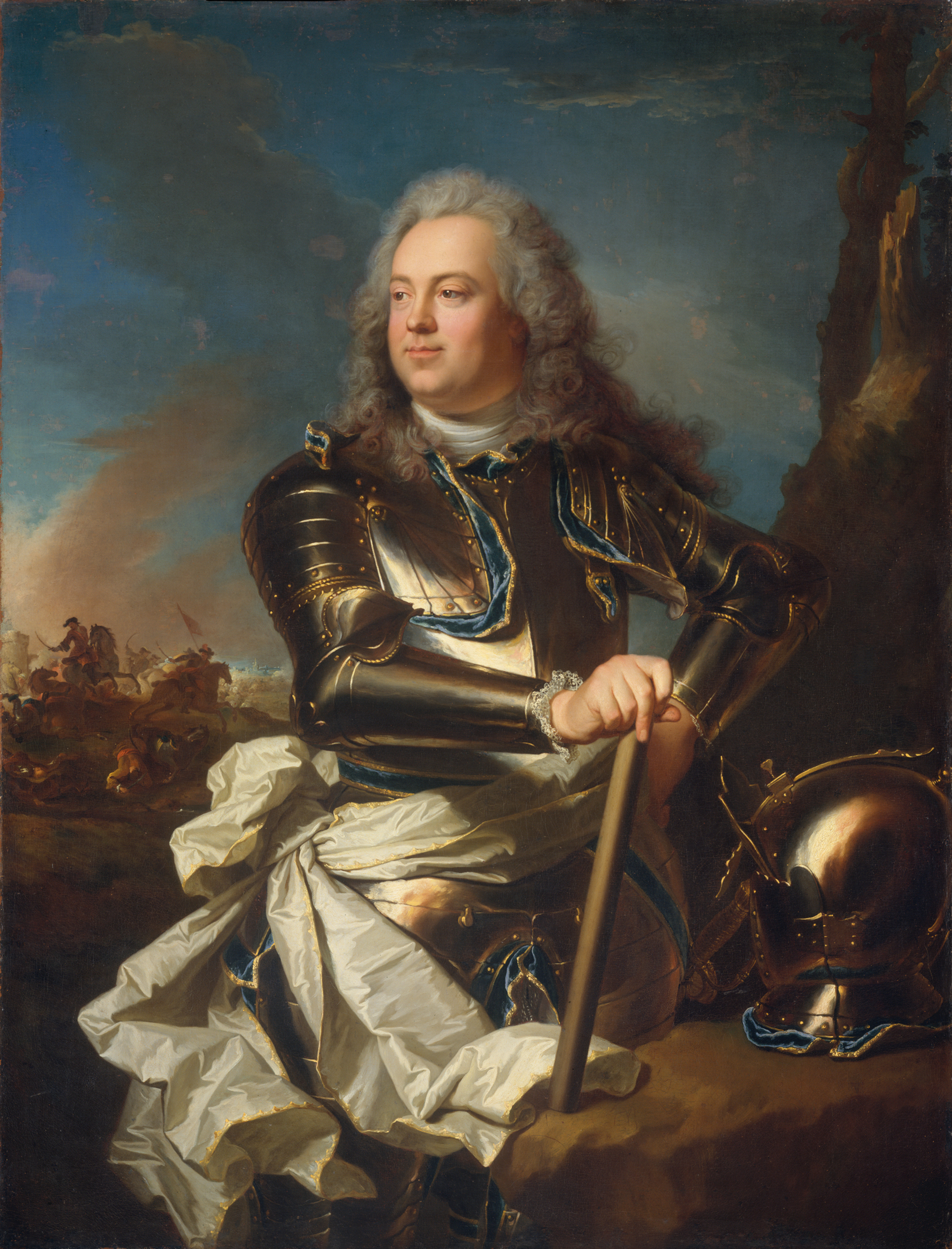
Le comte d'Évreux peint par Hyacinthe Rigaud, vers 1720.

Après la mort de Louis XIV, en 1715, dont la fin de règne rime avec une certaine austérité, le régent du royaume, Philippe d'Orléans, délaisse Versailles au profit de Paris, entraînant avec lui la Cour, qui dès lors s'y fait construire comme les membres de la bourgeoisie divers palais et hôtels particuliers.
La même année, Louis-Henri de La Tour d'Auvergne, comte d'Évreux et gendre d'Antoine Crozat, première fortune de France, sollicite du Régent la capitainerie des chasses de Monceaux.
Ce dernier aimant se moquer des courtisans désargentés lui rétorque : « Je vous l'accorderai lorsque je pourrai vous en porter moi-même le brevet dans un hôtel à vous ». La moquerie affecte directement le comte qui n'a pas de demeure parisienne digne de ce nom ; Saint-Simon disait d'ailleurs de lui : « Tout ce qu'il avait en lui était tourné à l'ambition ». Il vend alors au célèbre banquier John Law son comté de Tancarville, en Normandie, pour 732 000 livres (alors qu'il l'avait acheté dix ans auparavant à la duchesse de Nemours pour 350 000 livres) et rachète le marais des Gourdes deux terrains ayant appartenu à André Le Nôtre d'une trentaine d'arpents (une dizaine d'hectares) pour 77 000 livres, situé entre l'actuelle rue du Faubourg-Saint-Honoré, alors simple chaussée bordée de masures au toit de chaume menant au village du Roule, et le Grand Cours (Champs-Élysées), lieu de promenade créé par Colbert dans l'axe des Tuileries (les lieux sont alors bien moins chers qu'à Paris même). Il n'y a alors encore aucun hôtel particulier, ce ne sont que jardins maraîchers, bois, pépinières et une léproserie, mais le projet de construction de la future avenue des Champs-Élysées va rapidement y amener architectes et aristocrates qui veulent quitter le centre-ville devenu trop exigu. L'ancien propriétaire du terrain, l'architecte et contrôleur des bâtiments du roi Armand Claude Mollet (futur architecte de Louis XV et allié des Le Nôtre à qui il rachète le terrain des Gourdes, jouant au spéculateur immobilier), prévoit dans le contrat de vente qu'il soit chargé d'y construire un hôtel destiné à la résidence du comte d'Évreux.
Pour s'assurer un train de vie en accord avec son rang, le comte d'Évreux a épousé en 1707 Marie-Anne Crozat, fille du richissime homme d'affaires et armateur Antoine Crozat, ce qui lui a apporté une dot de 2 000 000 livres qui lui permet de financer son hôtel.
Le Toulousain Antoine Crozat est considéré comme l’homme le plus riche de France au début du XVIIIe siècle,. Une fortune construite, entre autres affaires, sur la Compagnie de Guinée, qui a « pour mission d’acheminer du port de Nantes, le plus grand nombre possible d’esclaves noirs vers Saint-Domingue et de remplacer sur l’île, le tabac par le sucre ». C'est grâce à cette fortune bâtie, entre autres, sur la traite négrière qu'Antoine Crozat « s'ouvre les portes de l’aristocratie, en mariant sa fille à Louis-Henri de la Tour d’Auvergne, le comte d’Evreux ». Ce qui amène Louis-Georges Tin à considérer que « sans la fortune d’Antoine Crozat, sans la traite négrière, le palais de l'Élysée n’aurait sans doute pas vu le jour »,.
La fille d'Antoine Crozat a douze ans et le comte d'Evreux trente-deux. Le souci des nobles de la fin du règne de Louis XIV est de trouver de l'argent, dépensé dans les fastes de la Cour et les guerres. Les bourgeois, quant à eux, désirent s'élever socialement et cette union est un exemple de ce qui a souvent cours en ces temps. Mais le comte, regrettant son mariage avec une jeune fille aux origines plus modestes que les siennes, la congédie le 14 décembre 1720, le jour du bal de l'inauguration de l'hôtel à laquelle assiste sa maîtresse, la duchesse de Lesdiguières. L'épousée, désormais exclue de cette folie du comte où il reçoit ses maîtresses, demande la séparation, ce qui implique que son mari rende la dot à son beau-père. Le comte, ayant spéculé sur le système de Law (notamment sur la Compagnie des Indes), est désormais assez riche pour la rembourser, ce qu'il fait,,.

#### Remarquable édifice
Édifié entre 1718 et 1720 et décoré entre 1720 et 1722, l'hôtel d'Évreux, demeure imposante au milieu des modestes échoppes du faubourg Saint-Honoré, est aménagé selon les principes d'architecture en vogue à l'époque. Il y a un corps de bâtiment de deux étages, élevé sur un vaste sous-sol. Il reste l'un des meilleurs exemples du modèle classique ; il commence par un vestibule (rez-de-chaussée à colonnes, évidé pour que les visiteurs n'attendent pas sous la pluie) dans l'axe d'une cour d'honneur (de part et d'autre de cette cour arrondie, se trouvent deux murs à arcades, dissimulant les dépendances et deux basses-cours réservées aux fournisseurs et aux travaux des domestiques), un corps central double en profondeur et à trois degrés (rez-de-chaussée, étage noble et étage sous comble) et deux ailes en équerre de part et d'autre en simple rez-de-chaussée (le Petit Appartement plus facile à chauffer dans l'aile de gauche qui sert de petits appartements au comte, l’Appartement des Bains dans l'aile de droite). La vaste cour d'honneur est bordée de deux murs aveugles à arcades « en défoncé » surmontés d'une balustrade et s'ouvre sur un portail monumental à quatre colonnes ioniques supportant le blason du propriétaire. L'ordonnancement des lieux permet alors toutes les adaptations souhaitées par les propriétaires successifs. Il n'y a pourtant pas encore d'escalier d'honneur, mais uniquement des coursives et le premier étage n'est ni meublé ni décoré, le comte considérant que les travaux lui avaient assez coûté et que, vivant au rez-de-chaussée, de toute manière, le Régent ne voudrait pas visiter l'étage, mais se contenterait des salons d'apparat. En effet, contrairement aux hôtels particuliers de l'époque, qui comportent un rez-de-chaussée de réception, un premier étage pour recevoir des proches et de la famille et des appartements privés dans les ailes, le comte n'aménage que l’appartement de parade du rez-de-chaussée, par économie mais aussi parce qu'il était séparé de son épouse et sans enfant.

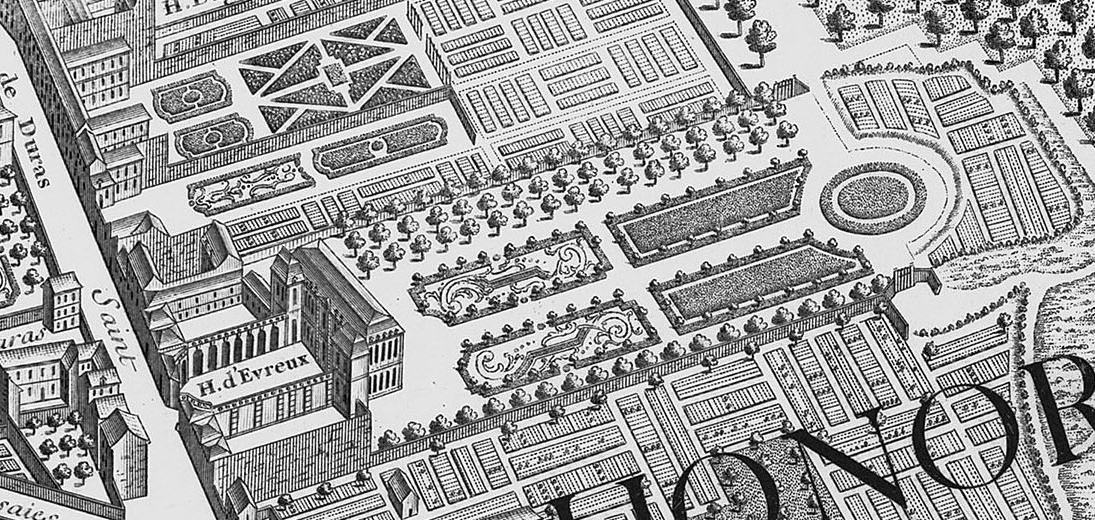
L'hôtel d'Évreux selon le plan de Turgot, vers 1737.

Les décors intérieurs, de style Régence, sont réalisés sous la direction de l'architecte Jules Michel Alexandre Hardouin qui remplace Armand-Claude Mollet en 1720. Ils proposent nombre de boiseries, fleurons, rosaces, dessus-de-porte ou rinceaux, et sont essentiellement dus au sculpteur Michel-Ange Slodtz. Le décor des salons de réception, bien que modifié au cours des siècles, conserve l'essentiel de son aspect d'origine. L'abbé Antonini, en visite, déjà frappé par un « tableau mouvant » (ce qui est alors très moderne)[Quoi ?] déclare en outre être étonné par « les lustres qui étaient du dernier beau ».
L'architecte Jacques-François Blondel, notamment auteur des planches relatives aux palais et hôtels dans l'Encyclopédie de Diderot et d'Alembert, sacre l'hôtel « plus belle maison de plaisance des environs de Paris ».
Comme il l'avait promis, le régent vient en personne apporter le brevet au comte, rajoutant en plus 140 toises (530 mètres carrés) de terrains pour le féliciter d'avoir relevé le défi. Cela permet d'agrandir le récent jardin à la française et de le fermer en demi-lune. Le comte d'Évreux fut donc le propriétaire d'un hôtel admiré de tous ses contemporains. [réf. nécessaire] [Information douteuse] Il démissionna pourtant de ses charges et vécut reclus dans son hôtel, avec sa gouvernante, Mlle de La Haye, son officier d'ordonnance, Fline, et des laquais, piqueurs et cochers.[Quand ?] jusqu'à sa mort en 1753.

### Résidence de Madame de Pompadour

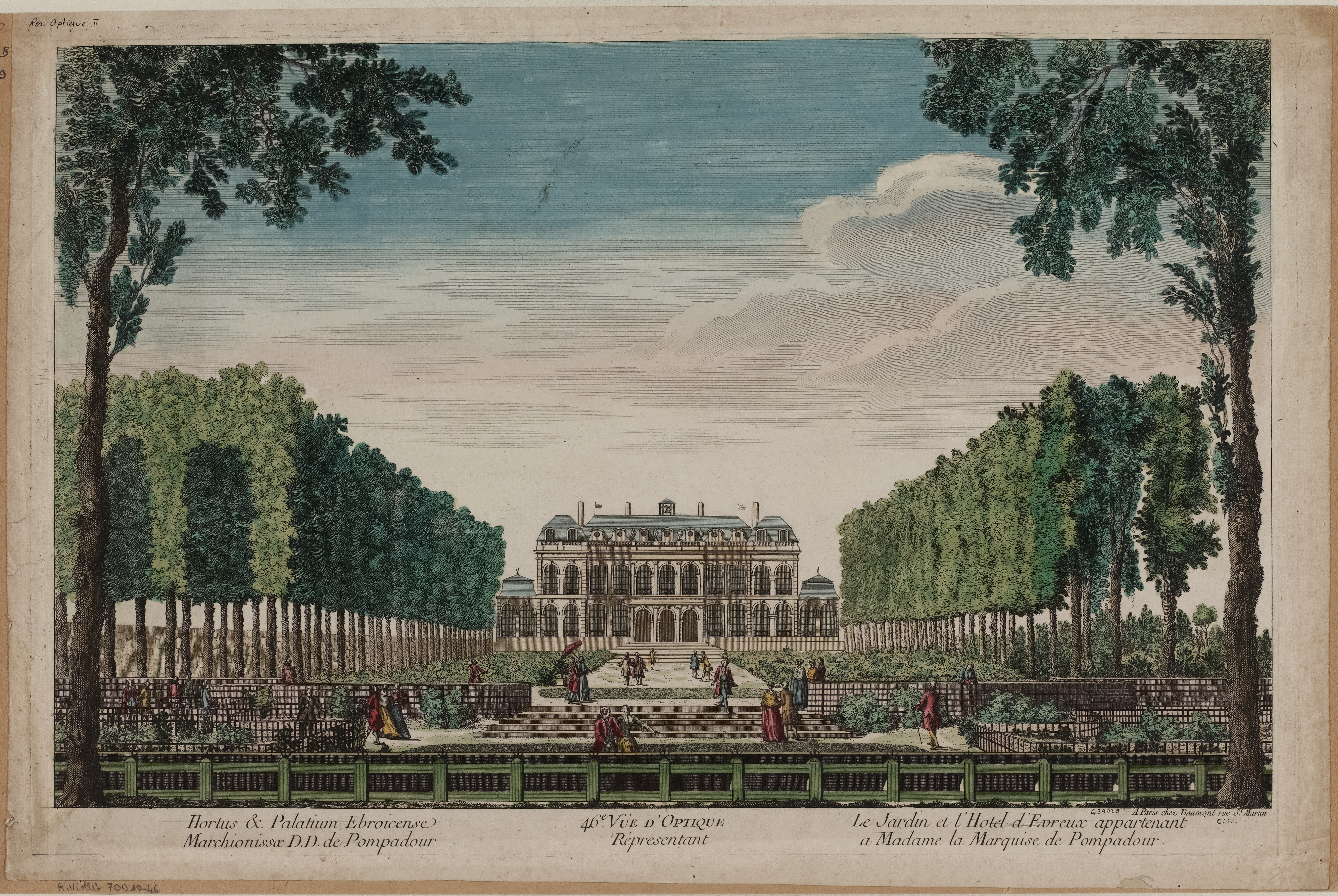
Jardin et hôtel d'Evreux appartenant à Madame la marquise de Pompadour, vers 1750.

En 1753, la marquise de Pompadour, une des favorites Louis XV, est charmée par l'édifice, et décide d'en faire l'acquisition. La vente a lieu le 24 décembre de la même année, au Châtelet de Paris. M. Lenote est curateur, Me Melin, notaire ; une estimation est faite par l'architecte Desmaisons, elle se monte à 730 000 livres. L'achat de la demeure est motivé, selon le marquis d'Argenson, par le statut chancelant de favorite (elle aurait ainsi un lieu où se retirer dignement en cas de disgrâce) ainsi que par sa situation géographique, à la porte de Paris (elle n'était en effet pas populaire auprès du peuple parisien). Néanmoins, elle n'y vit pas régulièrement, partagée entre sa vie à la Cour et ses visites à sa fille Alexandrine au couvent de l'Assomption dans la rue Saint-Honoré voisine ; le décès de cette dernière en 1754 ne l'invite pas à s'y poser, d'autant que des graffitis ornant les murs de l'hôtel, du type « maison de la putain du roi », rappellent que les habitants de ce quartier populaire n'aiment pas la richesse arrogante qu'elle affiche ou son inconséquence lorsqu'elle conçoit un potager qui barre la circulation du Grand Cours (futurs Champs-Élysées).
Elle y fait de nombreuses transformations, les murs se couvrent de boiseries et d'or caractéristiques du « style Pompadour », la façade de la cour d'honneur s'inspire de celle de son château de Champs-sur-Marne. Celle qui possède depuis quelques années le marquisat de Pompadour suit sa devise « Mon plaisir n'est pas de contempler l'or de mes coffres, mais de le répandre ».
Mais les travaux sont en réalité à la charge du royaume de France qui dépense près de 100 000 livres dans la réfection et la décoration. La marquise presse Lassurance, son architecte favori, de remanier la chambre de parade (notamment sa grande alcôve), d'aménager le premier étage et de construire un grand escalier ; Verberckt est chargé des sculptures au ciseau, Van Loo, Boucher et Dubois des médaillons et des panneaux, Lazare Duvaux de la décoration de la salle de bains. Appréciant la matière noble, la marquise prend soin de sélectionner des étoffes, marqueteries, marbres, tapisseries des Gobelins, lustres en cristal de Bohême, vaisselle et pendules de grande qualité. Des tapisseries de grande facture ornent les murs. Les jardins, eux, se voient garnis de portiques, de charmilles, d'un potager et même de cascades, d'un labyrinthe et d'une grotte dorée pour sa fille. Inconditionnelle des bergeries de Watteau et aimant jouer les bergères, comme le veut la mode du « retour à la nature », elle y fait aussi paître un troupeau de moutons aux cornes dorées et au cou enrubanné. Un jour où Madame de Pompadour décide de les laisser entrer dans son boudoir pour les présenter à ses invités, le bélier, croyant avoir affaire à un rival, fonce vers son reflet aperçu dans un grand miroir, le troupeau le suit, saccageant la pièce. Le roi participe à l'agrandissement des jardins.

### Hôtel des Ambassadeurs extraordinaires
Dès le 15 novembre 1757, à l'âge de 36 ans, Madame de Pompadour avait, par son testament, institué son frère, le marquis de Marigny, pour son légataire universel. Néanmoins, si le roi accepte ces dispositions, il décide à la mort de la marquise que l'hôtel d'Évreux va maintenant être dévolu à loger les ambassadeurs extraordinaires, à la place de l'hôtel des Pontchartrain, situé rue des Petits-Champs. L’hôtel des Ambassadeurs extraordinaires devient donc une propriété de la Couronne.
Après le décès de la marquise, le 15 avril 1764, l'hôtel sert pendant un an à centraliser et vendre tout le mobilier et les œuvres d'art amassés par cette dernière dans ses nombreuses propriétés. Les ventes attirent beaucoup de curieux.
Lors de la réhabilitation de l'hôtel, on supprime le potager et on réduit la surface du parc, rendue à la promenade des Champs-Élysées. Néanmoins, devant l'absence répétée de ses hôtes, l'hôtel, par décision royale du 14 août 1765, sert de lieu d'exposition aux « personnes curieuses et [aux] amateurs de beaux-arts » (on y présente notamment la série de toiles commandée par Louis XV, les Ports de France par Joseph Vernet), puis en 1768 de garde-meuble, en attendant l'achèvement de celui-ci alors en construction, sur la place Louis XV. Dans tous les salons et même des baraques construites sur les abords sont déposées des armures et des tapisseries.
Pendant ce temps, et jusqu'en 1773, le peuple de Paris peut venir se promener dans les jardins, parmi les anciens décorums de la marquise, la cascade et la grotte notamment.

### Demeure de Nicolas Beaujon

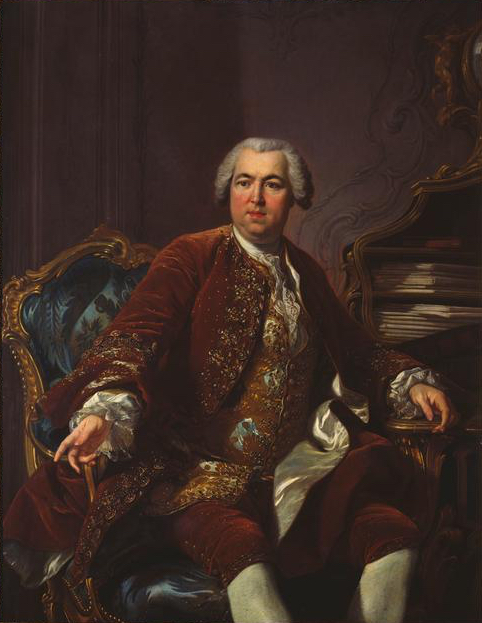
Nicolas Beaujon par Louis-Michel van Loo.

Neuf ans après le décès de la marquise, en 1773, l'hôtel devient la propriété du banquier Nicolas Beaujon, qui acquiert pour un million de livres (il n'en paie en réalité que 600 000) l'hôtel d'Évreux le 2 octobre 1773, par l'intermédiaire de maître Lepot d'Auteuil, le nouveau garde-meuble royal ayant été installé place Louis XV (l'actuel hôtel de la Marine). Il emménage le 30 novembre 1774. Les dégradations subies par l'hôtel pendant la période où il n'était plus qu'un lieu de stockage amènent Nicolas Beaujon à réhabiliter et redécorer l'ensemble.
Il fait appel à l'architecte du Roi, Étienne-Louis Boullée, pour les travaux. Il procède ainsi à des agrandissements, notamment pour l'aile ouest qui comprenait les petits appartements (en longueur et en largeur) qui est prolongée vers les Champs-Élysées : on remplace ainsi l'antichambre, la chambre à coucher et le cabinet par une antichambre, un salon, un grand cabinet, une grande galerie, une bibliothèque (Nicolas Beaujon n'aime pas lire, mais selon la mode du temps, il achète pour 400 000 livres un cabinet de sciences naturelles), un arrière cabinet, un autre salon, une chambre à coucher et un boudoir. Piat Sauvage y travaille et des toiles de Guerchin, Jean-Pierre Houël ou encore van Loo sont accrochées dans la galerie ; les plus fameuses sont toutefois La Bohémienne de Frans Hals et Les Ambassadeurs de Hans Holbein le Jeune, collection que Nicolas Beaujon se plaît à montrer à ses visiteurs.
Des statues sont également installées, dont une Diane antique sous les traits de la marquise de Pompadour. Sa chambre, copieusement décorée, est ornée de plusieurs fenêtres en œil-de-bœuf, de glaces et de tentures plissées. Les cuisines de l'hôtel sont déplacées de l'aile ouest à l'aile est (à l'emplacement où elles sont toujours aujourd'hui), afin de pouvoir installer les bureaux de sa banque. Dans le corps de bâtiment, il sépare en deux la salle des fêtes du comte d'Évreux et fait installer une salle de billard anglais. La salle de musique de Madame de Pompadour est conservée. Une salle de bains est aménagée. Aucun grand escalier ne permet encore d'accéder à l'étage, où logent Monsieur et Madame Tétard du Lys, amis de Nicolas Beaujon. Étienne-Louis Boullée aménage également le parc à la française, qui devient à l'anglaise : un lac avec en son centre une fontaine, des terrasses et des allées sont ainsi créées. L'architecte Nicolas-Claude Girardin fait aussi construire une serre chaude, reliée à l'hôtel par une galerie de treillages ainsi qu'une ménagerie.
Hardi à la tâche, Nicolas Beaujon passe sa journée à travailler à l'hôtel, où, munificent, il loge certains de ses employés et leur famille ainsi que des comédiens comme Pierre Laurent Buirette de Belloy. Il passe sa soirée à converser sur les nouvelles de la ville mais, impotent, doit bientôt vivre dans le palais en chaise roulante.
Il compte néanmoins cinq à six maîtresses, surnommées les « Berceuses », qui au fil du temps deviennent des hôtesses du palais. Il conserve sous réserve d'usufruit la propriété du désormais « hôtel Beaujon » jusqu'en août 1786, date à laquelle il le vend en viager au roi Louis XVI, se sachant sur la fin de sa vie (pour 1 100 000 livres, bien qu'il fût estimé à trois millions). Le roi souhaite en effet y loger, comme son prédécesseur, les ambassadeurs extraordinaires ainsi que les souverains étrangers de passage à Paris. La vente se fait néanmoins au nom de Monsieur Durney, un agent de change, pour que les frais ne soient pas explicitement à la charge de la Couronne. Nicolas Beaujon y meurt le 21 décembre et est inhumé en grande pompe. Le 25 avril 1787, tout le mobilier et les éléments de décor sont vendus aux enchères, après deux jours d'ouverture au public.

### Propriété de Bathilde d'Orléans

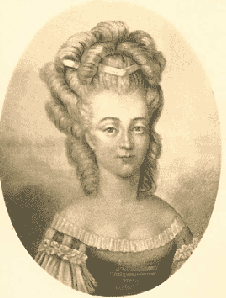
Bathilde d'Orléans, duchesse de Bourbon, vers 1780.

La dernière occupante de l'hôtel avant la Révolution est Louise-Marie-Bathilde d'Orléans, duchesse de Bourbon, qui s'y installe en 1787, Louis XVI ayant finalement abandonné son projet. Princesse du sang, fille du duc d'Orléans, sœur de Philippe Égalité, tante de Louis-Philippe Ier, mère du duc d'Enghien, belle-fille du prince de Condé, qui occupe précédemment les lieux, elle a failli devenir impératrice d'Autriche, mais l'empereur, frère de la reine Marie-Antoinette, ayant renoncé à une troisième union, elle a épousé son cousin le duc de Bourbon qui l'a abandonnée assez rapidement après leur mariage : leur séparation est officielle en 1781. En raison de ses nombreuses liaisons, elle n'est plus la bienvenue à la Cour (elle se bat en effet lors d'un bal, à l'Opéra, avec la princesse d'Henin). Elle achète le 17 juillet à Louis XVI, son cousin, l'hôtel Beaujon, pour 600 000 livres.
L'hôtel Beaujon est rebaptisé « l'hôtel de l'Élysée » en raison de son jardin dont les ifs se mêlent à ceux du carré de l'Élysée, jardin de l'avenue des Champs-Élysées (selon d'autres sources, aussi l'« Élysée Bourbon », en raison du nom de sa propriétaire). La duchesse s'y installe avec une fille adultérine (Adelaïde-Victoire), née d'une aventure avec un officier de marine (le chevalier Alexandre-Amable de Roquefeuil). Elle fait aménager par Pierre-Adrien Pâris, dans le parc un hameau, comprenant des maisons rustiques, en souvenir de celui de son beau-père, le prince de Condé, situé dans le parc du château de Chantilly.
Très fantasque, passionnée de chiromancie, d'astrologie et de sciences occultes, elle s'y adonne dans les salons du palais en compagnie de personnalités comme le magnétiseur Mesmer, le théosophe Louis-Claude de Saint-Martin, le moine mystique Christophe Antoine Gerle, Suzette Labrousse ou encore l'oracle Catherine Théot.

#### Citoyenne Vérité
Pendant la Révolution française, Bathilde d'Orléans est surnommée « citoyenne Vérité », en raison de son nouvel esprit républicain. Elle offre ainsi de l'argent au directoire du district des Capucins Saint-Honoré pour assurer la tranquillité publique, ainsi qu'un bâtiment servant de corps de garde, situé à la jonction de l'avenue de Marigny et de la place Beauvau. Son frère, « Philippe-Égalité », vote la mort du roi avant d'être lui-même condamné à mort. Elle subit néanmoins les représailles de la fuite en Autriche de son neveu Louis-Philippe d'Orléans, duc de Chartres, en avril 1793 : tous les membres de la maison de Bourbon présents en France sont emprisonnés par la Convention. La duchesse est emprisonnée à la prison du fort Saint-Jean, à Marseille, pendant un an et demi et ne réchappe que miraculeusement à la Terreur ; libérée en 1795, elle retrouve son palais parisien. Néanmoins, après la mort de son frère guillotiné, elle avait offert à la Convention son hôtel, son château du Petit Bourg ainsi que d'autres biens, dans le but d'être libérée de sa prison. La Convention avait passé outre, réquisitionnant de facto ses biens.
Le palais de l'Élysée souffre néanmoins beaucoup pendant ces troubles années. Le domaine accueille successivement la Commission de l'Envoi des Lois et de l'Imprimerie du Bulletin des Lois, (entre le 5 mars et le 6 septembre 1794, date à laquelle elle est transférée à l'hôtel de Penthièvre) puis le dépôt national de meubles provenant des saisies d'émigrés ou de condamnés (les salons sont alors aménagés en salles de vente publiques). Les jardins sont ouverts au peuple et un projet de « temple à l'Égalité » est même à l'étude.

### Café-concert
En janvier 1797, le Directoire rend officiellement à la duchesse de Bourbon sa possession de l'hôtel. Elle ne peut pourtant plus entretenir cette grande demeure et est obligée de louer le rez-de-chaussée à Benoît Hovyn (fils de Livin Hovyn, échevin de Menin, et Julie Van Ruymbeke) et sa femme Jeanne La Violette, un couple de négociants flamands qui en font un établissement « de plaisirs » et y organisent des bals populaires, des jeux, des conférences et des concerts (les Parisiens cherchent l'amusement, le souvenir de la Terreur étant encore palpable).
Y ont aussi lieu des expositions et des salons de lecture ; mais les « chambres privées » constituent l'endroit le plus significatif de cette période, où se rencontrent les amants d'une nuit.
Elle touche ainsi 18 000 livres par an ; les meubles sont loués pour 3 200 livres et, pour 8 000 livres de plus, le couple peut organiser des fêtes champêtres dans les jardins. Le coup d'État du 18 fructidor an V, contre les monarchistes, exile pourtant la duchesse hors de France : elle est déplacée avec sa belle-sœur et son cousin, le prince de Conti, à la frontière espagnole. Bathilde d'Orléans ne reverra la France que dix-sept ans plus tard, à la chute du Premier Empire. Le Directoire vend alors l'hôtel comme bien national ; la location aux Hovyn (qui était à l'origine pour neuf ans) est annulée. Ce dernier l'achète ainsi, avec l'aide d'un bailleur, pour 10 300 000 livres, bien qu'il n'en paie en réalité que le tiers.
En avril 1797, les Hovyn déclarent ainsi à leur mairie que l'hôtel accueillera des bals les 4, 7 et 10 de chaque décade du calendrier républicain (ce qui prémunit l'endroit d'être un repaire de conspirateurs au régime). Le nouvel établissement ouvre ses portes le 21 juin 1797 ; l'entrée coûte 3 livres. L'inauguration est fastueuse : une montgolfière posée dans les jardins emmène un mouton dans les airs et le lâche avec un parachute. Le succès est là, les créoles Fortunée Hamelin et Joséphine de Beauharnais étant des habituées, à l'instar des Incroyables et des Merveilleuses ; de jeunes filles habillées en sauvages ou à la grecque y dansent pour le public. Le glacier Garchi y sert ses compositions ; des feux d'artifice sont tirés. Des conférences portent sur « la statistique, l'astronomie, la cosmographie élémentaire, la technologie, les questions sociales industrielles, commerciales, l'harmonie, la littérature, la grammaire », un abonnement est créé pour bénéficier, en plus des conférences, de l'accès aux jardins et à la bibliothèque. Le 29 juillet, l'hôtel reçoit pour la soirée un hôte de marque, l'ambassadeur ottoman Esseid Ali Effendi : ses vêtements et ses manières sont alors un événement mondain en soi. Le 22 octobre 1797 se déroule une exposition artistique et industrielle, dont les œuvres sont choisies par un jury (y figurent des statues grecques, romaines et égyptiennes ainsi que des tableaux de Girodet-Trioson et des sculptures de Jacques-Edme Dumont). Des scandales éclatent comme l'interdiction, le 3 mai 1798, de l'ascension en ballon de l'aérostier André-Jacques Garnerin avec une dame, « sous prétexte que le spectacle de deux personnes de sexe différent s'élevant publiquement dans les airs était indécent et immoral ».
Hovyn vend son affaire le 19 juin 1798 à Ribié, un ancien directeur de théâtre, qui fait construire une scène de 100 pieds carrés pour y représenter des carnavals. Un bal masqué est toutefois annulé par le ministre de la Police, le 7 ventôse de la même année en raison de la présence de conspirateurs royalistes. Comme son prédécesseur, Ribié fait des bénéfices en dessous de ses attentes et vend donc l'établissement en 1801 au glacier Velloni. Le mobilier avait été saisi le 13 mars de la même année. Mais la fille des Hovyn, Julie-Marie-Liévine, rachète les différentes parts en nue-propriété, ne laissant à Velloni que la possession de la salle de billard. Elle fait ouvrir des magasins, du côté du faubourg Saint-Honoré (un marchand de vin, un rôtisseur et une mercière) et diviser le premier étage de l'hôtel en quinze appartements loués entre 300 et 900 francs (ce qui lui rapportait une rente annuelle de 14 660 francs) ; un appartement à 1 200 francs est aussi créé, loué par Jeanne-Catherine-Joseph de Lavaulx, doté de huit pièces sur deux paliers et lui donnant le droit d'accéder aux jardins. Ses parents et le jeune et futur écrivain Alfred de Vigny logent au premier étage à gauche, du côté de la cour ; Guillaume Bonnecarrère, futur ministre et diplomate, est leur voisin. L'ancien hameau de Bathilde d'Orléans est transformé en un restaurant rustique, servant de la viande froide. La légende veut que ce soit cette Liévine qui, s'ennuyant à périr, fit remarquer à ses parents que la mode de la danse s'était emparée de Paris et eut l'idée de s'associer à Velloni pour transformer les jardins à la française en parcs anglais pour y organiser des fêtes champêtres.

### Travaux et fêtes de Joachim et Caroline Murat

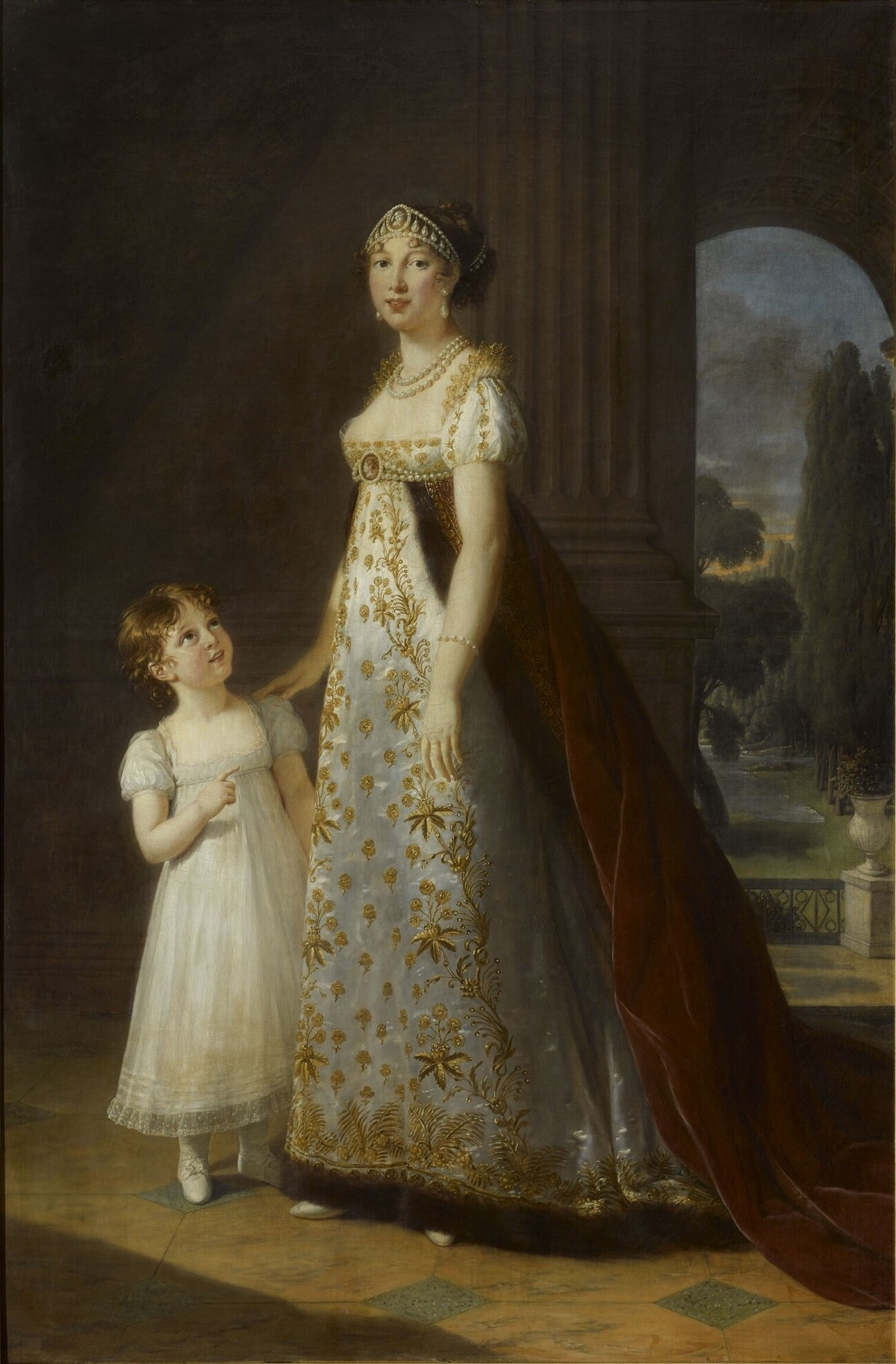
Caroline et sa fille Letizia, par Élisabeth Vigée Le Brun, 1807.

Le Consulat, en 1799, met fin à ces années de fantaisie. Le beau-frère de l'empereur Napoléon Ier, le maréchal d'Empire Joachim Murat, achète la propriété à la fille ruinée de Hovyn le 6 août 1805 pour 570 000 francs et y entreprend d'énormes travaux. Il s'y installe avec son épouse Caroline Bonaparte et en fait une de ses nombreuses et luxueuses demeures. L'hôtel prend alors le statut de palais.
Après huit ans d'utilisation comme lieu public, l'hôtel est dans un état qui laisse à désirer. La restauration est confiée aux architectes Barthélémy Vignon et Jean-Thomas Thibault, assistés de Leconte. Sont construits dans le style Empire le vestibule d'honneur garni de portes vitrées ainsi qu'une grande salle de bal appelée « galerie des tableaux » (actuel salon Murat), qui présente seize pilastres entre lesquels sont installés quatre grands tableaux représentant le Nil et les pyramides de Gizeh, la Seine et le château de Neuilly, le Rhin et le château de Benrath, le Tibre et le château Saint-Ange (seuls les deux derniers subsistent de nos jours). L'ajout le plus important est l’« escalier à l'impériale », grand escalier d'apparat à deux volées en retour, construit dans le mur Est du vestibule d'honneur par Percier et Fontaine, la rampe étant constituée de palmes dorées en bois, symboles de la victoire.
Le rez-de-chaussée sert à de grandes réceptions (y est notamment installée une Sainte Famille de Paul Véronèse), le premier étage au maréchal, le deuxième aux enfants et l'aile est à Caroline Bonaparte. Cette dernière crée notamment le « salon d'argent », une pièce somptueuse aux murs tendus d'argent et aux magnifiques boiseries. Une extension, une grande salle à manger, est construite, et abrite comme œuvre « une Sainte Famille de Raphaël, une Vierge et l'Enfant Jésus de Léonard de Vinci, un Bacchus et Ariane de Guido Reni[Qui ?], une Sainte Famille d'André del Sarto ainsi que des tableaux d'autres italiens comme Roselli, Caraffi, Procaccini[Qui ?], Carlo Dolci, Trévisani, Salvator Rosa, Guirlandaïo, etc. ». Dans l'ancien salon des Muses de Nicolas Beaujon, on a remplacé les tableaux représentant les neuf séides d'Apollon par neuf portraits de la famille impériale (les rois et reines d'Espagne et de Hollande, le prince et la princesse Borghèse, la princesse Élisa Bacciochi, le cardinal Fesh et Murat).
Le général Jean-Andoche Junot est alors l'amant de Caroline Bonaparte et reste plus que de raison dans le palais Murat. Des disputes homériques ont lieu entre celui-ci et l'Empereur ainsi qu'entre les deux époux, lorsque Murat ne se trouve pas sur les champs de bataille.
Des bals sont régulièrement organisés dans le palais, rassemblant entre cent cinquante et deux cents personnes. L'Empereur venait à ceux du vendredi, la reine Hortense le lundi et la princesse Borghèse le mercredi. Julien, un violoniste noir, dirige l'orchestre. Lors d'un grand bal, en 1807-1808, organisé dans les jardins du palais où des princesses d'Empire étaient déguisées en Tyroliennes, Caroline Bonaparte humilie publiquement une d'elles, ancienne maîtresse de son époux. Mais l'Empereur, qui apprécie venir secrètement déguisé à ces soirées, la place comme lectrice de l'Impératrice.
Lorsque Murat devient roi de Naples, il doit, le 15 juillet 1808, abandonner à l'État son palais de l'Élysée, son château à Neuilly, ainsi que ses écuries du Roule et d'autres terres. Bien que supposée y laisser aussi tout le mobilier qui s'y trouve, la nouvelle reine consort de Naples déménage toutefois une grande partie du mobilier du palais. Cependant, le 25 novembre 1809, pour faire diversion au divorce de l'Empereur, ce dernier prête au couple le palais de l'Élysée (pendant un mois) afin d'y organiser une somptueuse fête ; il faut néanmoins éloigner le nouveau propriétaire des lieux, le roi Frédéric-Auguste Ier de Saxe.

### Élysée-Napoléon
Murat parti pour Naples, Napoléon Ier occupe l'hôtel particulier, jusqu'à la campagne de France, après une courte occupation par Joséphine de Beauharnais ; il juge en effet le palais des Tuileries « inhabitable ». Il y signe l'acte de mariage entre le maréchal Augereau et Mademoiselle Bourlon de Chavanges et le décret donnant les pouvoirs politiques à Élisa Bonaparte sur le Grand-duché de Toscane. Il n'y séjourne plus pendant trois ans mais l'endroit lui reste plaisant à l'esprit, hormis le parc et ses enchevêtrements de constructions baroques (rivière, lac, grotte, temple égyptien, marbres, bosquets, chaumières), alors que l'Empereur ne goûte en la matière qu'un classicisme strict. Aucun nouvel aménagement n'est fait, si ce n'est dans la décoration des lieux. Il travaillait dans l'ancien salon des Muses et logeait dans les petits appartements alors que l'Impératrice vivait, avant le divorce, au premier étage. Après leur rupture conjugale, l'Empereur lui offre le palais, ainsi que le château de Malmaison et le château de Navarre. La remise des lieux est pourtant différée en raison du retour du couple Murat. Bien qu'elle possède en définitive les lieux pendant deux ans, elle n'y habitera jamais réellement (sauf entre le 8 février et le 9 mars 1810). L'Empereur récupère donc le palais le 13 février 1812 et offre à l'ancienne impératrice en échange le château de Laeken. Pour la nouvelle impératrice, Marie-Louise d'Autriche, sont installés au premier étage une chapelle ainsi que des appartements privés pour son jeune fils, le roi de Rome. L'Empereur revient au palais entre le 28 mars et le 7 avril 1813. Marie-Louise devient entretemps régente de l'Empire.
En 1814, après les défaites de la campagne de France et la (première) abdication de Napoléon, le tsar Alexandre Ier de Russie, grand adversaire de l'Empereur, prend possession du bâtiment, après l'avoir fait fouiller par deux ingénieurs russes pour y détecter la présence éventuelle de bombes. Néanmoins il ne désire pas rentrer comme un conquérant dans la capitale, car il admirait son rival et méprisait les Bourbon : il ne porte donc pas son uniforme de cérémonie quand il rend visite à Joséphine de Beauharnais au château de Malmaison. Au palais, où il reçoit notamment Chateaubriand qui lui fait part de sa haine pour Napoléon Ier, il organise des dîners pour arriver à faire s'entendre noblesse d'Empire et noblesse d'Ancien Régime. En pénétrant dans le cabinet de travail de l'Empereur, il déclare : « Combien d'entreprises mémorables ont été conçues et méditées dans ce modeste cabinet ! ». Bathilde d'Orléans profite des turbulences de ces années pour demander au roi Louis XVIII le palais de l'Élysée ; celui-ci refuse, mais lui offre l'hôtel Matignon. À l'été 1815, le tsar laissera le duc de Wellington, vainqueur de la bataille de Waterloo, disposer du bâtiment.
Pendant les Cent-Jours, l'Empereur habite l'hôtel quelque temps. Après Waterloo, revenu au palais le 21 juin 1815 à 8 heures du matin, au terme de trois jours de chevauchée, il demande à prendre un bain puis se rend à un conseil des ministres mouvementé où l'Empereur et ses ministres se disputent sur l'issue à tenir des événements. Selon Benjamin Constant, le retranchement de l'Empereur dans son palais et sa non manifestation auprès des chambres participe à l'éloigner d'une fin honorable. Finalement le 22 au matin, dans le salon d'argent, Napoléon Ier dicte à son frère sa reddition : « Je m'offre en sacrifice à la haine des ennemis de la France. Ma vie politique est terminée et je proclame mon fils, sous le nom de Napoléon II, Empereur des Français ». Il quitte le palais le 25 pour la Malmaison, par la porte du fond du parc (en raison de la foule massée devant l'entrée principale), donnant sur les Champs-Élysées, après avoir brûlé divers papiers et reçu d'anciens hauts dignitaires.

### Drame du duc de Berry

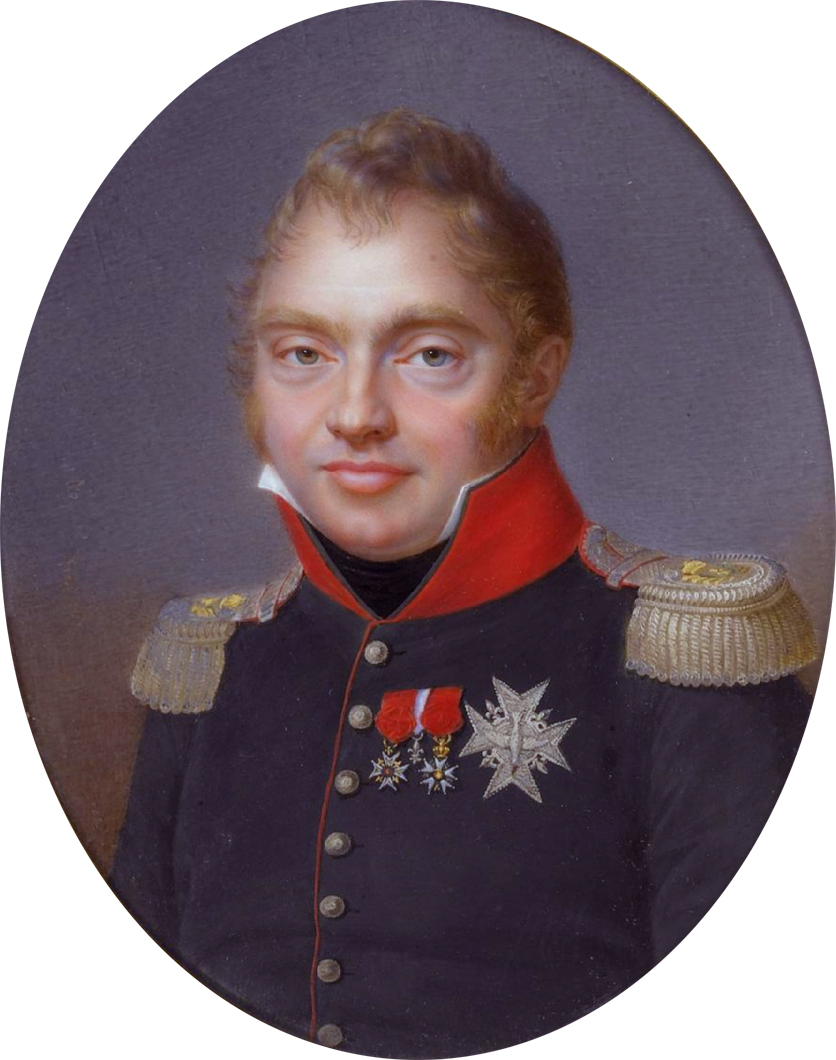
Portrait du duc de Berry (1778-1820).

Après l'occupation du palais par lord Wellington, commandant des troupes alliées en France, le nouveau régime, la Restauration, amène Louis XVIII sur le trône de France qui récupère les biens spoliés par les différents régimes.
De son côté, malgré ses suppliques auprès de Louis XVIII, Bathilde d'Orléans, duchesse de Bourbon ne peut pas récupérer son hôtel, le roi n'ayant pas oublié qu'elle avait choisi de ne pas émigrer et affichait des sentiments prorévolutionnaires. Il lui offre néanmoins l'hôtel de Valentinois, rue de Varenne, par un décret du 6 mars 1815, échangeant l'hôtel Matignon contre le palais de l'Élysée pour en faire don en décembre 1815 à son neveu, second fils du roi Charles X : le duc de Berry, qui y emménage avec son épouse Marie-Caroline, en 1816. Le mobilier reste inchangé ; seuls les motifs des abeilles impériales en sont retirés. Le duc fait installer un piano d'Érard pour sa femme. Celle-ci compte onze dames d'honneur, dont une, Suzanne de la Tour en Voivre (Woëvre), se marie avec le comte de Meffray dans la chapelle du palais.
Le couple, peu conformiste, se plaît à déjeuner en tête-à-tête dans les jardins où à se promener incognito dans les rues de Paris pour aller dans les magasins. Loin de la Cour, aux Tuileries, ils profitent d'une vie insouciante en allant par exemple écouter de la musique sur les Champs-Élysées, mais se faisant souvent chasser sous les injures[pourquoi ?][réf. nécessaire], n'ayant pas d'argent sur eux et n'étant pas connus du public. Ils aiment aussi se rendre aux théâtres Feydeau et Comte ainsi qu'au cirque Franconi. Ils organisent également beaucoup de réceptions, comme le 20 juin 1816 où ils reçoivent le corps municipal de Paris. Le 9 octobre est jouée dans le palais la pièce Saint Louis, villageois, et en janvier 1819 un dîner de gala est offert au frère du prince régent d'Angleterre, le duc de Gloucester ; le dernier grand bal a lieu le 29 janvier 1820.
La principale préoccupation des nouveaux propriétaires est de donner un héritier au royaume. Après deux enfants mort-nés, le médecin accoucheur est accusé d'incompétence, le duc de Berry explique que cela est probablement dû à une chose qu'il avait faite « qui n'était pas de saison, sur un canapé, en habit de cour, en revenant d'une réception ». Les doutes se dissipent quand le 21 septembre 1819 naît une fille, Louise-Marie-Thérèse. En 1820, Marie-Caroline est à nouveau enceinte. Elle se soumet alors à un régime draconien qui lui interdit toute sortie ou réception. Mais le 13 février, contournant la règle, ils sortent à l'opéra (où l'on joue le Rossignol, le Carnaval de Venise et les Noces de Gamache). Là, le duc de Berry est assassiné (il recevait depuis peu des lettres anonymes de menaces) par l'ouvrier Louvel, décidé à éteindre la dynastie des Bourbons. Son épouse rentre évanouie au palais dans une robe tachée de sang. Après quelques jours de dépression, elle se coupe les cheveux et les met dans le cercueil de son époux, déménage aux Tuileries où elle accouche du futur « comte de Chambord » le 29 septembre 1820 (perpétuant donc la dynastie), lequel, par sa fidélité au drapeau blanc et son refus d'y renoncer entre 1871 et 1873 (« je n'arbore pas un nouveau drapeau, je maintiens celui de la France », souligna le prétendant le 25 janvier 1872), ne réussit pas à convaincre les députés orléanistes de ne pas contribuer à installer définitivement la République à l'Élysée. Le 15 avril, on achète des housses pour recouvrir les meubles du palais désormais inhabité.

### Entre 1820 et 1848
Le palais de l'Élysée reste globalement vide entre 1820 et 1848, sauf exceptions, Louis XVIII puis Charles X le destinant à accueillir des monarques ou princes étrangers de passage à Paris. Ainsi, en 1827, l'infant don Miguel y séjourne et en 1830, le roi François Ier des Deux-Siciles et son épouse Marie-Isabelle d'Espagne y habitent un mois. Sous la monarchie de Juillet, ensuite, le palais est mis en douaire au profit de la reine des Français Marie-Amélie mais il est surtout sujet à de grands travaux, qui continueront après la chute du régime, et reste la résidence de visiteurs occasionnels comme Albert de Saxe-Cobourg-Gotha en 1836, Alexandre de Wurtemberg en 1837, Bernard de Saxe-Weimar-Eisenach en 1842 ou encore Ibrahim Pacha en 1846.

### IIeRépublique et Second Empire

#### IIeRépublique

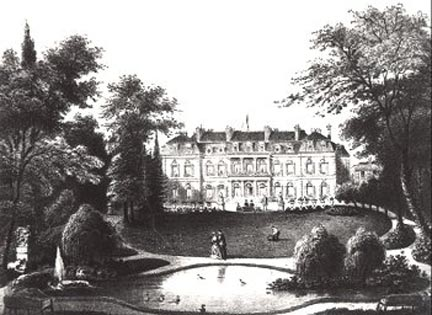
Le parc du palais sous la IIe République.

Pendant le gouvernement provisoire de la IIe République, le palais prend le nom d'« Élysée national ». S'y retrouve la commission des secours où siège le célèbre et très populaire chansonnier Béranger qui y reçoit un jour l'hommage de 800 chanteurs, musiciens et mendiants des rues. Les jardins sont un temps ouverts au public ; des concerts y sont donnés, une fête foraine s'y installe et des feux d'artifice sont tirés. Le ministre des Finances accorde du 15 juillet au 16 novembre un salon du palais à l'Association nationale agricole. Le président de l'Assemblée nationale propose, en vain, la transformation du palais en bibliothèque, à partir des ouvrages entreposés au musée du Louvre.
Par une loi ordinaire du 12 décembre 1848 prise dans l'urgence (il semblait logique que le général Cavaignac, chef du pouvoir exécutif du gouvernement provisoire et candidat à la présidence, reste en cas d'élection dans son hôtel de Monaco mais le dépouillement des bulletins de vote dès le 11 décembre montrait une large victoire de Louis-Napoléon Bonaparte), l'Assemblée nationale assigne le palais comme résidence du président de la République. En effet, l'article 62 de la Constitution de 1848 disposait que le Président est « logé aux frais de la République » et réside « au lieu où siège l'Assemblée nationale », donc à Paris. Louis-Napoléon Bonaparte, premier président de la République élu au suffrage universel en 1848, se voit assigner non pas les Tuileries mais le palais de l'Élysée, souvenir de son oncle qui en avait fait sa résidence de cœur mais y avait abdiqué. Rapidement après son arrivée le 20 décembre, le premier président de la nouvelle République se rend dans le boudoir d'argent où son oncle abdiqua, et remarque sur le mur, accrochés, un portrait de ce dernier et à côté de sa mère Hortense de Beauharnais, prévenance d'un garde-meuble qui n'a pas eu le temps d'apporter tout le mobilier nécessaire à la fonction présidentielle. Il aménage son bureau personnel dans le Salon Cléopâtre et place à la tête des différents services des hommes de confiance mais doit bientôt réduire le nombre d'employés du palais, en raison de leur coût et de l'inutilité de certains. L'hôtel est certes délabré, mais le président en profite pour l'aménager dans un style londonien qu'il a pu étudier durant ses années d'exil. Des réceptions sont organisées où défilent Victor Hugo (se méfiant de « Napoléon le petit », il écrira : « Cet homme va nous perdre, il fait danser la république en attendant de la faire sauter. »), Lamartine, Eugène Delacroix ou encore Alfred de Musset. Chaque lundi, des soirées dansantes sont programmées ; pour cela, il dépense énormément. Sa cousine Mathilde Bonaparte joue le rôle d'hôtesse. On loue à la comtesse d'Hatzfeld l'hôtel Castellane, mitoyen au palais et au duc de Galliera l'hôtel Sébastiani : ils sont tous les deux détruits dans les années 1850 afin de permettre d'agrandir le palais en conservant une unité architecturale.
Mais ne pouvant se représenter, le président fait un coup d'État à la troisième année de son mandat de quatre ans : il devient empereur sous le nom de Napoléon III. La décision est prise lors d'une réunion secrète, le 1er décembre 1851, à laquelle il convie dans une pièce discrète, le salon d'argent (là même où son oncle avait abdiqué) son demi-frère, le duc de Morny, et d'autres conjurés, après une réception en l'honneur du préfet Georges Eugène Haussmann. Alors qu'on danse comme tous les lundis dans les salons, Monsieur Mocquard, fidèle du président, prépare dans son bureau des dossiers estampillés « Rubicon ».

#### Second Empire
Célibataire, Napoléon III remarque que les cours d'Europe ne se pressent pas pour proposer une promise au neveu de l'ennemi d'hier. C'est finalement un mariage d'amour qui a lieu avec Eugénie de Montijo, laquelle passe dans les petits appartements du palais de l'Élysée sa dernière nuit de jeune fille. Elle y habite du 22 au 30 janvier 1853.
En 1853, Napoléon III, bien qu'installé au palais des Tuileries, décide de la rénovation complète du palais par un nouvel architecte, Joseph-Eugène Lacroix. Les structures actuelles du palais proviennent pour l'essentiel de cette époque, et l'ensemble de ces travaux, qui s'achevèrent en 1867, constituent les derniers grands aménagements. Les dépendances sont reconstruites, formant les deux ailes latérales à balustrades qui entourent la cour d'honneur, le palais est dégagé avec le percement, à l'est, de l'actuelle rue de l'Élysée (nommée à l'époque rue de la Reine-Hortense) ; un étage supplémentaire est ajouté à l'aile est du palais abritant les petits appartements, une nouvelle salle à manger est construite dans le prolongement du salon Murat... Enfin, la façade donnant sur la rue du Faubourg-Saint-Honoré est percée de fenêtres tandis que l'entrée principale, le portail à quatre colonnes ioniques est remplacé par un nouveau portail encore plus monumental, couronné d'un arc en plein cintre, aujourd'hui toujours utilisé.
Des terrasses ornées de vasques sont créées sur les bâtiments de plain-pied entourant la cour d'honneur, les salons du rez-de-chaussée sont entièrement remaniés. Les boutiques ouvertes par les Hovyn sur le faubourg Saint-Honoré sont fermées. Le mélange des styles Second Empire, Louis XV et Louis XVI est jugé de mauvais goût. L'aménagement le plus étrange est certainement le souterrain secret reliant l'hôtel numéro 18 de la sacristie de la chapelle du palais : cet hôtel loge alors Louise de Mercy-Argenteau, maîtresse de Napoléon III. Des tableaux des souverains européens sont accrochés aux murs du salon de l'Est (la reine Victoria ou le pape Pie X). Des tapisseries sont fabriquées entre 1867 et 1870 mais n'ont pas le temps d'être installées, incendiées pendant la Commune de Paris (deux sur sept seulement en réchappent). Une petite chapelle est aménagée et le peintre Jean-Jean Cornu y installe des représentations de saint Denis, saint Cloud, saint Martin, saint Symphorien, saint Irenée, sainte Geneviève, sainte Clotilde et saint Charlemagne.
Le palais enfin de nouveau habitable ne reçoit pourtant jamais le couple impérial bien que celui-ci ait gardé un appartement dans le palais, mais devient l'« hôtellerie officielle des souverains en visite à Paris » où Napoléon III organise de grandioses fêtes notamment dans la salle de bal bâtie à l'ouest du palais. En 1855, la reine Victoria du Royaume-Uni y séjourne ; lors de l'exposition universelle de 1867, l'empereur de Russie Alexandre II, l'empereur d'Autriche François-Joseph Ier, le roi de Suède Charles XV et le roi des Pays-Bas Guillaume III ainsi que le sultan ottoman Abdulaziz y élisent résidence,. Néanmoins, le tsar échappe à un attentat, et il faut que l'impératrice Eugénie se déplace en cabriolet au palais de l'Élysée pour le convaincre de ne pas abréger son séjour en France. En juin 1869, Ismaïl Pacha séjourne une nouvelle fois au palais.
Pendant la guerre de 1870, c'est du palais que part pour la frontière allemande le premier bataillon de corps francs ; ils sont commandés par le colonel Lafont. Avec la chute du Second Empire, le palais est pour une sixième fois rebaptisé et redevient l'« Élysée National » ; il est remis à l'État le 22 décembre, alors qu'il servait depuis le 17 à loger le général commandant supérieur des gardes nationales. Le palais doit son salut, pendant la Commune de Paris, à de faux scellés ornés du sceau du gouvernement fédéré, apposés, au risque de sa vie, par Louis Basset de Belavalle, ancien fourrier des logis de l'Empereur et récemment nommé régisseur du palais. Il dupe les insurgés puis sauve le Palais du pillage et de l'incendie[source insuffisante].

### IIIe,IVeetVeRépubliques

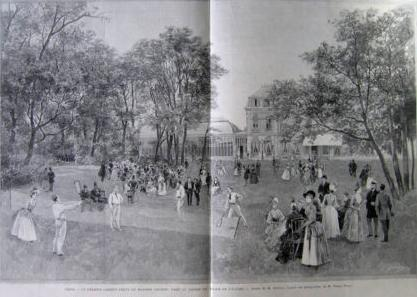
Réception dans les jardins du palais par le couple Thiers.

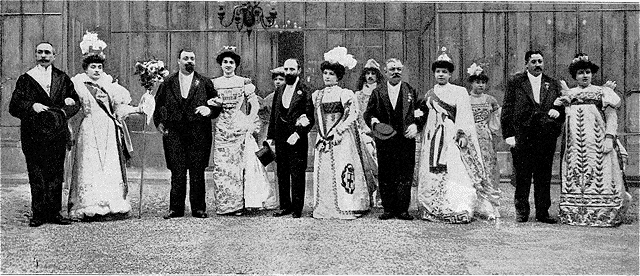
Des invités dans la cour d'honneur, devant la verrière, en 1905.

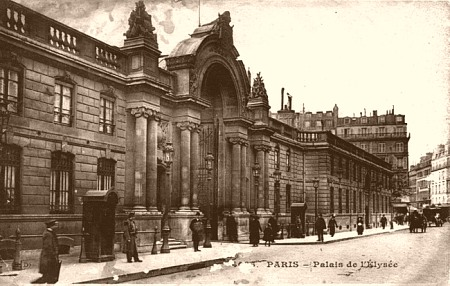
L'entrée du palais de l'Élysée en 1900.

La chute de Napoléon III en 1870, met fin à l'époque monarchique du palais. Le président Adolphe Thiers n'y séjourne qu'un mois en 1872 et un mois au début de l'année d'après. Le 15 juillet 1873, le nouveau président Patrice de Mac Mahon y reçoit le shah de Perse Nasseredin Shah (c'est le premier souverain étranger en visite officielle dans la nouvelle République) et s'installe définitivement dans le palais à partir de septembre 1874 avec sa femme et ses quatre enfants. Mais ce n'est que par la loi du 22 janvier 1879 que l'Élysée devient officiellement la résidence des présidents de la République française.
Pour les fêtes qu'il y organise, Mac Mahon fait agrandir l'ancienne salle de bal de Napoléon III (actuel salon Napoléon III) pour en faire une salle à manger d'honneur. Elle est doublée par son successeur, Jules Grévy, d'une serre, l'actuel « jardin d'hiver ». C'est ce dernier également qui fait installer les premières lignes téléphoniques, reliant les postes de garde du palais aux casernes voisines ; son gendre Daniel Wilson se fait aménager une salle d'armes. Sadi Carnot, voulant donner de la majesté à la fonction présidentielle, fait réaliser l'actuelle salle des fêtes (exécutée pour les festivités de l’exposition universelle de 1889 par l'architecte Chancel, dont les plafonds sont peints par Guillaume Dubufe et les murs ornés de tapisseries des Gobelins représentant l'histoire de Médée), inaugurée en 1889, donnant son aspect définitif extérieur à l'édifice ainsi qu'une énorme marquise vitrée sur toute la façade du corps central du bâtiment, ce qui vaut à l'Élysée d'être surnommé « le palais des singes ». De plus, il équipe le bâtiment central d'électricité (aux frais du couple présidentiel). Le président, de même que son épouse, la Première dame Cécile Carnot organisent chaque année des garden-party et deux grands bals annuels, auxquels sont conviés 10 000 personnes ; l'arbre de Noël de 1889, en faveur de cinq cents enfants pauvres de Paris se conclut par une distribution de jouets et un spectacle. Le salon de l'Hémicycle est transformé en chapelle ardente pendant quatre jours lorsque la dépouille du président assassiné à Lyon est ramenée au palais, en juin 1894. Vers 1900, l'État fait l'acquisition de la statue en marbre du sculpteur Émile Joseph Nestor Carlier : La Musique et la Danse profane. C'est le 18 février 1906 qu'a lieu la première transmission de pouvoir présidentiel sur le perron du palais. Les modifications ultérieures toucheront essentiellement le décor intérieur et la modernisation des installations (le premier ascenseur est mis en place sous Armand Fallières, quand Raymond Poincaré complète l'électrification de l'Élysée, installe les premières salles de bains et le premier calorifère, Albert Lebrun fait installer le chauffage central). Pendant la Première Guerre mondiale, Raymond Poincaré fait coller des losanges de papier sur les vitres du palais pour éviter qu'elles ne soient fissurées par les vibrations des bombardements allemands. Alexandre Millerand, président de la République entre 1920 et 1924, invite plusieurs personnalités médiatiques au palais de l'Élysée, comme Sacha Guitry, Yvonne Printemps, Mistinguett ou encore Maurice Chevalier.
Le 10 juin 1940, le palais accueille le dernier Conseil des ministres parisien de l'histoire de la IIIe République, lors duquel le gouvernement décide de quitter Paris. Le 14 juin 1940, à 5 h 35, les Allemands hissent sur le toit leur drapeau rouge et noir à croix gammée. Il sert du 15 au 18 juin 1940 de camp de prisonniers à des soldats français et tirailleurs sénégalais qui ont défendu Paris jusqu'à ce que les Nazis envahissent le lieu le 28 juin 1940, après avoir vidé la cave à vin pour fêter l'armistice du 22 juin 1940. Abandonné entre 1940 et 1946 (des rumeurs prétendent que Maurice Thorez va y coucher après la débâcle de 1940, l'amiral Darlan l'occupe six mois à partir du 29 avril 1942), il n’a pas été réquisitionné par les Allemands, Hitler acceptant de laisser ce lieu symbolique vacant (il reste sous la garde de son concierge Jean-Baptiste Hanotaux, ancien poilu décoré, et un personnel de service restreint tente de le maintenir en état pendant toute la guerre) mais refusant que Pétain l'investisse. Une section de gardes républicains reprend le palais le 24 août 1944 lors de la Libération de Paris. Après guerre, il n'est pas occupé par les chefs d'État du Gouvernement provisoire de la République française : par exemple, le général de Gaulle élit résidence à l'hôtel de Brienne, siège du ministère de la Guerre.

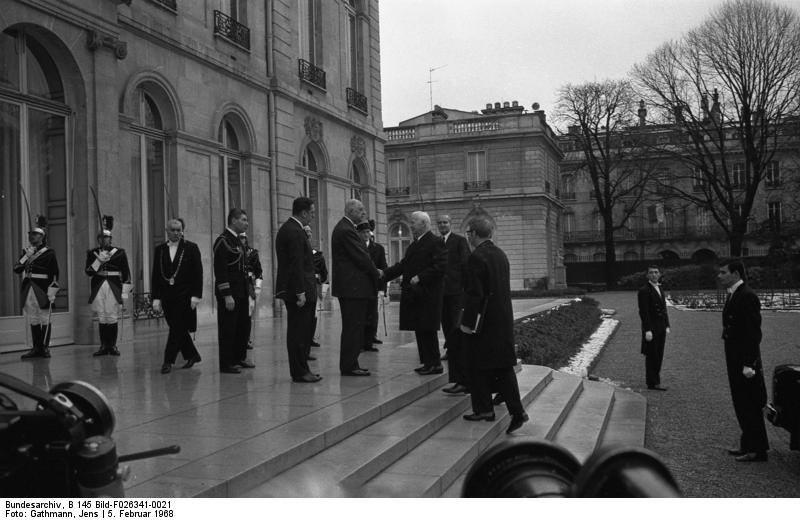
Le président Charles de Gaulle reçoit au palais le président de la RFA, Heinrich Lübke, le 5 février 1968.

Il est entièrement rénové et modernisé par Vincent Auriol et la « Première dame de France » Michelle Auriol qui reprennent possession du lieu le 16 janvier 1947 : l'horloge du fronton, installée par Jules Grévy, les fenêtres adventices du corps central et la verrière servant de vestiaire installée par Sadi Carnot le long de la façade nord du bâtiment central (donnant sur la cour d'honneur) sont supprimées (on disait par exemple que l'horloge donnait à l'hôtel « l'aspect d'une gare de province »), ce qui permet de rétablir les sculptures primitives, de reconstituer les fenêtres du rez-de-chaussée (dont certaines avaient été transformées en porte) avec leurs balcons de fer forgé et de relever le niveau de la cour d'honneur. Les réverbères en fonte de Napoléon III sont quant à eux remplacés par des lanternes en fer forgé appliquées sur les parois. Les cuisines et les vestiaires sont installés en sous-sol. Tous ces travaux furent réalisés en seulement 3 mois, ce qui est remarquable vu l'importance de la tâche.

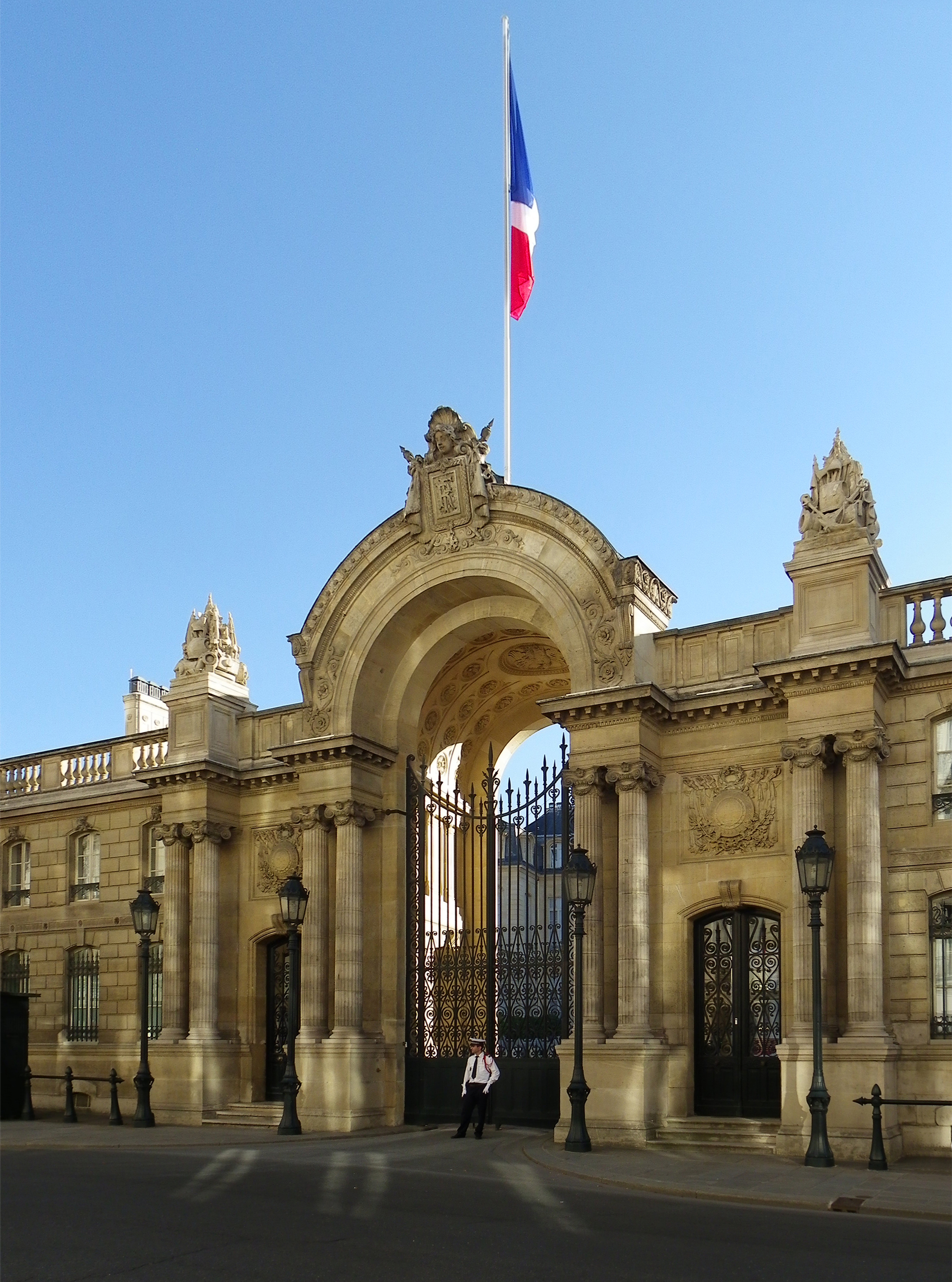
La grille d'honneur du palais de l'Élysée, en 2013.

Charles de Gaulle occupe ce lieu qu'il déteste à cause de son histoire chargée (abdication de Napoléon, logement du duc de Wellington, coup d'État de Napoléon III, mort rocambolesque de Félix Faure, etc.) et de sa situation (hôtel exigu et désuet engoncé dans un quartier huppé, « palais de la main gauche, palais à femmes » selon le général), songeant à une translation de la présidence sur un autre site avec de larges vues, par exemple à l'hôtel des Invalides ou à l'École militaire, et surtout au palais des Tuileries ou au château de Vincennes, dont les projets n'ont pas lieu (reconstruction pour le premier et rénovation pour le second se révélant trop coûteuse). À partir de 1959, il définit l'organisation générale de l'intérieur du palais qui perdure jusqu'à aujourd'hui : au bâtiment central et l'aile Ouest les fonctions officielles (le rez-de-chaussée et l'aile servant aux réceptions et réunions officielles d'apparat, l'étage étant réaménagé pour accueillir les bureaux du président et de ses principaux collaborateurs), à l'aile Est les appartements privés (irrégulièrement occupés par les présidents qui s'attacheront pourtant tous à en changer la décoration) et aux communs entourant la cour d'honneur les bureaux de ses conseillers techniques, chargés de mission et de certains services techniques. Le Général utilisait comme bureau l’ancienne chambre de l'impératrice Eugénie, appelée salon Doré. Ce salon situé dans l'axe central du palais, servira de bureau à tous les présidents de la Ve République, excepté Valéry Giscard d'Estaing qui choisit comme bureau une pièce située à l'angle est du bâtiment central. C'est en 2011 le bureau d'Henri Guaino, conseiller spécial du président de la République. De Gaulle transforme les appartements privés du premier étage du bâtiment central en bureaux, Georges Pompidou fait aménager une salle de projection dans les sous-sols et Valéry Giscard d'Estaing installer le PC Jupiter (« du nom du dieu qui manie la foudre »), qui dirige l'arme nucléaire et est en contact sécurisé avec le Commandement de la Base aérienne 921 Taverny. Les installations militaires et sécuritaires sont désormais capables « d'abriter le président et ses conseillers plusieurs semaines d'affilée en cas de conflit ». Les nouvelles technologies sur les codes de dissuasion font que ce PC Jupiter n'est plus utilisé, le président de la République ne visitant ce lieu de mémoire qu'une seule fois au début de son mandat.

Logo de la présidence de la République française (2018).

Le palais est ouvert une première fois au public le 14 juillet 1977 par Valéry Giscard d'Estaing, mais l'expérience ne put être renouvelée en raison de la forte affluence de visiteurs, ingérable pour les services de sécurité (en trois heures, près de 10 000 visiteurs ont défilé en file continue dans les salons du rez-de-chaussée). En 1978, le même président crée la garden-party de l'Élysée, qui se déroule le 14 juillet ; elle est supprimée en 2010 par Nicolas Sarkozy pour des raisons économiques. Chaque année depuis 1990, lors des journées du patrimoine, le palais de l'Élysée est ouvert au public, certaines salles des appartements de l'aile Est ayant notamment été rajoutées à la visite à partir de 2007.
Sous la présidence de Nicolas Sarkozy, un vaste plan de restauration du palais a lieu, sans doute le plus important depuis Vincent Auriol. Mis à part quelques travaux de restauration, François Hollande ne s'intéresse guère au palais. Brigitte Macron, l'épouse de son successeur Emmanuel Macron, effectue plusieurs modifications de décoration. Sous la présidence d'Emmanuel Macron, la salle des fêtes inaugurée sous Sadi Carnot est entièrement restaurée et rénovée pour y accueillir des réunions et surtout les allocutions télévisées et interviews du président. Cela permet notamment de graver dans le marbre et dans les lambris l'emblème de la présidence de la République. D'autres pièces sont restaurées, comme les salons du rez-de-chaussée, le salon doré et le salon vert, et les cuisines. En 2024, un musée est ouvert en face du palais : La Maison Élysée. Il présente notamment l'architecture du palais et son évolution, ainsi qu'une reconstitution d'une partie du Salon doré.

### Évocation d'un autre lieu du pouvoir présidentiel
Au début de sa présidence, Charles de Gaulle trouve le palais peu adapté à la fonction. Le transfert de la présidence vers un autre lieu est étudié, plus particulièrement vers les Invalides ou le château de Vincennes pour disposer de plus de place, assurer une meilleure sécurité et pouvoir y accéder par hélicoptère. Face à la forte réticence des collaborateurs du « Général » et du personnel au service de la présidence, le projet n'a pas de suite, pas plus que celui de Valéry Giscard d'Estaing qui dit avoir songé à l'École militaire en 1978 et celui de François Mitterrand qui, dès son investiture le 21 mai 1981, envisage pareil transfert aux Invalides. La question est de nouveau à l'étude début 2008, mais la crise économique de 2008-2009 rendrait peu compréhensible ce changement nécessairement coûteux.
En juillet 2010, le plan Escale prévoit l'évacuation du palais de l'Élysée en cas de crue centennale à Paris. La présidence aurait alors préparé dans cette éventualité un repli sur le château de Vincennes, réputé sûr, et facilement aménageable,. Cependant, la présidence de la République a assuré qu'un tel changement de lieu de présidence ne serait envisageable qu'en cas de nécessité[réf. nécessaire].

## Architecture intérieure

Plan du palais de l'Élysée et de son parc.

Le palais compte deux entrées principales : la grande entrée est située rue du Faubourg-Saint-Honoré, l'autre, la grille du Coq, se trouve au fond du parc. La grande entrée permet de pénétrer dans la cour d'honneur, et de là dans le palais et le vestibule d'honneur. Celui-ci se décompose en un bâtiment principal (l'ancien « hôtel d'Évreux » d'origine) de trois niveaux (en comptant les combles) flanqué de deux ailes (Est et Ouest), respectivement de deux et un seul niveaux, s'enfonçant dans le parc, et de communs entourant la cour d'honneur,.

### Bâtiment principal
Le corps du bâtiment (ou bâtiment principal) est encore appelé « hôtel d'Évreux ».

#### Rez-de-chaussée
- 1 : Terrasse
- 2 : Salon d’argent
- 3 : Salle à manger
- 4 : Bibliothèque
- 5 : Salon bleu
- 6 : Salon des cartes
- 7 : Salle des fêtes
- 8 : Salon Murat
- 9 : Salon des Aides de camp
- 10 : Salon des ambassadeurs
- 11 : Salon Pompadour
- 12 : Salon des portraits
- 13 : Salon Cléopâtre
- 14 : Escalier Murat
- 15 : Vestibule d’honneur
- 16 : Salon des tapisseries
- 17 : Jardin d’hiver
- 18 : Salon Napoléon III
- 19 : Cour d’honneur

Diagramme des pièces du rez-de-chaussée :

Le rez-de-chaussée du bâtiment principal a une fonction purement officielle, accueillant des salons d'apparat servant pour les réceptions et les rencontres avec les hôtes étrangers ou pour la réunion du Conseil des ministres.

##### Vestibule d'honneur

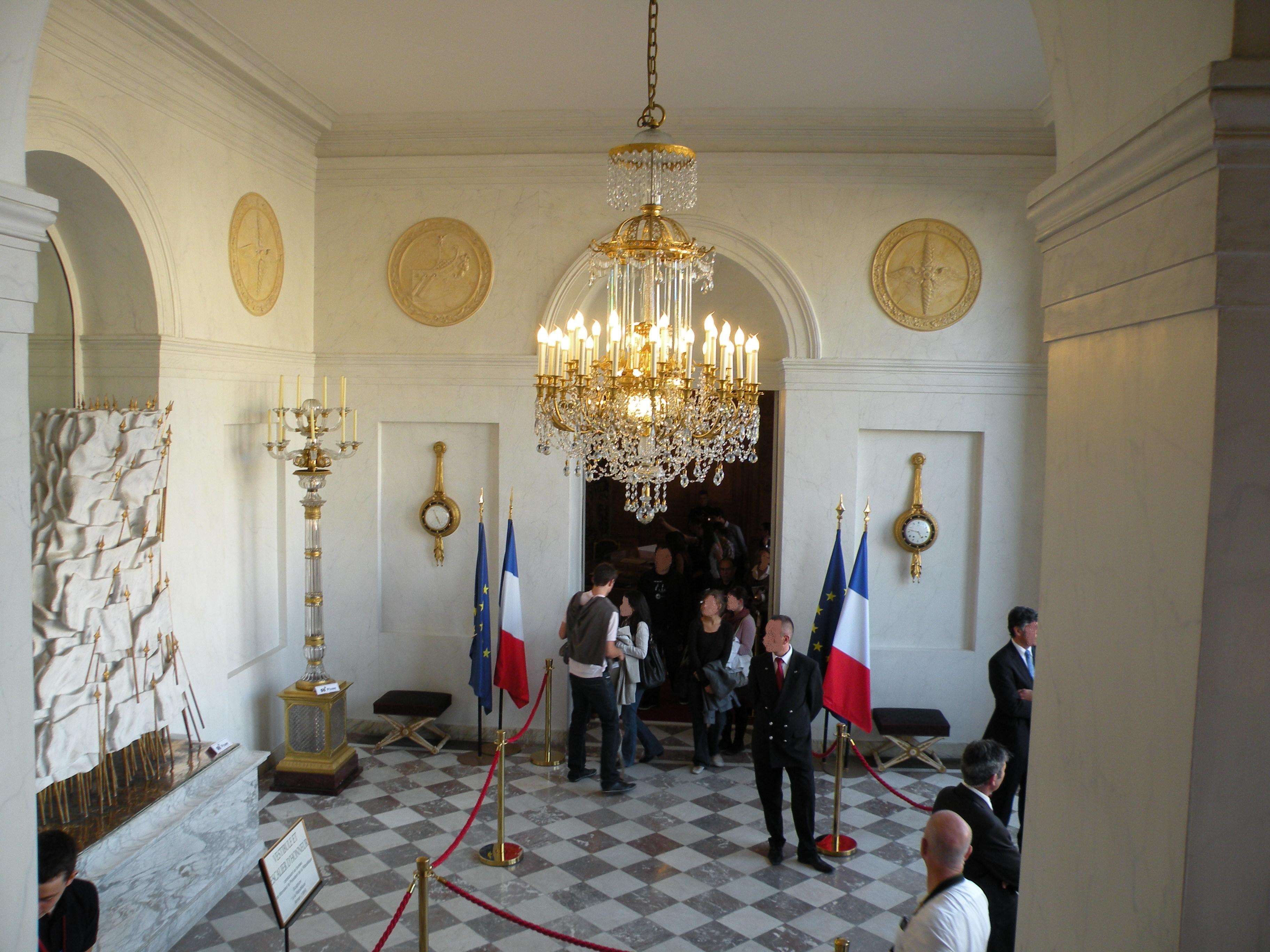
Vestibule.

Le vestibule d'honneur, pavé de marbre blanc de Carrare et rouge royal belge, est orné de pilastres doriques. Le président François Mitterrand y installe en 1984 une sculpture d'Arman, nommée À la République française et constituée de 200 drapeaux de marbre blanc à hampe de bronze doré ; le président Vincent Auriol installera, quant à lui, des candélabres à seize lumières bronzées réalisés par Phierre-Philippe Thomire pour la manufacture royale de Montcenis. Il est éclairé par un lustre de bronze doré à 30 lumières.
C’est dans ce vestibule donnant sur la cour d'honneur que le président de la République accueille les hôtes de marque et les chefs d'État étrangers. L'accès à la cour d'honneur est doté d'immenses portes en verres, voulues par Michelle Auriol (par le passé, il y avait une verrière à la place).

##### Escalier Murat

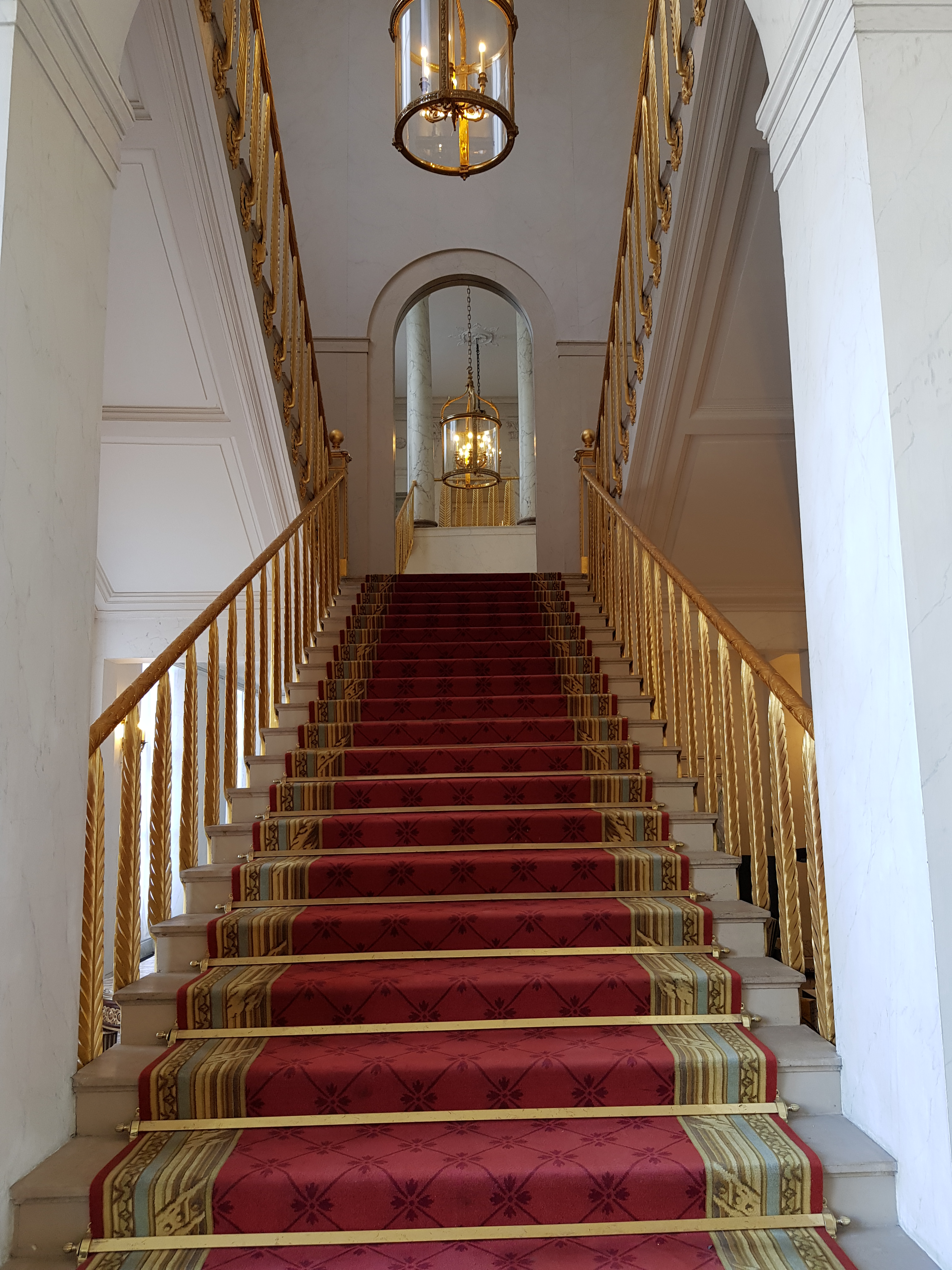
Escalier Murat.

L'escalier Murat a été construit, comme son nom l'indique par Joachim Murat, en 1806, aucun escalier d'apparat n'existant à l'époque pour monter à l'étage. Réalisé par les architectes Barthélémy Vignon et Jean-Thomas Thibault, il s'enfonce dans le mur est du vestibule d'honneur et débouche sur l'antichambre du bureau du président de la République.
Les rampes sont ornées de palmes dorées en bois, symboles de la victoire, et sur le palier se dresse une statue de Rodin, La Défense, réalisée en 1879 et symbolisant la résistance française lors de la guerre franco-prussienne de 1870. Sur les murs de l'escalier est accrochée depuis 1811 une toile, L'Europe, de François Dubois.

##### Salon Cléopâtre
Le salon Cléopâtre est l'ancien cabinet de toilette de madame de Pompadour puis de la duchesse de Bourbon et de Napoléon Ier ; il est ensuite aménagé comme bureau pour Napoléon III. Situé à l'angle nord-est du bâtiment principal, il n'est aujourd'hui qu'un lieu de passage entre les différents salons d'apparat du palais. Le gros de son décor, remontant à l'époque où il était la « chambre verte » de Nicolas Beaujon, a été entièrement rénové en 1992. Il doit son nom à la tapisserie des Gobelins du mur ouest représentant La rencontre entre Antoine et Cléopâtre à Tarse. Elle a été réalisée par l'atelier Audran entre 1759 et 1761 d'après un carton peint en 1756 par Charles-Joseph Natoire (actuellement exposé au musée des Beaux-Arts de Nîmes) et commandé en 1740 par Philibert Orry, directeur des Bâtiments du Roi, dans le cadre d'une série de sept compositions illustrant la Vie d'Antoine.
Au sol est disposé un tapis tissé en 2005 par la manufacture nationale de la Savonnerie d'après un carton original réalisé sous le règne de Louis XVI et reprenant la composition de celui qui ornait initialement la pièce à la fin du XVIIIe siècle. La pièce est également décorée avec un portrait de l'archiduchesse Marie-Christine d'Autriche (la sœur aînée de la reine Marie-Antoinette), réalisé au pastel, en 1767, par un peintre anonyme.

##### Salon des Portraits

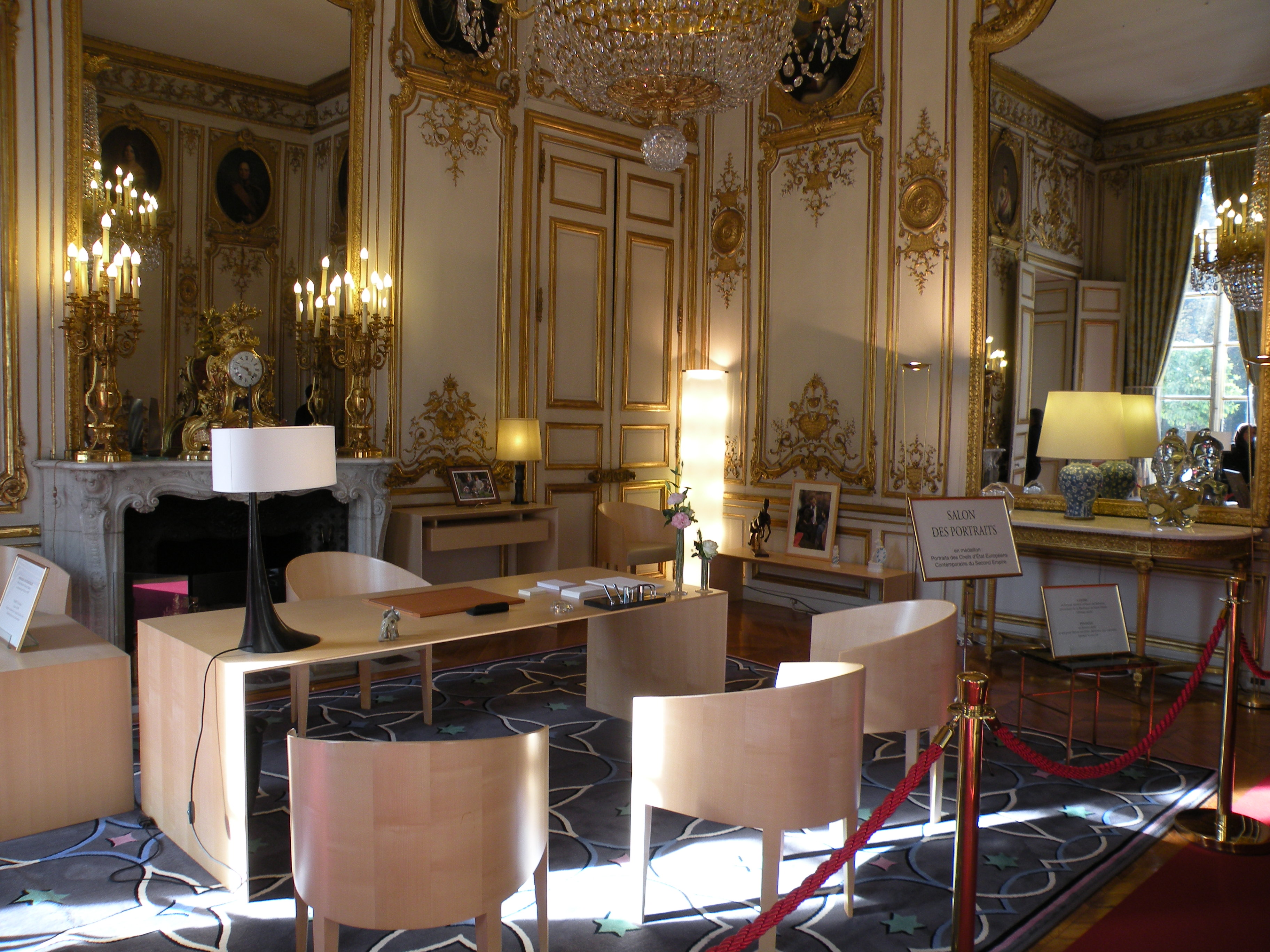
Le Salon des Portraits.

Salon des muses de Nicolas Beaujon, salle de musique de Madame de Pompadour puis cabinet de travail de Napoléon Ier, Napoléon III décide de dédier la pièce aux plus importants souverains de l'époque, tous représentés par un portrait en médaillon (remplaçant ainsi ceux de la famille impériale installés à l'origine par Murat) : le pape Pie IX, l'empereur d'Autriche François-Joseph Ier, la reine de Grande-Bretagne et d'Irlande Victoria, le roi d'Italie Victor-Emmanuel II, le tsar de Russie Nicolas Ier, le roi de Prusse Frédéric-Guillaume IV, la reine d'Espagne Isabelle II et le roi de Wurtemberg Guillaume Ier. La pièce a conservé ses boiseries blanches et or ornées de dragons réalisées entre 1720 et 1721 pour le comte d'Évreux.
Le salon, situé à l'angle sud-est du bâtiment principal et donnant sur le jardin du palais, accueille sous les IIe et IIIe Républiques le Conseil des ministres avant de devenir entre 1947 et 2007 une petite salle à manger permettant l'accueil d'une petite dizaine de convives et enfin, sous la présidence de Nicolas Sarkozy, un bureau d’été pour le chef de l'État. De ce fait, un mobilier moderne commandé par l'État aux architectes Chaix et Morel en 1997 a été installé, se fondant ainsi dans le décor général datant des XVIIIe et XIXe siècles. À cette occasion, y est également installé le tapis dit « Polylobes » (500 × 375 cm), tissé en 1999 par la Manufacture de la Savonnerie d'après un dessin du décorateur d'inspiration néoclassique Emilio Terry. Son successeur, François Hollande, ne conserve pas cette transformation, et un tapis d'époque Restauration réalisé à la manufacture d'Aubusson pour le duc d'Angoulême d'après les dessins de Jacques-Louis de la Hamayde de Saint-Ange s'y trouve désormais.

##### Salon Pompadour

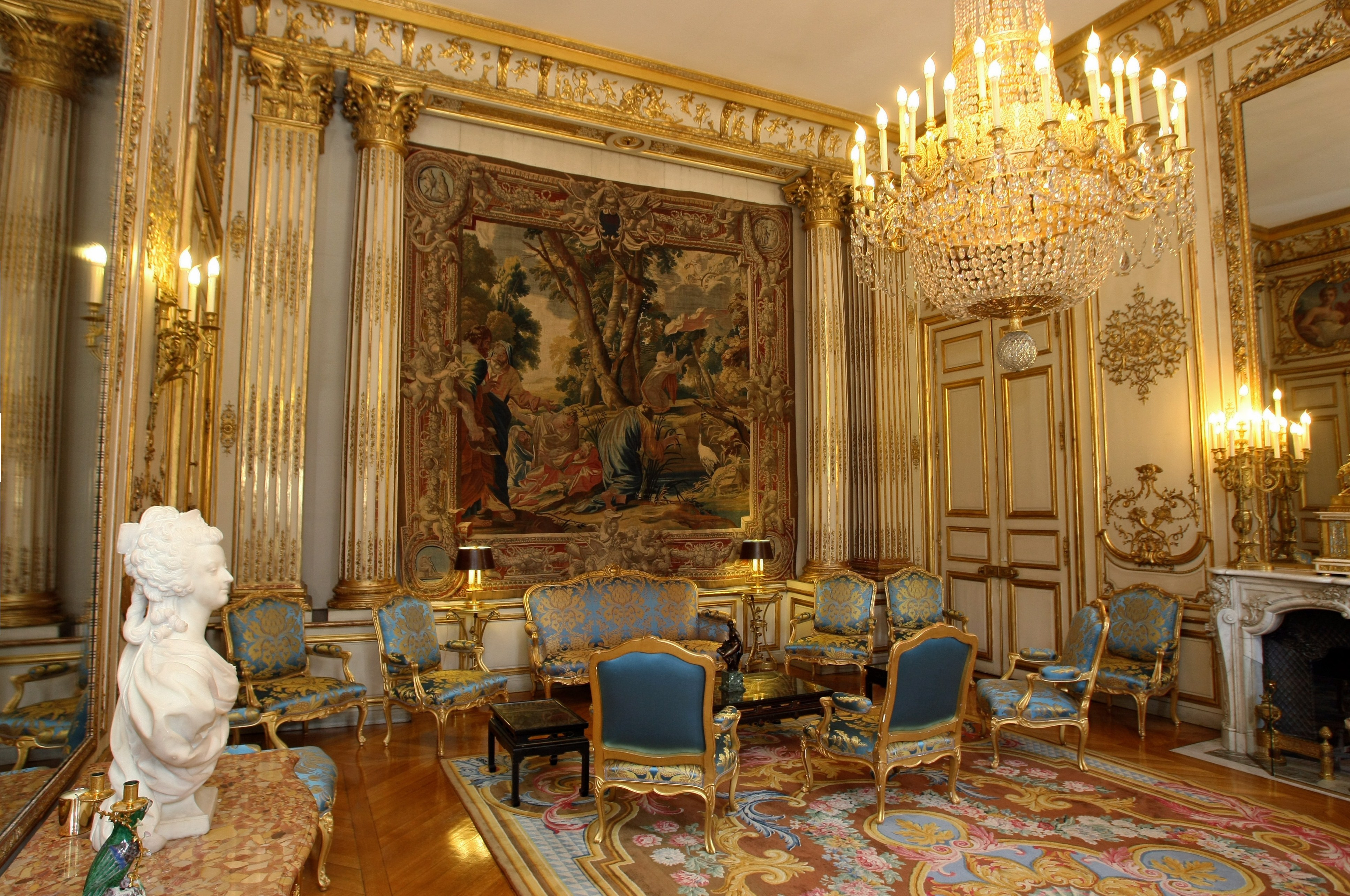
Le Salon Pompadour.

Ancienne chambre de parade des différents propriétaires aux XVIIe et XVIIIe siècles, du comte d'Évreux à Napoléon Ier, elle est particulièrement modifiée par Madame de Pompadour qui transforme la grande alcôve rectangulaire originale encadrant l'ancien lit en une de forme semi-circulaire. À cette occasion, elle fait également installer une paire de bras de lumière Duplessis en bronze doré et porcelaine, réalisée en 1756 à la Manufacture de Sèvres, conservée au Louvre depuis 1985. Réduite sous Murat à une simple niche pour permettre la construction du grand escalier, c'est de cette alcôve, dont ne subsistent que les colonnes et les pilastres, que la pièce tira son nom de "salon de l'Hémicycle", jusqu'à la IVe République et la disparition totale de la niche durant la présidence de Vincent Auriol afin d'y aménager un ascenseur pour les vestiaires.
Un médaillon représentant la marquise réalisé par François-Hubert Drouais en 1743 est situé entre les fenêtres donnant sur le parc, témoignant également des modifications de madame de Pompadour.
Au mur est accrochée une tapisserie du XVIIe siècle réalisée à Amiens d'après un carton de Simon Vouet. Elle représente un passage de l'Ancien Testament, où Élie est enlevé au ciel sur un char de feu devant Élisée. Le tapis qui orne la pièce, commandé par le roi Louis XV pour le château de Compiègne, fut réalisé par la manufacture de la Savonnerie. Le mobilier est entièrement d'époque Louis XV et Louis XVI. Il comporte une commode en marqueterie de bois de violette réalisée par Pierre Migeon, sur laquelle est posé un buste en marbre blanc de la reine Marie-Antoinette attribué à Jean-Baptiste Pigalle (1759) ainsi qu'un canapé et de fauteuils à dossier violon et pieds courbé recouverts de damas bleu et or à décor de fruits exotiques. Les dessus-de-portes, peints sous Napoléon III par Charles Chaplin, représentent quatre déesses romaines, Diane, Vénus, Junon et Minerve.
Après avoir servi de manière éphémère comme l'un des lieux de réunion du Conseil des ministres sous la IVe République, le salon Pompadour sert au président pour accorder des audiences à des invités de marque et plus rarement des dîners, comme celui de François Mitterrand avec les chefs d'État européens, après la chute du mur de Berlin, le 18 novembre 1989.

##### Salon des Ambassadeurs

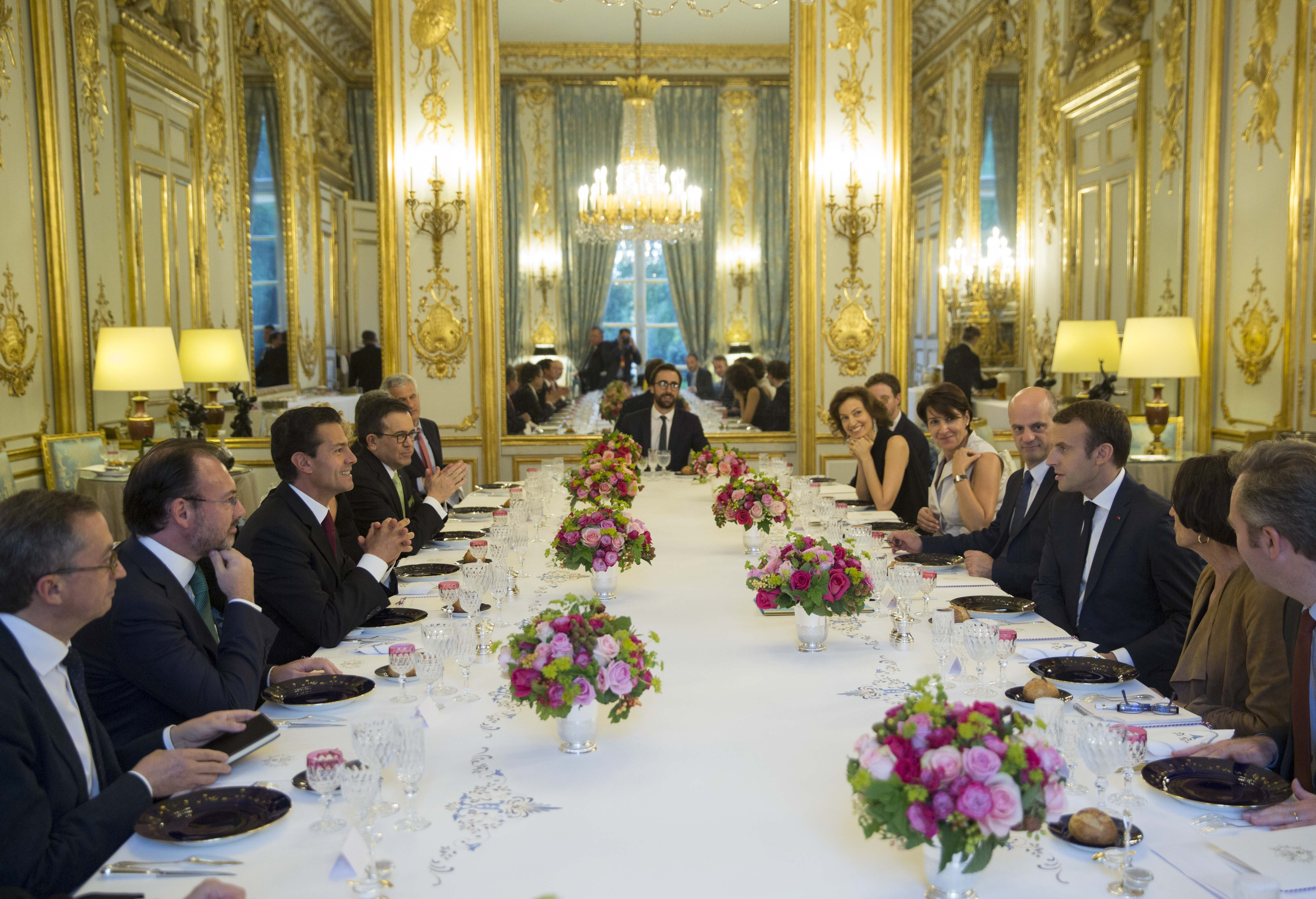
Déjeuner de travail d'Emmanuel Macron et de son homologue mexicain Enrique Peña Nieto dans le salon des Ambassadeurs en 2017.

Le salon des Ambassadeurs a servi de lieu de réunion du Conseil des ministres sous une partie de la présidence de François Hollande.

##### Salon des Aides de camp
Le salon des aides de camp est utilisé pour quelques déjeuners et dîners officiels lorsque le nombre de convives ne dépasse pas le nombre de vingt-trois.

##### Salon Murat
À l'origine grande salle de réception de Joachim Murat formée à partir d'une petite chapelle et de la salle à manger de Nicolas Beaujon à l'extrémité ouest du bâtiment principal, le salon Murat est historiquement le principal salon accueillant le Conseil des ministres.

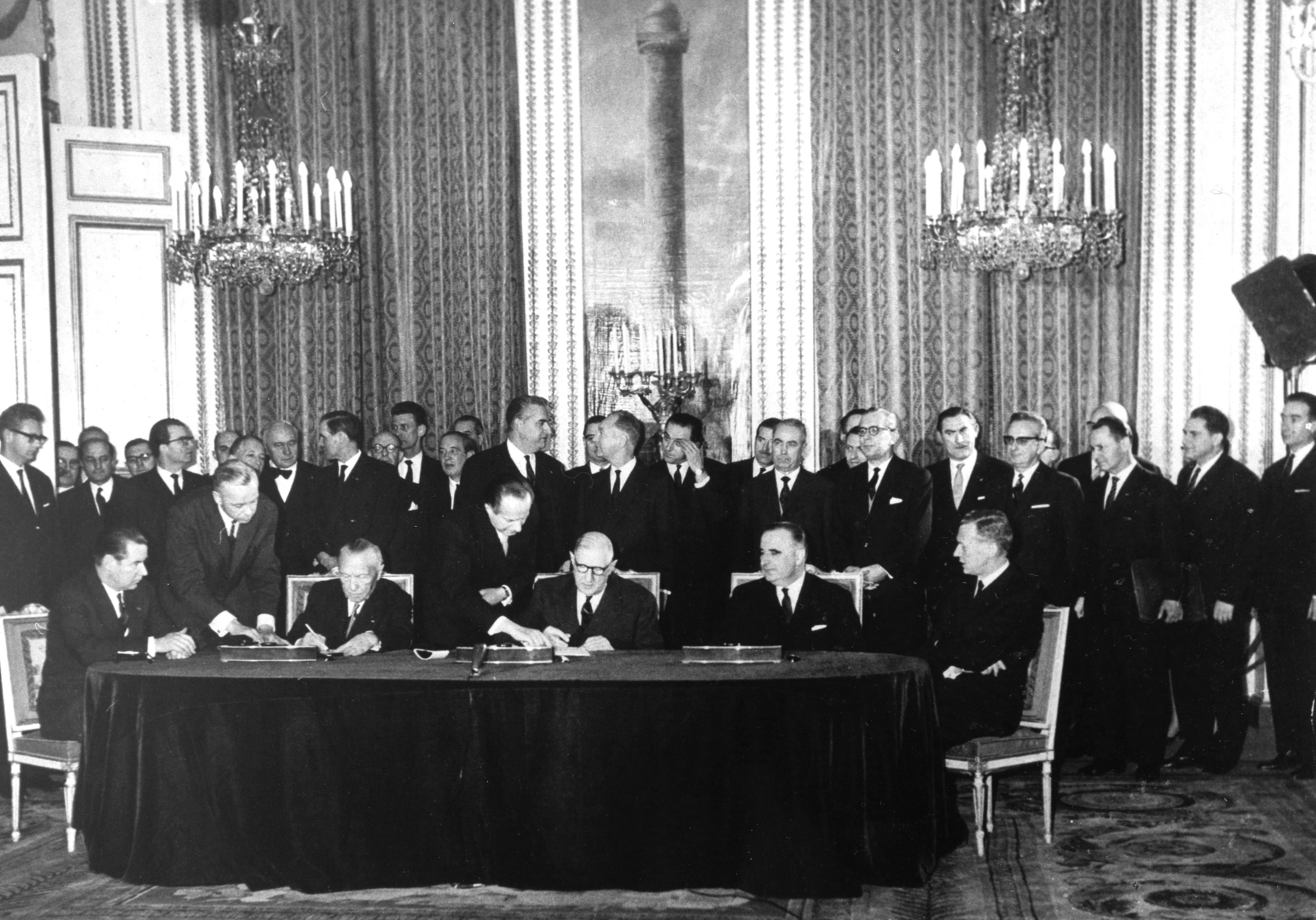
La signature du traité de l'Élysée, en 1963, dans le Salon Murat.

##### Salon des Tapisseries

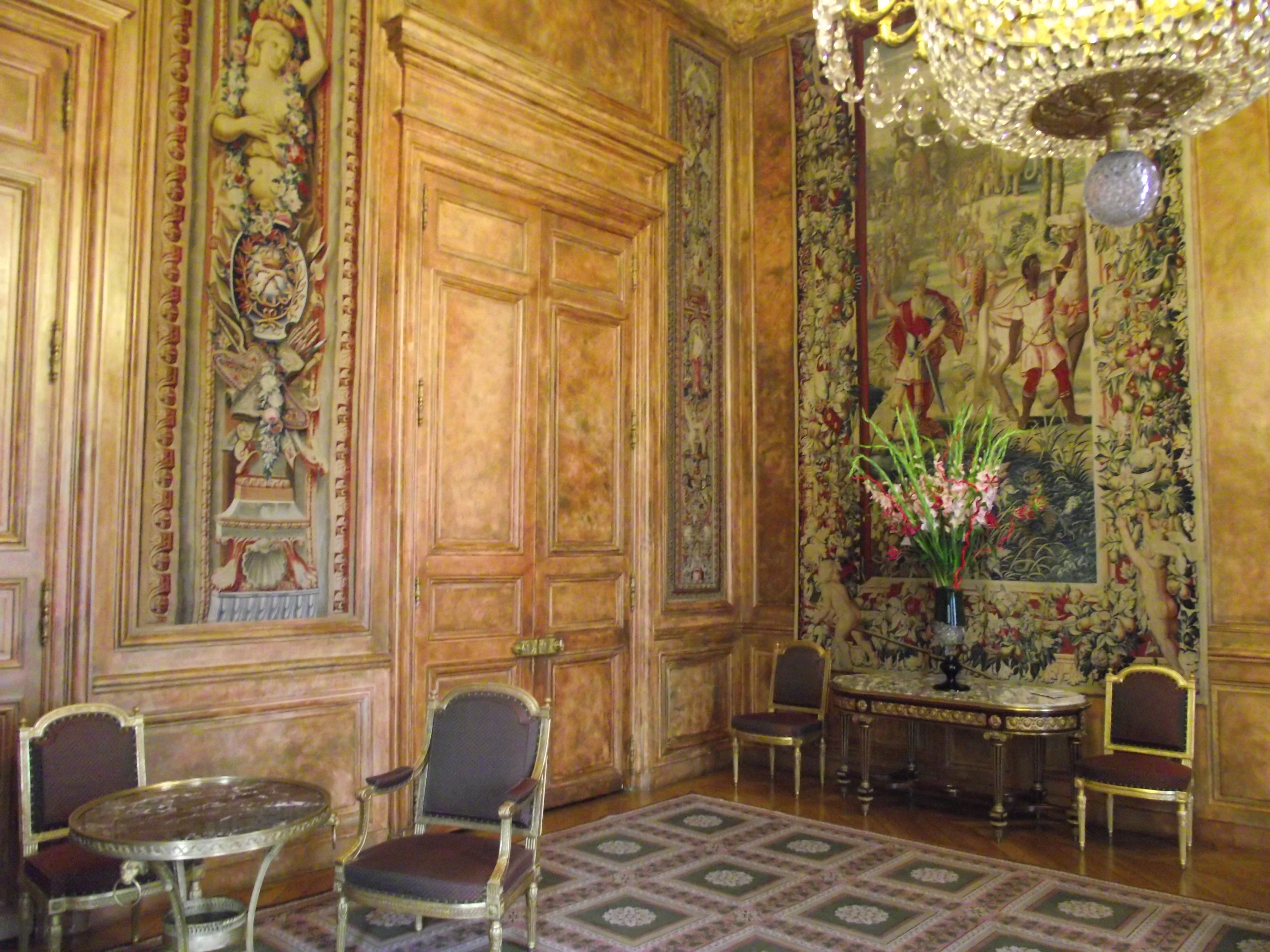
Le Salon des Tapisseries.

Ce salon, situé entre le vestibule d'honneur et le salon Murat, tire son nom des trois tapisseries des XVIIe et XVIIIe siècles, installées là par le président Félix Faure et racontant l'histoire du général romain Scipion l'Africain, qui vainquit le Carthaginois Hannibal Barca lors de la deuxième guerre punique. Ses boiseries, qui constituent l'essentiel du décor mural du salon, ont d'ailleurs été rénovées en 1991 afin de mieux mettre en valeur ces tentures et furent recouverte d'une chaude patine à base de bronze à cette occasion. Le tapis d'Aubusson en point de Savonnerie et le lustre à 36 lumières en bronze doré et cristaux de Bohême sont tous deux d'époque Restauration.
Il sert avant tout de lieu d'accueil et de passage pour les invités aux dîners d'État tenus dans la salle des fêtes qui y attendent d'être présentés au couple présidentiel dans le salon Murat, mais aussi de salon d'attente pour les visiteurs reçus en audience dans une des autres pièces d'apparat du rez-de-chaussée. Les ministres le traversent pour se rendre au Conseil des ministres tous les mercredis matin.

#### Premier étage
- 1 : Antichambre
- 2 : Antichambre
- 3 : Salon vert
- 4 : Salon doré
- 5 : Escalier des aides de camp

Diagramme des pièces du premier étage :

L'accès au premier étage se fait par plusieurs escaliers, essentiellement le grand escalier Murat à partir du vestibule d'honneur pour aboutir aux deux antichambres qui desservent les bureaux du président de la République et de ses principaux collaborateurs, aménagés dans les anciens appartements de l'impératrice Eugénie de Montijo qui servent entièrement aux appartements privés présidentiels sous la IIIe République avant d'être affectés, sous le nom d'« appartements royaux » sous la IVe, aux hôtes d'État étrangers de la République.

##### Deux antichambres
Lieux de passage obligé avant d'accéder au Salon vert (lieu de réunion) et de ce lieu au Salon doré (bureau officiel du président de la République), ces deux pièces font suite au grand escalier Murat. Elles se situent à l'emplacement des logements privés des présidents de la IIIe République, devenus, sous la IVe République, « appartements royaux » destinés à loger les chefs d'État étrangers en visite officielle.
Dans la première se trouvent une sculpture de samouraï offerte au président Jacques Chirac ainsi qu'une galerie de portraits des présidents de la Ve République aujourd'hui décédés : celui de Charles de Gaulle est de Roger Chapelain-Midy et ceux de Georges Pompidou et François Mitterrand de Hucleux. S'y trouve également, depuis 1989, l'œuvre Lugdus d'Isabelle Waldberg, provenant du Fonds national d'Art contemporain. Après son installation à l'Élysée, Emmanuel Macron y a fait également ajouter quelques éléments de mobilier moderne: un tapis de Christian Bonnefoi ainsi qu'un canapé et deux fauteuils d'Éric Jourdan pour la marque Cinna.
La seconde est ornée quant à elle d'un bureau en acajou et bronze de style Empire, de sièges en bois dorés aux garnitures bleues et accoudoir en forme de bustes ailés et ornés de lyres et de têtes de Minerve. Aux murs, sont exposées deux tapisseries des Gobelins représentant une scène de Don Quichotte. Elles font partie des trois tapisseries de la « tenture de l'histoire de Don Quichotte » d'après Charles Coypel commandées en 1749 par Louis XV pour le château de Marly, la troisième étant accrochée dans le bureau présidentiel.

##### Bureau du chef de cabinet
Ce petit bureau d'angle, situé au nord-ouest de l'étage, se trouve juste après la seconde antichambre.

##### Ancienne salle à manger ou salon d'Angle
Salle à manger privée des présidents de la République jusqu'à 1958, à l'angle sud-ouest de l'étage, Charles de Gaulle y tiendra les réunions du Conseil des ministres,, avant que celles-ci ne déménagent, et cela, jusqu'à nos jours, dans le salon Murat au rez-de-chaussée à partir de la présidence de Georges Pompidou. Quatre fenêtres donnent sur le parc d'une part, sur l'avenue de Marigny et le toit de la salle des fêtes de l'autre.
En 2007, le secrétaire général de l'Élysée, Claude Guéant décide d'en faire son bureau. Ses successeurs font de même et la pièce est ensuite occupée par Jean-Pierre Jouyet.

##### Salon vert

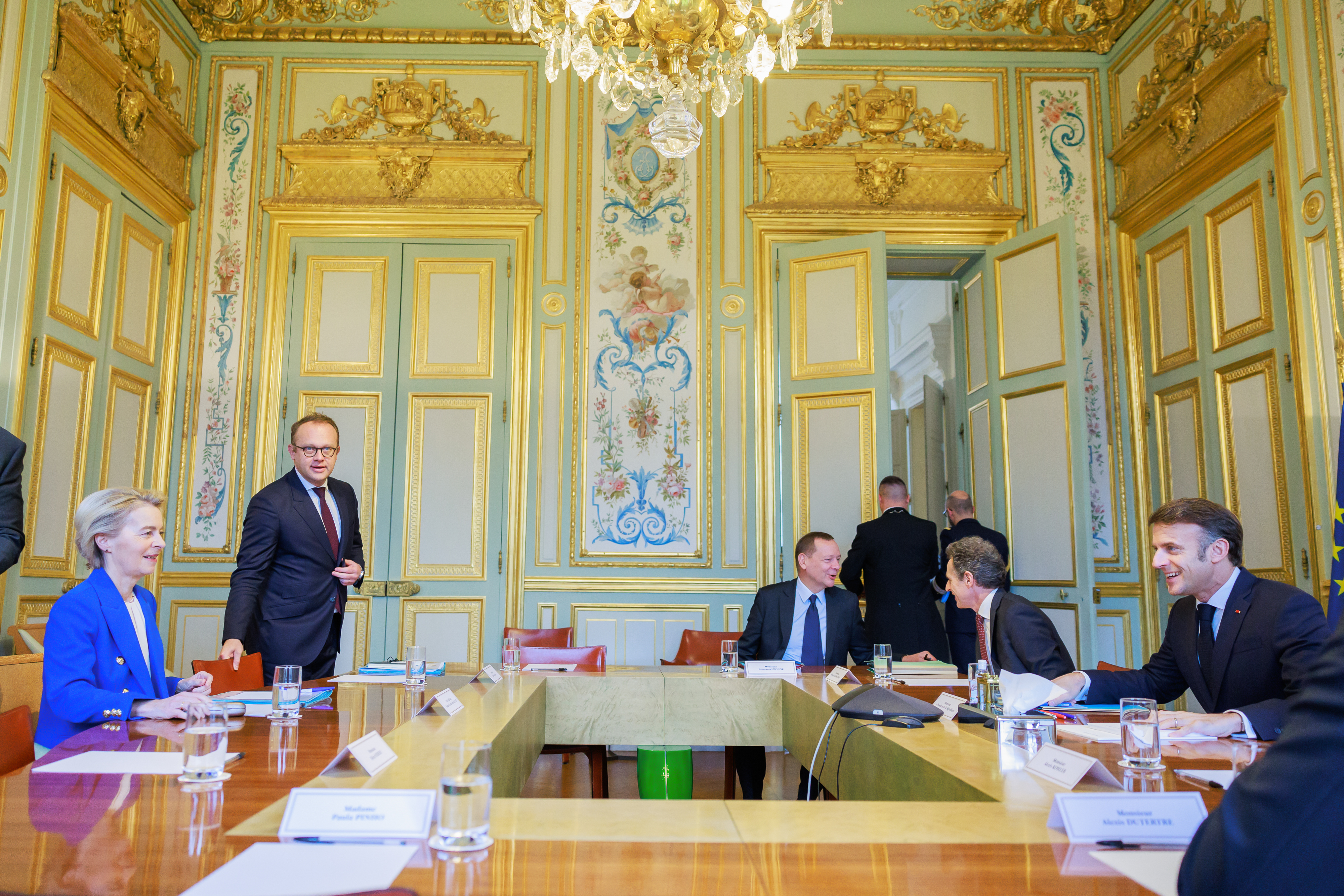
Réunion de travail entre Emmanuel Macron et Ursula von der Leyen dans le Salon vert, en 2025.

Conçu comme la salle à manger de l'impératrice Eugénie, le décor de la pièce est dû à la collaboration du peintre Jean-Louis Godon et du sculpteur Ovide Savreux, engagé par Napoléon III pour décorer le premier étage du palais. La pièce tire son nom de la couleur verte des boiseries. Gaston Doumergue et Nicolas Sarkozy s'y sont mariés. Il s'agit du seul bureau donnant accès au Salon doré, bureau du président de la République. Il a notamment été occupé par Jacques Attali sous François Mitterrand.

##### Salon doré

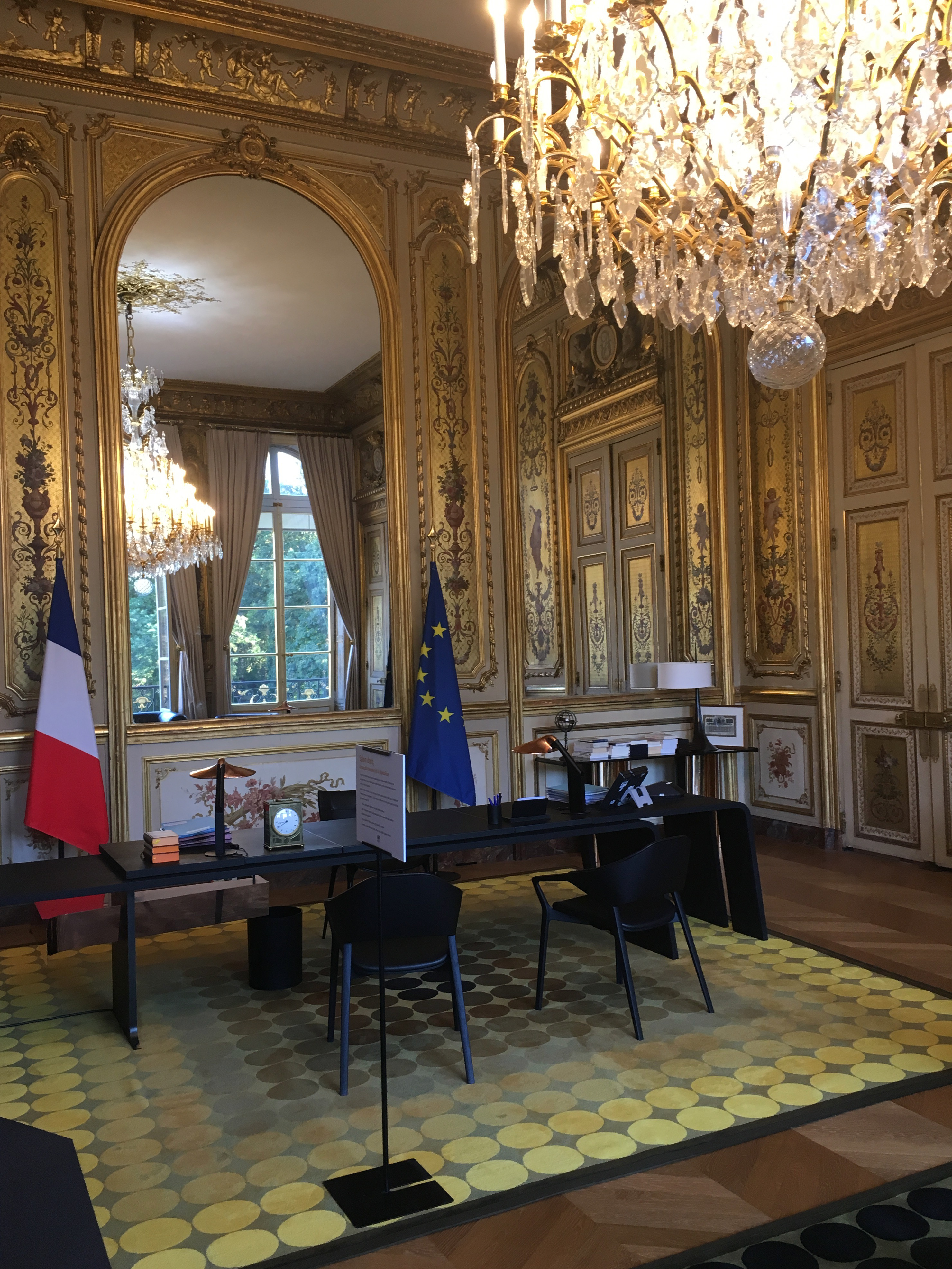
Le bureau d'Emmanuel Macron, dans le Salon doré.

Le Salon doré est une vaste pièce située au centre du palais de l’Élysée. Il a vue sur le parc. S'il s'agit originellement du grand salon de Madame de Pompadour, le salon est transformé pour devenir le bureau du président de la République.

##### Ancienne «chambre du Roi»
Ancienne chambre des chefs d'État hôtes de la présidence de la République jusqu'en 1958,elle est aménagée en 1949 par le décorateur André Arbus. Elle a servi depuis lors traditionnellement de bureau au secrétaire général de l'Élysée, jusqu'en 2007, date à laquelle Claude Guéant, secrétaire général de l'Élysée décida de s'installer au salon d'Angle. La pièce accueille actuellement le secrétariat du président de la République.

##### Ancienne «chambre de la Reine»
Bureau situé à l'angle sud-est de l'étage, aussi appelé salon d'Angle, il est affecté depuis 1958 au directeur de cabinet du président, à l'exception de 1974 à 1981 où Valéry Giscard d'Estaing l'occupe lui-même, et entre 2007 et 2012, où il est affecté au conseiller spécial de Nicolas Sarkozy, Henri Guaino. Cette pièce sert ensuite de bureau à Aquilino Morelle, conseiller politique de François Hollande, de 2012 à avril 2014. Tendue de damas vert sur lequel se détache une tapisserie Louis XV portant sur la chasse, la pièce est dotée d'un bureau Louis XVI réalisé par l'ébéniste de la Couronne Jean-Henri Riesener. Emmanuel Macron décide à son tour de faire de l'ancienne chambre son bureau présidentiel et redécore la pièce. Il y installe un bureau en béton réalisé par Francesco Passaniti pour le ministre de la culture Renaud Donnedieu de Vabres et qui fut prêté par le Mobilier national au président Jacques Chirac après son départ de l'Élysée en 2007 avant de réintégrer les collections nationales en 2015, une grande table Knoll en marbre, des chaises créées par le designer français Patrick Jouin en 2004, un tapis de la Savonnerie de Claude Lévêque intitulé Soleil noir et représentant des diamants tissé entre 2005 et 2007, un tapisse intitulée Lavande du peintre belge Pierre Alechinsky (tissée par la manufacture de Beauvais en laine, coton et soie, elle mesure 2,94 m sur 2,99 m) et une Marianne du street-artiste américain Shepard Fairey.

##### Salle de bains Eugénie
À l'origine salle de bains privée de l'impératrice Eugénie de Montijo, cette pièce n'a pas perdu son décor d'origine du Second Empire (notamment ses nombreux miroirs) et sa baignoire a simplement été recouverte d'une banquette. Inspiré d'une salle-de-bain du château de Fontainebleau, ce décor fut réalisé en 1861 par Charles Chaplin qui est l'auteur des peintures sur glace des panneaux muraux et des dessus-de-portes sur le thème du bain, des fleurs, des fruits ou du patinage. Son collaborateur, le peintre Jean-Louis Godon y réalisa la peinture décorative,. Très épris de sa femme, Napoléon III aurait destiné cette pièce à un usage sensuel. Transformée en boudoir servant, à partir de Charles de Gaulle, d'antichambre aux appartements privés, il est affecté en 2007 à Catherine Pégard, conseillère du président de la République chargé du « pôle politique ». À l'angle nord-est de l'étage, il est situé entre l'ancienne « chambre de la Reine » et l'accès aux appartements privés.

#### Combles
Les combles ont été une première fois aménagés en appartements privés pour le roi de Rome à la fin du Premier Empire. Ils sont restaurés et retravaillés par l'architecte d'intérieur Alberto Pinto à la demande de Bernadette Chirac pour en faire un espace privatif de 130 m2 servant de nouveau lieu de vie (en remplacement du premier étage de l'aile Est) au couple présidentiel, également occupé de manière ponctuelle par leur fille Claude Chirac et son fils Martin,. Nicolas Sarkozy a également repris à son compte, à celui de ses épouses Cécilia puis Carla Bruni-Sarkozy, et de son dernier fils Louis, les « appartements du roi de Rome » lorsqu'il séjourne au palais (généralement les week-ends). En 2012, le bureau du directeur de cabinet est installé dans les combles.

### Aile Est

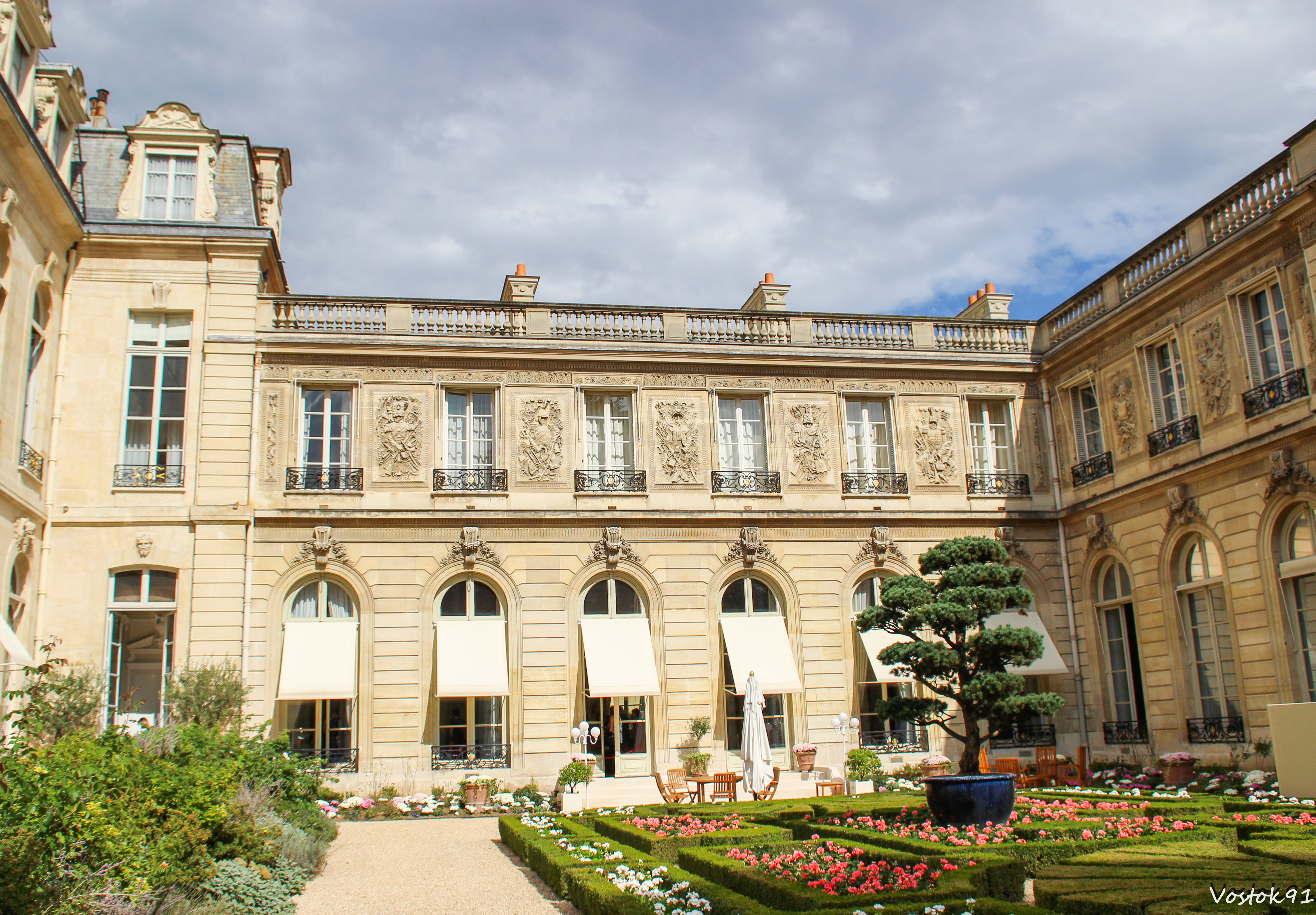
Vue de l'aile Est du palais.

L'aile orientale du palais, en L et encadrant le petit jardin à la française ou Jardin privé du président, est traditionnellement dévolue aux appartements privés du couple présidentiel, avec au rez-de-chaussée des pièces avant tout de réception ou à fonction semi-officielle, et à l'étage les lieux servant à la résidence du couple présidentiel à proprement parler.

#### Rez-de-chaussée

##### Chapelle
En partant du « salon Cléopâtre », au nord donnant sur la cour d'honneur, se trouve la chapelle. Celle-ci a été aménagée sous Napoléon III par l'architecte Lacroix. Elle fut décorée en 1864 par le peintre Sébastien-Melchior Cornu dans le style néo-byzantin pour un devis de 20 000 francs. Ce dernier y réalisa un médaillon représentant la tête du Christ, placé au-dessus de l'autel, deux figures d'anges portant les sacrements (l'un tenant une hostie, l'autre un calice) servant de dessus-de-porte ainsi que douze figures en pied représentant les principaux fondateurs du christianisme en Gaule puis en France (dont Saint Martin de Tours, Saint Pothin, Saint Symphorien, Sainte Geneviève, Saint Louis, Saint Denis, Saint Remy,Sainte Blandine et Saint Charlemagne) placé au fond de niche. Les vitraux furent réalisées par l'atelier Laurent et Gsell et la sculpture décorative par Ovide Savreux.
Cette chapelle fut remaniée en 1950 à la demande du président Vincent Auriol afin de dégager de nouveaux espaces pour des bureaux. De taille beaucoup plus réduite que celle réalisée en 1860 (elle ne mesure plus que 15 m2), les œuvres de Cornu y furent alors retirées pour être transférées au Musée du Louvre. La pièce est éclairée par une fenêtre donnant sur la cour d'honneur du palais. En 1959, le général de Gaulle la fit meubler à ses frais avec un autel, cinq chaises, cinq prie-Dieu, une armoire, un tableau de Pierre Peress représentant la tête du Christ, un tableau de Notre-Dame du Tchad, une Vierge de La Salette en bois ainsi qu’une plaque de bronze représentant la Vierge noire de Czestochowa offerte par les évêques polonais lors de la visite de De Gaulle dans leur pays. Après son départ de l'Élysée, en 1969, il récupéra ce mobilier qui lui appartenait et l'offrit à son neveu, le père François de Gaulle. La pièce fut restaurée par Bernadette Chirac en 1997, en prévision de la visite du pape Jean-Paul II qui n'eut toutefois pas le temps de venir s'y recueillir. Depuis 2007, la pièce sert de salle d'attente pour les visiteurs ayant rendez-vous avec la première dame.
Se suivent ensuite, de l'ouest vers l'est puis du nord au sud :

##### Salon des Cartes

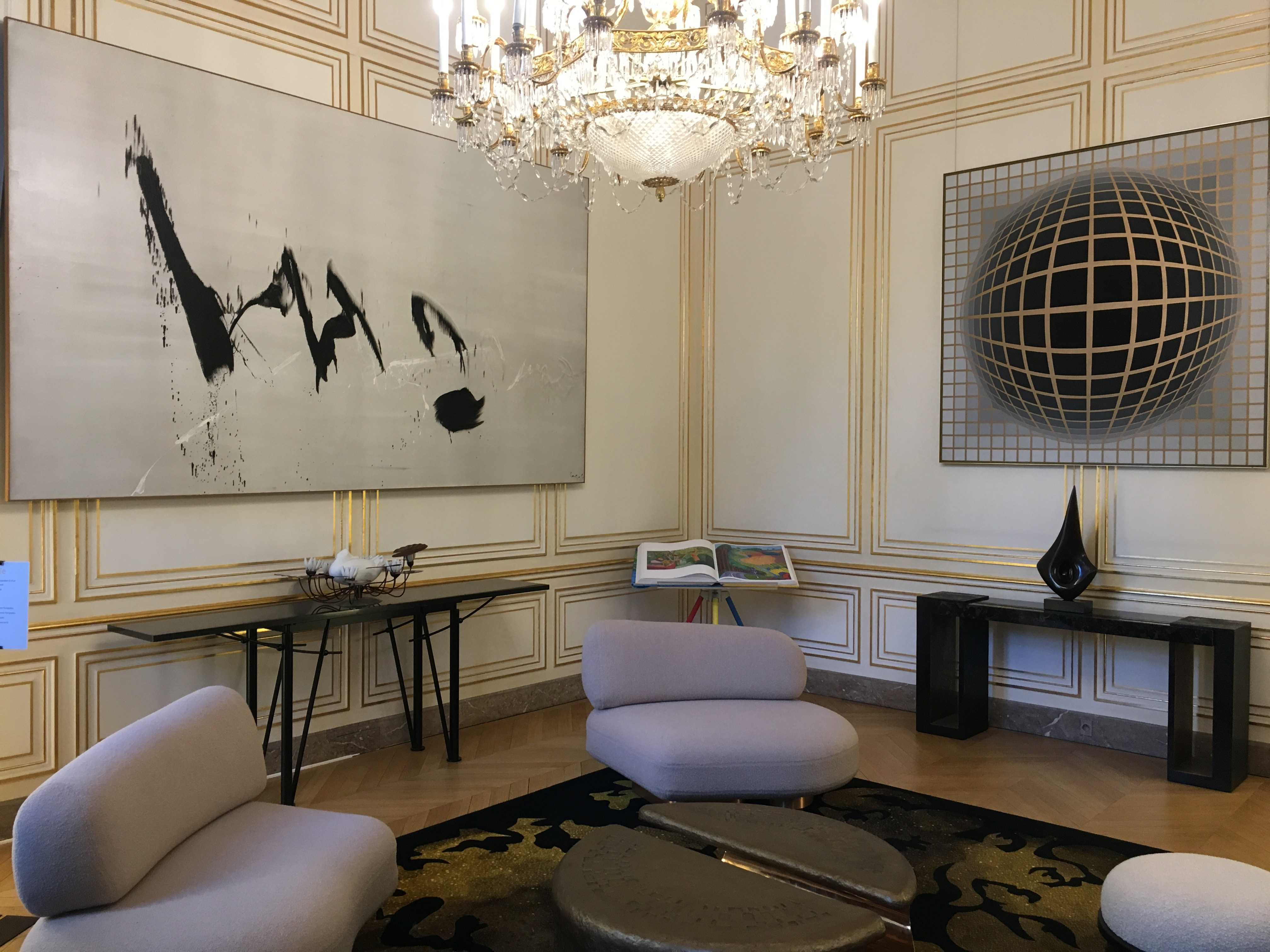
Le Salon des Cartes en 2019.

Premier salon privé de Napoléon III, cette pièce est également nommée « salon de cartographie », car décorée de trois tentures représentant une carte de la forêt de Compiègne. Il sert de bureau à certains collaborateurs du président jusqu'en 1958, puis est intégré aux appartements privés en tant que petit salon, ou « antichambre » dans le projet de réaménagement des appartements entrepris par le couple Pompidou à partir de 1971.
La transformation de cette pièce est confiée au plasticien Yaacov Agam qui y applique les principes de l'art cinétique, notamment à travers le tapis tissé spécialement à la Manufacture de la Savonnerie d'après un de ses cartons et réalise ce qui est appelé le salon Agam. L'ensemble des transformations contemporaines d'Agam ainsi que les tableaux de Max Ernst et les meubles design seront ensuite envoyées par le successeur de Georges Pompidou, Valéry Giscard d'Estaing, au Centre national d'art et de culture Georges-Pompidou et la pièce retrouve son aspect original.
Durant la présidence de Valéry Giscard d'Estaing, le salon était décoré de cartes de l'Afrique et du Moyen-Orient. Le meuble d'appui qui s'y trouvait durant le séjour de François Hollande est d'époque Louis XVI, réalisé par Jean-Henri Riesener et provenant de l'Hôtel de la Marine. Redécoré par Brigitte Macron avec un mobilier moderne, ce salon présente un canapé et des fauteuils d'Andrée Putman, un tapis d'André-Pierre Arnal ainsi qu'une console de Jean-Michel Wilmotte.

##### Salon des Fougères

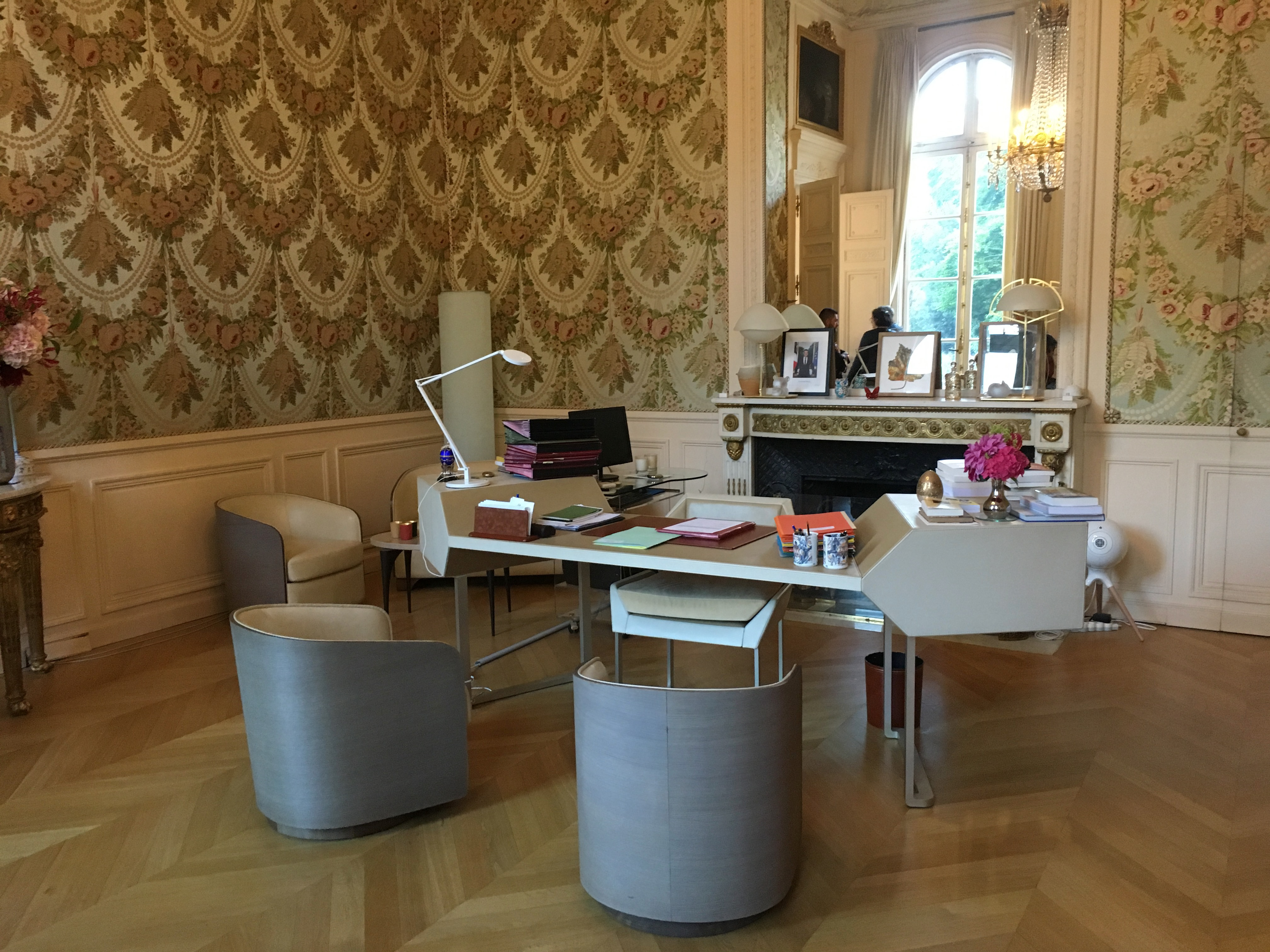
Le salon des Fougères.

Deuxième salon privé de Napoléon III, cette pièce est mise à la disposition du chef de la maison militaire de la présidence de la République jusqu'en 1954, avant d'être utilisée comme bureau par René Coty, qui la préfère à la bibliothèque voisine, jusqu'alors occupée par ses prédécesseurs. Elle se situe face au petit jardin à la française du palais.
En 1971, alors nommé « salon des Tableaux », il est entièrement redécoré par le designer Pierre Paulin à la demande du couple Pompidou. Comme son nom l'indique, il doit servir avant tout pour l'exposition des toiles d'art moderne et contemporain spécialement choisies par Georges et Claude Pompidou : un Delaunay y est entouré par deux Kupka pris au Musée national d'Art moderne, ceux-ci étant placés sur le mur du fond et éclairés par des projecteurs encastrés dans le plafond. Les autres murs sont tendus de pièces de tissus décorées par des planches de Henri Matisse, Roger de La Fresnaye et Albert Marquet. Le mobilier comprend quatre fauteuils et quatre canapés à structures métalliques et garnis de cuir retourné ainsi que deux sortes de tables basses à plateau de verre trempé transparent et fumé reposant sur un piétinement d'aluminium recouvert de « nextel » (peinture projetée à base de microbilles de polyester notamment utilisée pour les cabines du programme Apollo) chamois clair.
Là encore, l'arrivée de Valéry Giscard d'Estaing à l'Élysée en 1974 va mettre un terme à cette transformation : le décor est démonté puis envoyé au château de Pierrefonds. Les toiles abstraites sont plutôt remplacées par des œuvres impressionnistes, symbolistes ou décoratives, les Giscard d'Estaing retenant notamment un Picasso de la période rose, une aquarelle de Gustav Klimt ou un Caillebotte. De nos jours, aussi connu sous le nom de « salon des Fougères » du fait de ses tentures fleuries, il abrite trois toiles d'Hubert Robert (un peintre du XVIIIe siècle) qui ornaient auparavant la chambre de François Mitterrand. Il s'agit de Vue d'un parc. Le jet d'eau, Intérieur de parc romain et Paysage. La Cascade, arrivé au palais respectivement en 1979, 1993 et 1998. La pièce est également décorée d'un portrait de Louis XV par Louis Michel Van Loo.
Depuis 2007, la pièce, renommée « salon des Fougères », est le principal espace de travail de la Première dame de France. Cécilia Sarkozy l'occupa brièvement, jusqu'à son divorce. La nouvelle épouse de Nicolas Sarkozy, Carla Bruni, l'utilisa à son tour, avant d'être imitée par Valérie Trierweiler, compagne de François Hollande, à partir de 2012. Lorsque ces derniers se séparent deux ans plus tard, la pièce est utilisée ponctuellement comme une salle à manger. Après l'installation de son mari à la présidence de la République en 2017, Brigitte Macron remit la tradition au goût du jour et fit du salon son bureau. Amatrice d'art contemporain, la nouvelle première dame introduit au palais des artistes comme Christian Jaccard – auquel on doit un tapis – et Éric Jourdan. La pièce est ainsi meublée avec un bureau et une chaise de Matali Crasset tandis que, sur la cheminée, deux lampes de Coralie Beauchamp viennent remplacer une horloge en bronze doré.
Bernadette Chirac occupait une autre pièce, donnant sur le Faubourg Saint-Honoré.

##### Bibliothèque

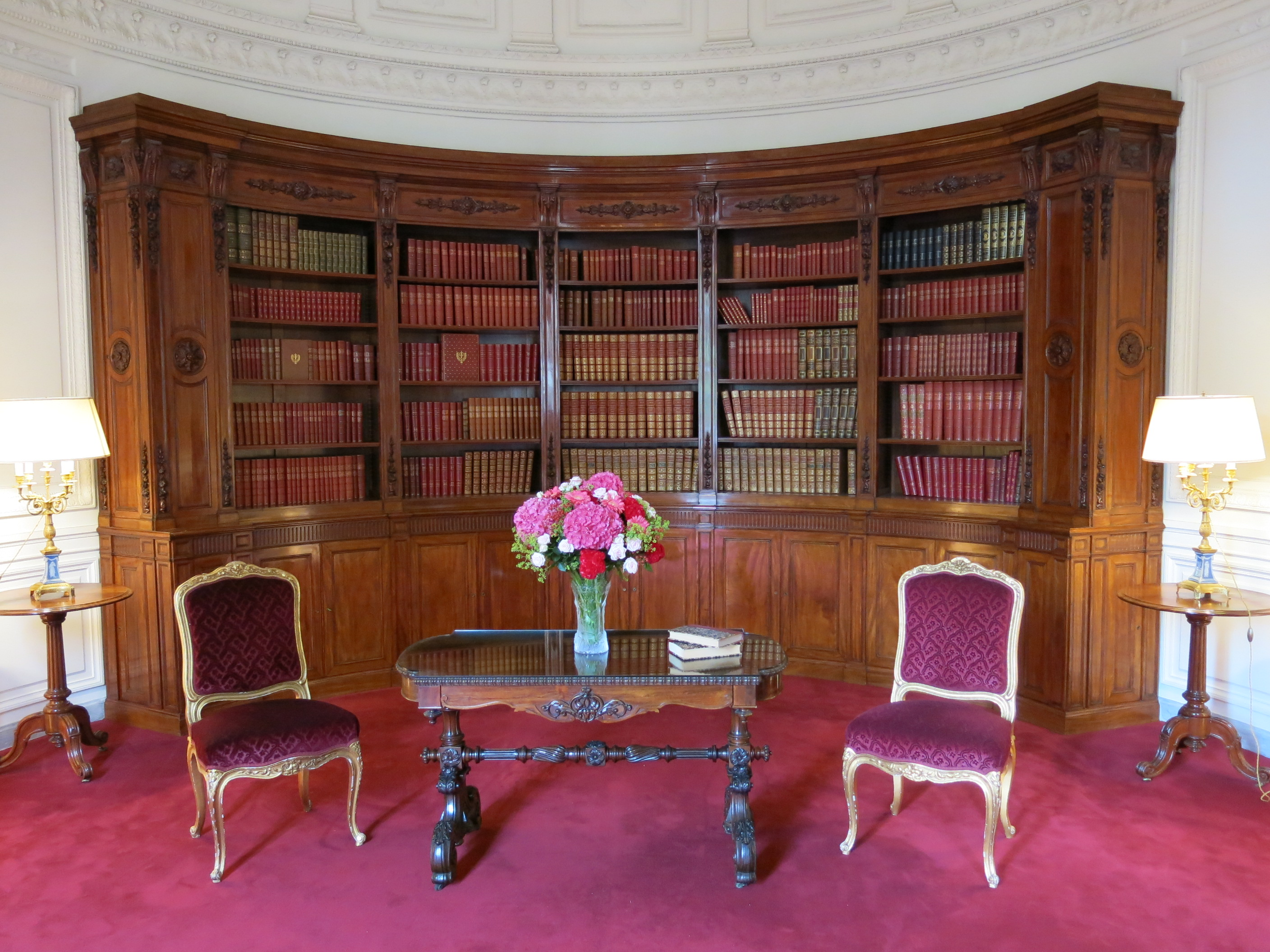
La bibliothèque.

La bibliothèque du palais de l’Élysée est une pièce située dans l'« ancienne chambre Beaujon », qui a été jadis la chambre à coucher (d'où la forme en hémicycle héritée de l'ancienne alcôve) de Nicolas Beaujon puis de la duchesse de Bourbon, de Caroline Murat, de Napoléon Ier, du duc de Berry et enfin de Napoléon III.
Quatre des huit présidents de la Ve République ont fait réaliser leur photographie officielle dans cette pièce, devant la bibliothèque : Charles de Gaulle, Georges Pompidou et Nicolas Sarkozy debout, François Mitterrand assis en train de feuilleter un exemplaire des Essais de Montaigne.

##### Salle à manger Paulin
À l'emplacement de l'ancienne chambre qu'occupait Napoléon III, donnant sur l'angle nord-est des jardins privés, la salle à manger est le seul témoignage restant des aménagements modernes du palais - réalisés en 1971 et 1972 par Pierre Paulin, qui lui a donné son nom, pour le président Georges Pompidou et son épouse Claude.
La structure murale démontable est constituée de 22 éléments en polyester moulé réunis par des nervures pour former une véritable nef ornée d'un lustre monumental de 9 000 tiges et billes de verre suspendues à une grille sous un « plafond réflecteur en aluminium anodisé rose tyrien ». Le mobilier comprend surtout deux tables rondes de 12 couverts chacune à large plateau de verre fumé et dont le piètement est constitué de 4 éléments s'évasant vers le bas et le haut en quadrilobe, celui des 24 chaises étant quant à lui trilobé et tous recouverts de « Nextel ». À ceci s'ajoutent deux dessertes à 4 plateaux circulaires superposés ainsi que 20 fauteuils et 6 chaises de supplément. Le mobilier comporte également la sculpture "Les autruches" de François-Xavier Lalanne, première œuvre en biscuit de porcelaine issu de la collaboration entre le sculpteur et la manufacture de Sèvres en 1964. Les ailes des autruches cachent des rafraîchissoirs destinés à accueillir des bouteilles.

##### Ancienne salle de bains Empire
Située au rez-de-chaussée et donnant sur la rue de l'Élysée, elle a été affectée à Anne-Aymone Giscard d'Estaing et sert depuis de cabinet de travail aux épouses des présidents de la République française pour leurs fonctions officielles.
L'épouse du président Giscard d'Estaing y a fait installer des tissus abricot pour recouvrir les murs, une simple table d'acajou Directoire recouverte d'un nécessaire à correspondance et d'une lampe Empire et placée devant la cheminée de marbre, ainsi qu'une moquette gris-bleu ornée d'un tapis bordeaux. Danielle Mitterrand le remanie entièrement sous la conduite de l'architecte d'intérieur Isabelle Hebey : les murs sont écartés (pour s'étendre pratiquement sur toute la largeur de l'aile, empiétant ainsi sur le couloir reliant auparavant la salle à manger au salon d'argent) et prennent une couleur gris clair, les moulures d'époque sont masquées par des doublages, les fenêtres sont dotées de stores blancs bleutés, le bureau Directoire est remplacé par trois tables de travail identiques en frêne décoloré, la moquette devient gris acier et les portes sont dotées de poignées en acier patiné gris et noir.

##### Salon d'Argent

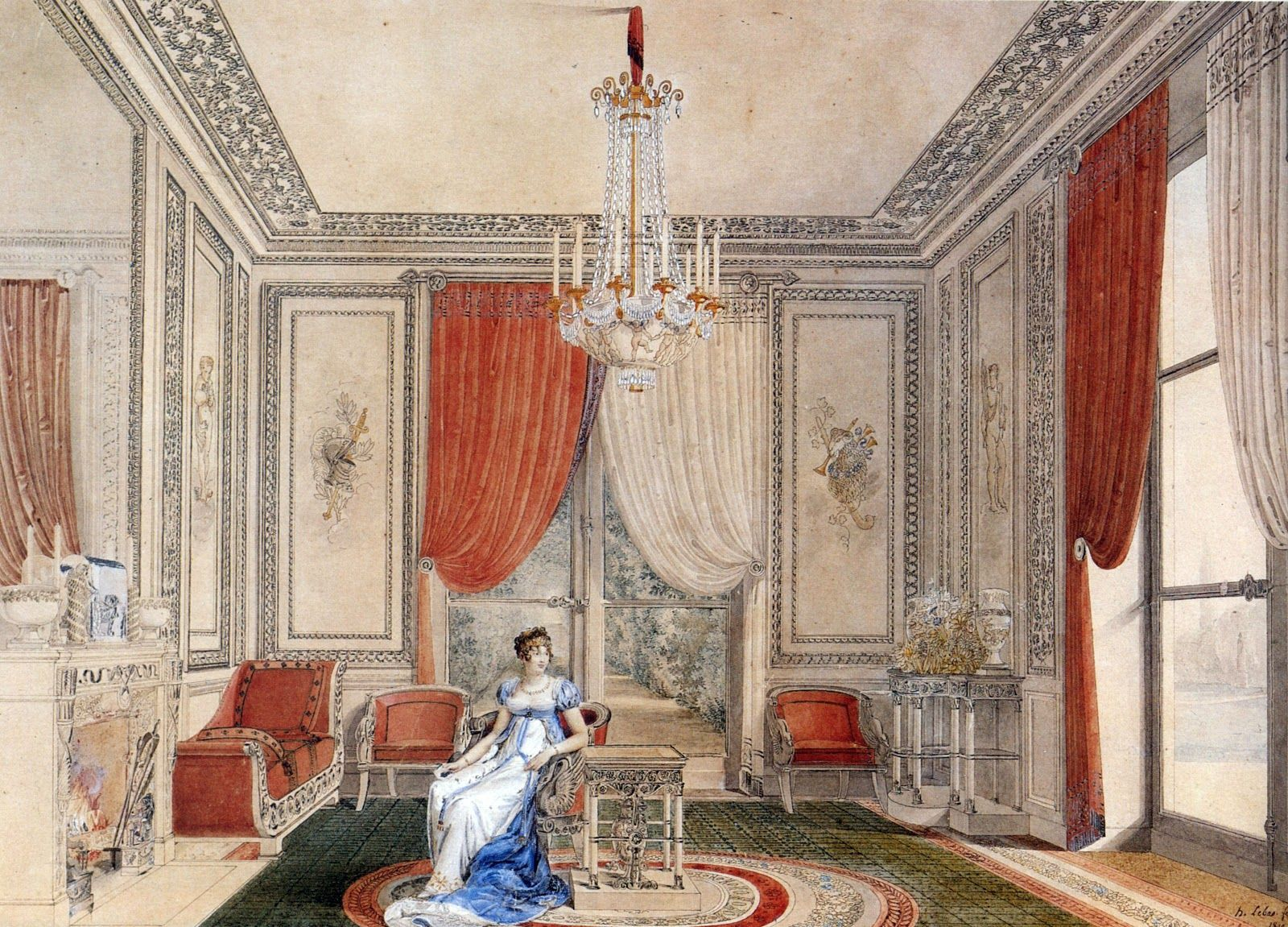
Vue du Salon d'argent à l'époque de Caroline et Joachim Murat, aquarelle d'Hippolyte Le Bas, 1810.

Le salon d'Argent est la pièce où Napoléon Ier a dicté à son frère Lucien Bonaparte et signé, le 22 juin 1815, son abidcation, quatre jours après la défaite de Waterloo. Il fait aujourd'hui partie des appartements privés du président.

##### Cuisine privée
Installée par Georges Pompidou à côté du salon d'Argent à l'angle sud-est de l'aile, elle sert de cuisine d'appoint au président de la République pour ses repas pris dans ses appartements privés, notamment dans la salle à manger Paulin. Un escalier rejoint les chambres du premier étage.
Y travaille Vincent Poussard comme cuisinier sous François Mitterrand, originaire de Niort au détriment de la cuisine centrale. Voir aussi Guillaume Gomez, chef de cuisine depuis 2013.

#### Premier étage
Il accueille six pièces et une salle de bains, pour une surface totale d'environ 300 m2, et sert de lieu de vie au couple présidentiel lorsque celui-ci réside au palais, ce qui s'est fait de manière irrégulière selon les époques :
- Charles de Gaulle et son épouse Yvonne y résidaient la semaine. Peu intéressé par la décoration, le général de Gaulle ne modifia rien au décor d'origine, la seule adaptation venant de son épouse et concernant le lit présidentiel pour le faire correspondre à la grande taille du chef de l'État (les deux lits Empire en acajou présents dans la chambre du couple sont ainsi remplacés par deux lits-divans longs de 2,10 m). L'agencement des pièces était la suivante, en partant du bâtiment principal et donc de la salle de bains Eugénie : deux chambres d'amis (l'une d'entre elles servant de salle à manger au début du septennat, les de Gaulle n'y logeront qu'un chef d'État étranger, en l'occurrence le chancelier allemand Konrad Adenauer), le Salon jaune (salle de séjour où le couple passe ses soirées), doté notamment d'un poste de télévision), un petit salon (servant de bureau privé au général) communiquant à une petite chambre à coucher et enfin la chambre du couple, à l'extrémité sud-est de l'aile, avec vue tant sur le jardin privé que sur le parc. Le couple de Gaulle quitta définitivement le palais après le référendum d'avril 1969 portant sur la réforme du Sénat et la régionalisation, et retourna à La Boisserie, sa demeure personnelle située à Colombey les Deux Églises, dans l'est de la France.
- Georges Pompidou et son épouse Claude s'y installèrent tout en continuant de recevoir dans leur appartement personnel, situé quai de Béthune, dans le IVe arrondissement de Paris, dans lequel ils retourneront définitivement lorsque la maladie du président Pompidou prendra un aspect critique, en 1973, soit un an avant son décès. Le décor est alors profondément transformé par l'épouse du chef de l'État et l'agencement est lui aussi modifié : les deux chambres d'amis sont utilisées par les Pompidou qui font chambre à part. La chambre du président est meublée en style Louis XVI relevé d'une toile d'Odilon Redon, tandis que Claude Pompidou place dans la sienne une commode, une table et une armoire Empire, des chaises Restauration et un bureau à cylindre voisin d'une table moderne. Les quatre autres pièces servent de salle de bains, de chambre d'amis, de bureau privé au Président et de salon.
- Valéry Giscard d'Estaing et son épouse Anne-Aymone, ayant de jeunes enfants à charge (les quatre au début du septennat, l'aînée Valérie-Anne ayant 20 ans lorsque son père entre à l'Élysée en 1974, et la dernière, Jacinte, tout juste 21 ans lorsqu'il le quitte, en 1981), ne sont pas installés dans les appartements privés du palais présidentiel, conservant l'usage de leur appartement personnel, situé rue Benouville, dans le 16e arrondissement de Paris[139]. Cependant, le président Giscard d'Estaing y avait fait aménager une chambre et une salle de bains à usage occasionnel. De même, Anne-Aymone Giscard d'Estaing s'y fait aménager un petit bureau, dans lequel elle travaillait régulièrement.
- François Mitterrand et son épouse Danielle, qui y avaient aménagé des appartements privés dans lesquels ils ne résidèrent que très rarement, préféraient vivre de façon traditionnelle dans leur appartement personnel, situé rue de Bièvre, dans le Ve arrondissement de Paris, dit, de façon caricaturale, « L'Élysée bis ». Malgré cela, ils changèrent à leur tour le décor et mobilier en faisant appel à un groupe de cinq créateurs choisis par le ministère de la Culture. Annie Tribel prend en charge la chambre d'amis (utilisation de boiseries en frêne naturel avec des incrustations de filets d'ébène, le tout doté de miroirs, consoles, éclairages, tableaux et une table écritoire-maquillage avec miroir et lumières faisant penser à une loge d'artiste), Marc Held le grand salon (il utilise le décor d'origine en le faisant ressortir, laquant de blanc moulures, chapiteaux et colonnes, ou en reconstituant la cheminée et le parquet, afin d'en faire un lieu décontracté, il crée spécialement pour la pièce un secrétaire à quarante-trois tiroirs), Philippe Starck la chambre de Danielle Mitterrand (le plafond et une frise dans la partie murale haute est peinte par Gérard Garouste évoquant l'évasion avec des personnages et animaux fabuleux, tandis que la partie basse, extrêmement simple et aux murs épais, renvoie à la « fermeté du conscient »), Ronald-Cecil Sportes le petit salon noir (pièce du soir pour regarder la télévision avec un « tabernacle de l'information », mini-régie permettant de capter par satellite des chaînes étrangères, elle dispose au sol d'un tatami bordé de gaines de cuir surmonté d'une table basse à plateau de verre partiellement dépoli posé sur des blocs de pierre, entourée d'un canapé en cuir et lamelles de frêne et de meubles à géométrie variable, l'éclairage étant assuré par des lampes télescopiques) et Jean-Michel Wilmotte la chambre du président, la galerie et le petit bureau de la Première dame (ensemble à l'aspect austère utilisant bois blanchi, pierre grattée et granit blanc, le tout uniquement relevé de boiseries contemporaines dans le petit bureau, d'une toile de Matisse et d'une autre de Le Gac). Dans la salle de bains, un lavabo moderne commandé par un rayon laser est installé.
- Jacques Chirac et son épouse Bernadette furent les premiers à totalement s'installer au palais, même les fins de semaine. Les décors et mobiliers Second Empire remplacent, sous la conduite de l'architecte d'intérieur Alberto Pinto (en), les meubles modernes des Mitterrand, à l'exception du petit bureau et de la chambre présidentielle de Jean-Michel Wilmotte[113]. Mais le couple présidentiel ne séjourna pas à cet étage, où se trouvaient alors les appartements présidentiels ; Bernadette Chirac confia également à Pinto l'aménagement de nouvelles pièces privatives dans les combles (150 m2 rénovés pour un budget de 150 000 €[82]), dans l'ancien appartement du roi de Rome, où le couple présidentiel s'installera.
- Nicolas Sarkozy et son épouse Cécilia avaient prévu de résider à plein temps au palais présidentiel. Après son divorce, puis son remariage avec la chanteuse Carla Bruni, le chef de l'État prit finalement la décision de résider en permanence dans l'hôtel particulier de son épouse, situé dans la Villa Montmorency, dans le 16e arrondissement de Paris. Cependant, le couple Sarkozy vit parfois à l'Élysée, essentiellement le week-end, dans les « appartements du roi de Rome » situés sous les combles[140]. Le palais de l'Élysée est par ailleurs un lieu important pour le président Sarkozy et son épouse puisque c'est dans le Salon vert du palais que se déroula, le 2 février 2008, leur mariage. La même année, la Première dame pose sur les toits du palais devant l'objectif de la photographe américaine Annie Leibovitz, pour le magazine Vanity Fair[141].

### Aile ouest
Dans le prolongement du salon Murat, l'aile Ouest sert essentiellement aux grandes réceptions d'État.

#### Salon Napoléon III

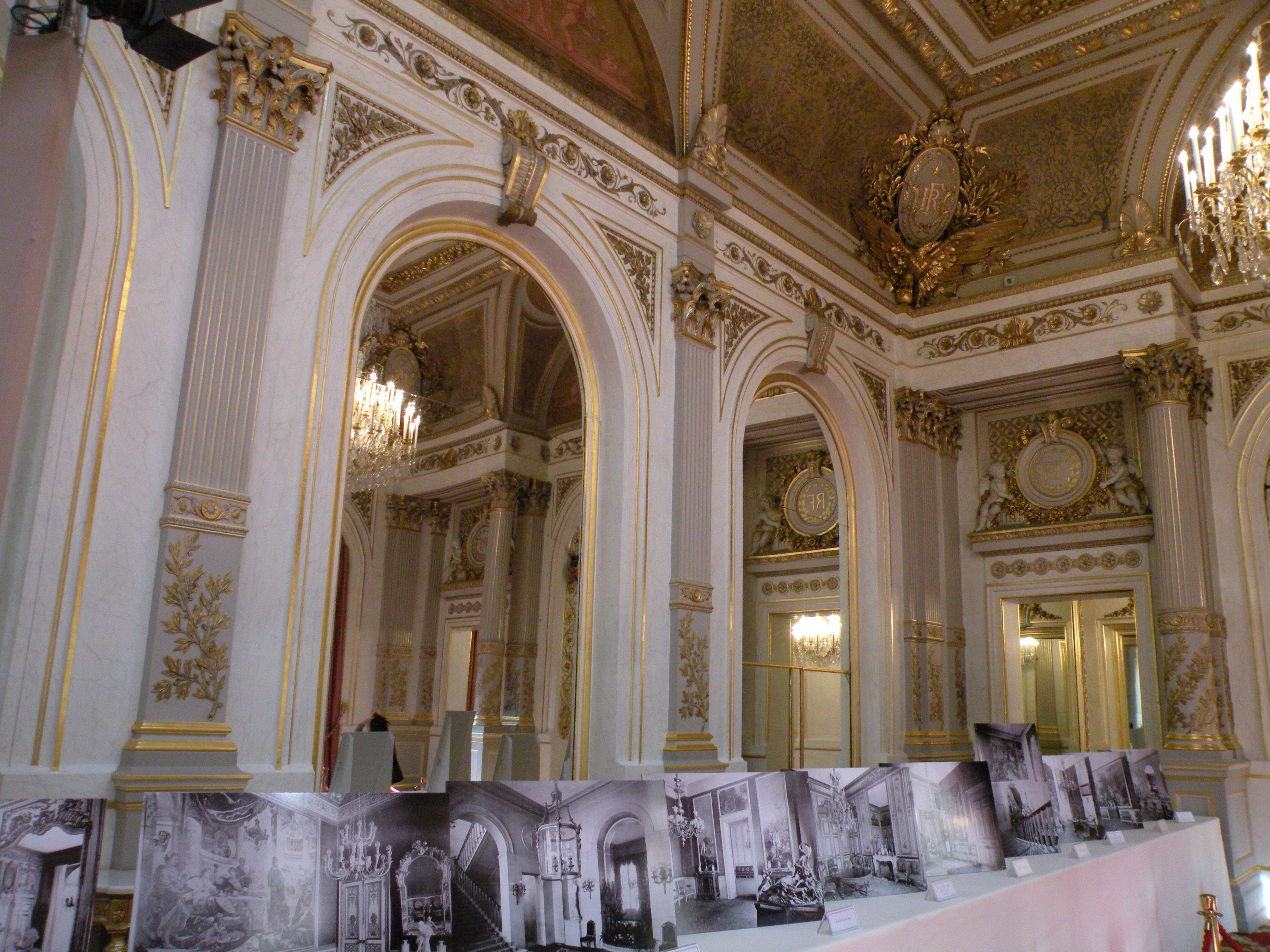
Le salon Napoléon III.

Le salon Napoléon III sert de nos jours, comme la salle des fêtes et le jardin d'hiver voisins, aux réceptions officielles, aux conférences bilatérales (notamment avec les principaux partenaires européens de la France), mais aussi aux conférences de presse du président de la République.

#### Jardin d'hiver

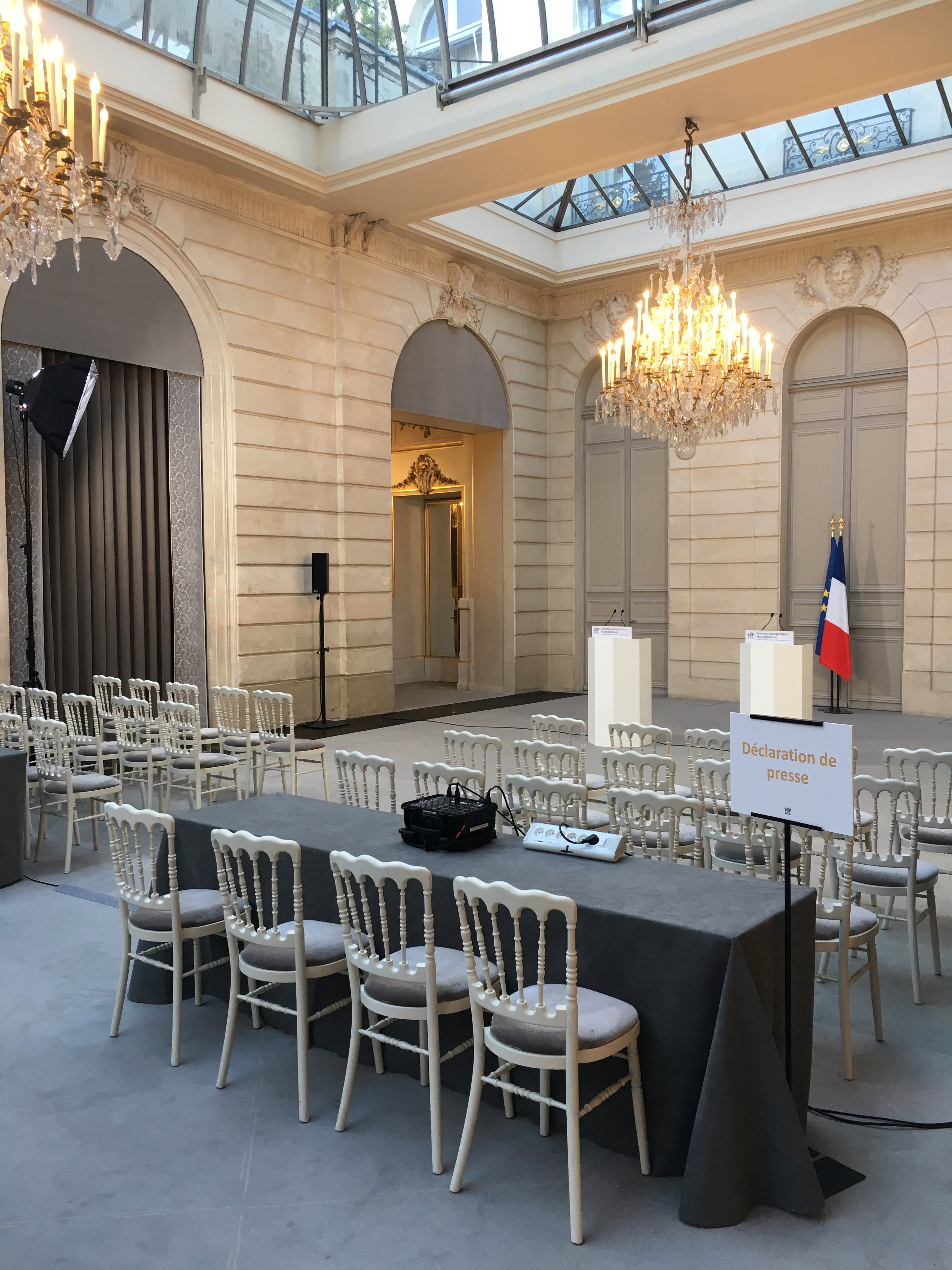
Le Jardin d'hiver.

Cette ancienne serre, qui abritait à l'origine des plantes exotiques et dont les murs étaient recouverts de treillage, est construite en 1881, sous la présidence de Jules Grévy. Servant en partie de prolongement à la salle des fêtes et de lieu de passage obligé pour accéder à celle-ci, c'est aujourd'hui un lieu de réception pouvant également servir à certaines conférences de presse et à des réunions de travail, voire à la cérémonie des vœux de début d'année et des remises de médailles lorsqu'il n'y a qu'un récipiendaire.

#### Salle des fêtes

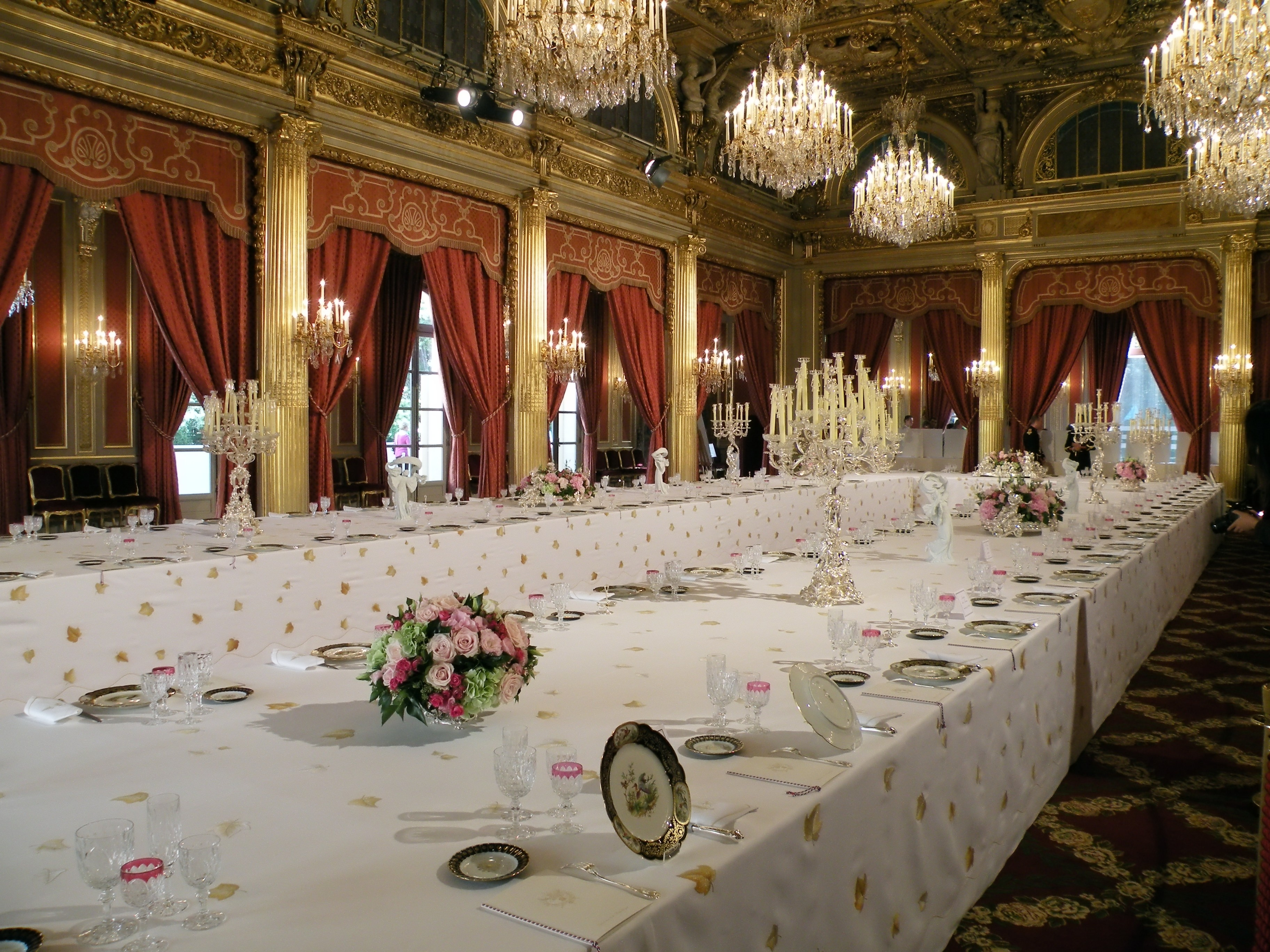
La Salle des fêtes en 2010, quelques années avant sa restauration.

La Salle des fêtes est le principal lieu de réception du palais, notamment pour la cérémonie d'investiture du président de la République, les grands dîners officiels en l'honneur de chefs d'État ou de gouvernement étrangers, les remises de décoration, l'installation et la cérémonie du traditionnel arbre de Noël de l'Élysée, certaines conférences internationales ou encore les conférences de presse.

### Communs
Dans les deux ailes entourant la cour d'honneur du palais (chacune étant centrée à son tour sur une cour mineure, la cour de l'Ouest et la cour de l'Est, empruntées par les véhicules du président de la République et de ses collaborateurs), se situent des bureaux utilisés par les principaux collaborateurs du président. L'aile Ouest abritait les premiers garages de la présidence de la République jusqu'en 1958. Cette même aile accueille de nos jours une salle de presse dotée d'équipements informatiques, téléphoniques et multimédias, utilisés par les presses française et étrangères, « afin de leur permettre de réaliser et d'envoyer sur place, articles, photos ou vidéos ».

### Sous-sols

#### Poste de commandement Jupiter
Un abri anti-aérien fut construit pour le président Albert Lebrun sous les appartements privés de l'aile Est en 1940, durant la Drôle de guerre. Valéry Giscard d'Estaing y installe en 1978 le « Poste de commandement Jupiter » ou « PC Jupiter », nom du poste de commandement de la force de dissuasion nucléaire française. Il comprend plusieurs bureaux (dont un pour le président), une salle de réunion et le système de déclenchement de la force nucléaire. Le PC fait « cage de Faraday » : les discussions qui y ont lieu ne sont donc pas interceptables ; il est en outre conçu pour « résister à une éventuelle frappe » sur le palais.

#### Cuisines de l’Élysée
Les cuisines du palais sont un espace de 500 m2, situé en sous-sol de l’Élysée, qui préparent près de 95 000 repas par an. Elles sont responsables de l'organisation des dîners d'État.

#### Cinéma de l’Élysée
Le palais de l'Élysée compte une salle de cinéma au sous-sol du jardin d'hiver. Créée en 1972 sous Georges Pompidou, sous l'emplacement du jardin d'hiver. Elle est pourvue de vingt-et-un fauteuils à coque blanche dessinés par Philippe Starck mais elle fut réaménagée sous la présidence de Nicolas Sarkozy de manière à pouvoir accueillir une quarantaine de personnes.

#### Cave à vin de l’Élysée
Le palais possède une cave à vin de 15 000 bouteilles installée en 1947, et climatisée en 1982.

#### Archives de l’Élysée
Le sous-sol abrite à partir de 1974 le services des archives de l'Élysée.

#### Autres
En 2012, un dojo est aménagé pour l’entraînement des gendarmes. Le garage, la garde républicaine, les fleuristes et tapissiers s’y trouvent également.

### Bâtiments annexes de la rue de l'Élysée
D'autres bâtiments annexes ont été progressivement acquis par l'État dans la rue de l'Élysée afin de répondre au fort accroissement du nombre de services et personnes travaillant pour la présidence de la République, il s'agit surtout de :
- l'hôtel de Hirsch au no 2, acquis en 1967 pour accueillir initialement le secrétariat aux Affaires africaines et malgaches et servant aujourd'hui de siège à certains services dont principalement la cellule diplomatique,
- le no 4, acquis en 1984, abrite avec le no 2 le mess (réservé aux collaborateurs du président) et la cantine ainsi que des bureaux,
- l'hôtel de Persigny au no 14, acquis en 1960 pour le secrétariat et l'état-major particulier et une partie du service du courrier, la crèche (à la disposition des enfants des collaborateurs) y a été installée par Danielle Mitterrand le 28 octobre 1985[147].

## Jardins

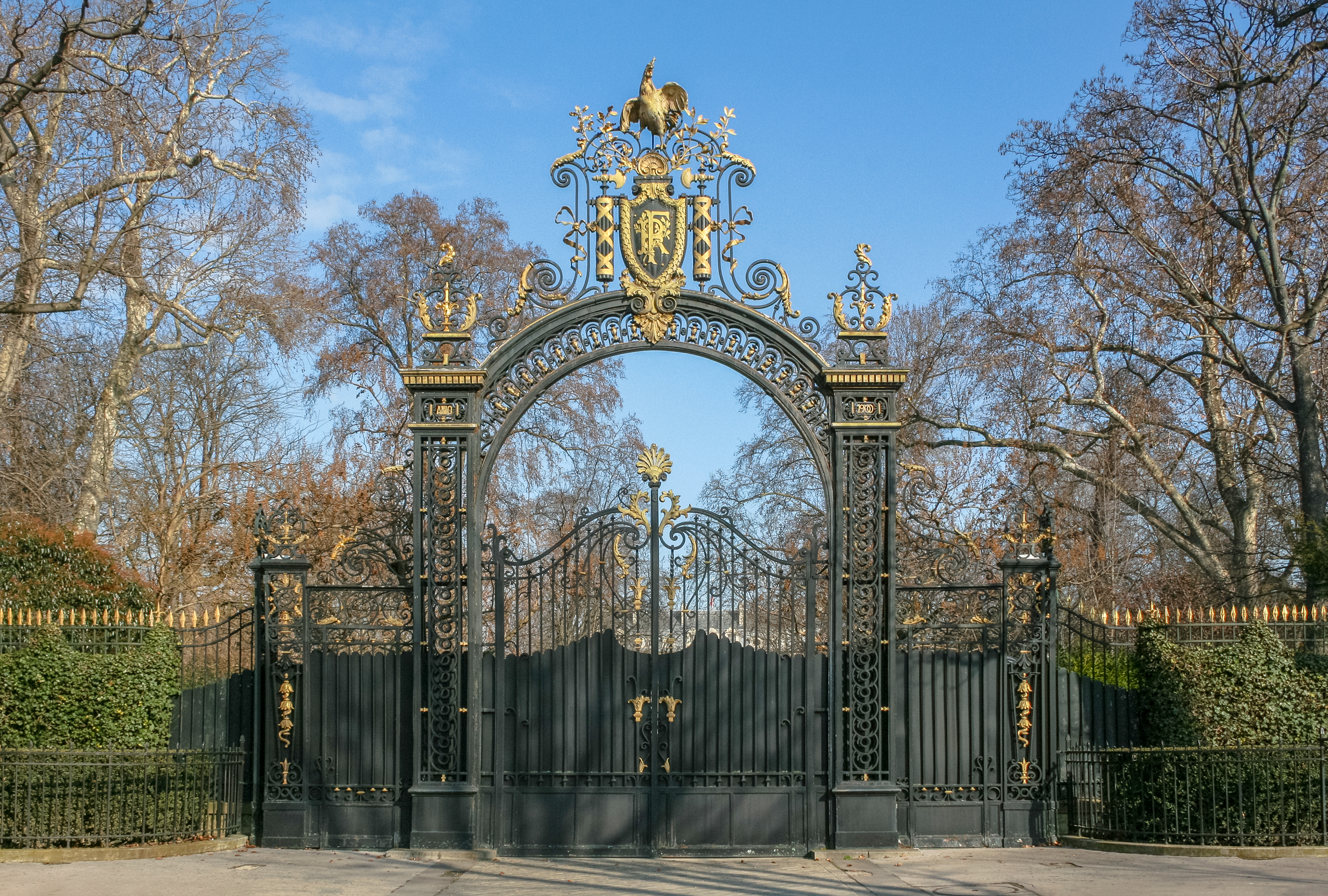
Entrée du jardin, à l'arrière du palais : la haute grille ceinturant le parc fut construite par Napoléon III, la « porte du Coq » par l'architecte Adrien Chancel.

### Historique

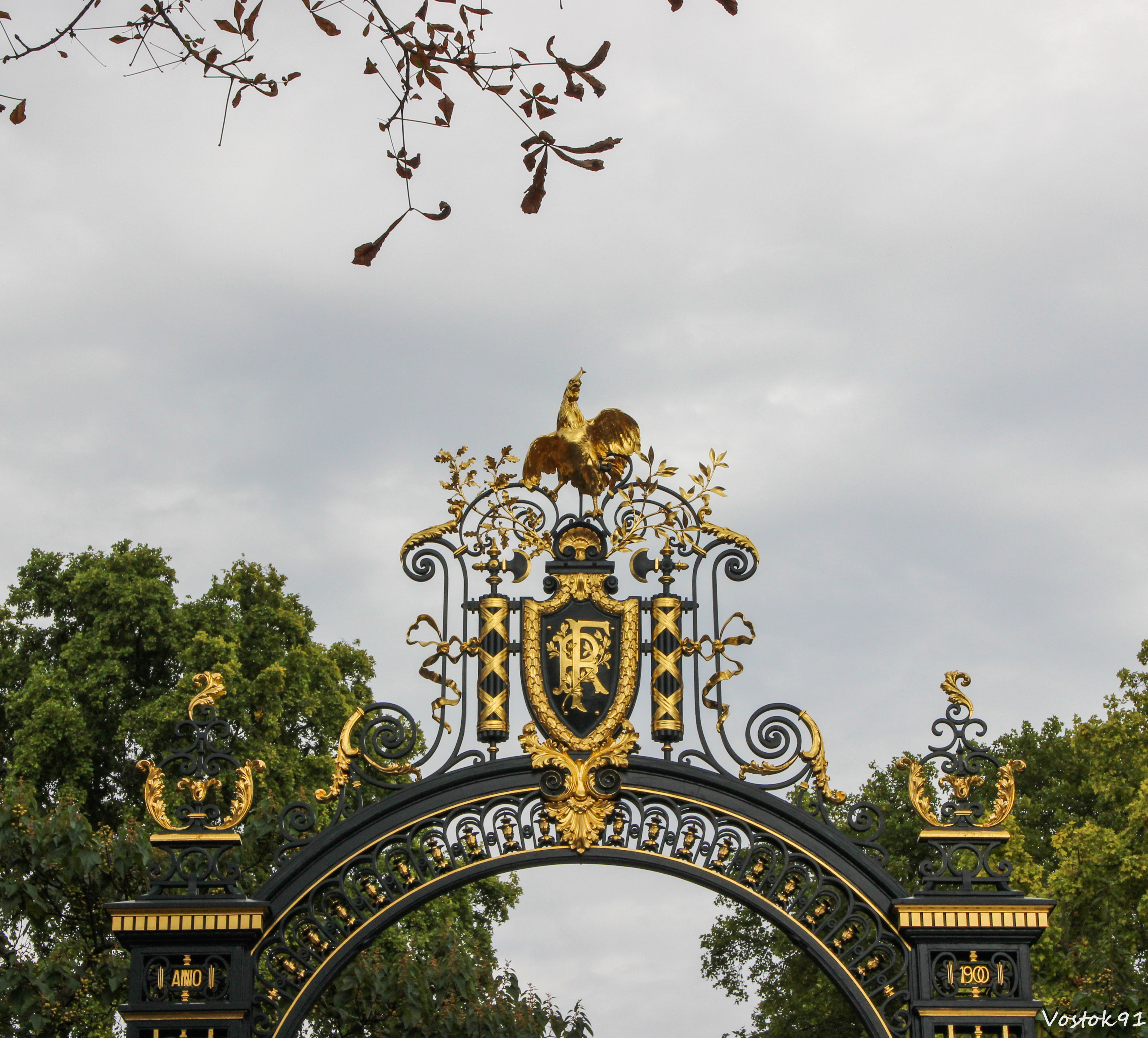
Partie haute de la grille du coq du palais de l'Élysée.

L'hôtel d'Évreux est construit entre 1718 et 1722 ; le jardin est pour sa part aménagé à cette dernière date, l'architecte du bâtiment, Armand-Claude Mollet, ayant également la charge des extérieurs. Le terrain est alors beaucoup plus champêtre que de nos jours, du fait de la non-urbanisation des alentours, mais il n'en reste pas moins plus petit, le jardin s'étendant au fur et à mesure par des achats successifs aux propriétaires voisins.
Sous le comte d'Évreux, le jardin est à la française, « très discipliné, très travaillé, très symétrique, avec une allée centrale dans l'axe de l'hôtel, des parterres de broderies taillés au cordeau et des allées de marronniers ». La propriétaire, Madame de Pompadour, souhaite par la suite se conformer à la mode en vigueur : on y crée un potager, des portiques, des charmilles et même des cascades, un labyrinthe et une grotte dorée. Parmi les œuvres qui ornèrent alors le parc, on compte une sculpture représentant l'Amour menaçant, commandée par la marquise au sculpteur Étienne-Maurice Falconet en 1757 et aujourd'hui conservée au Musée du Louvre.

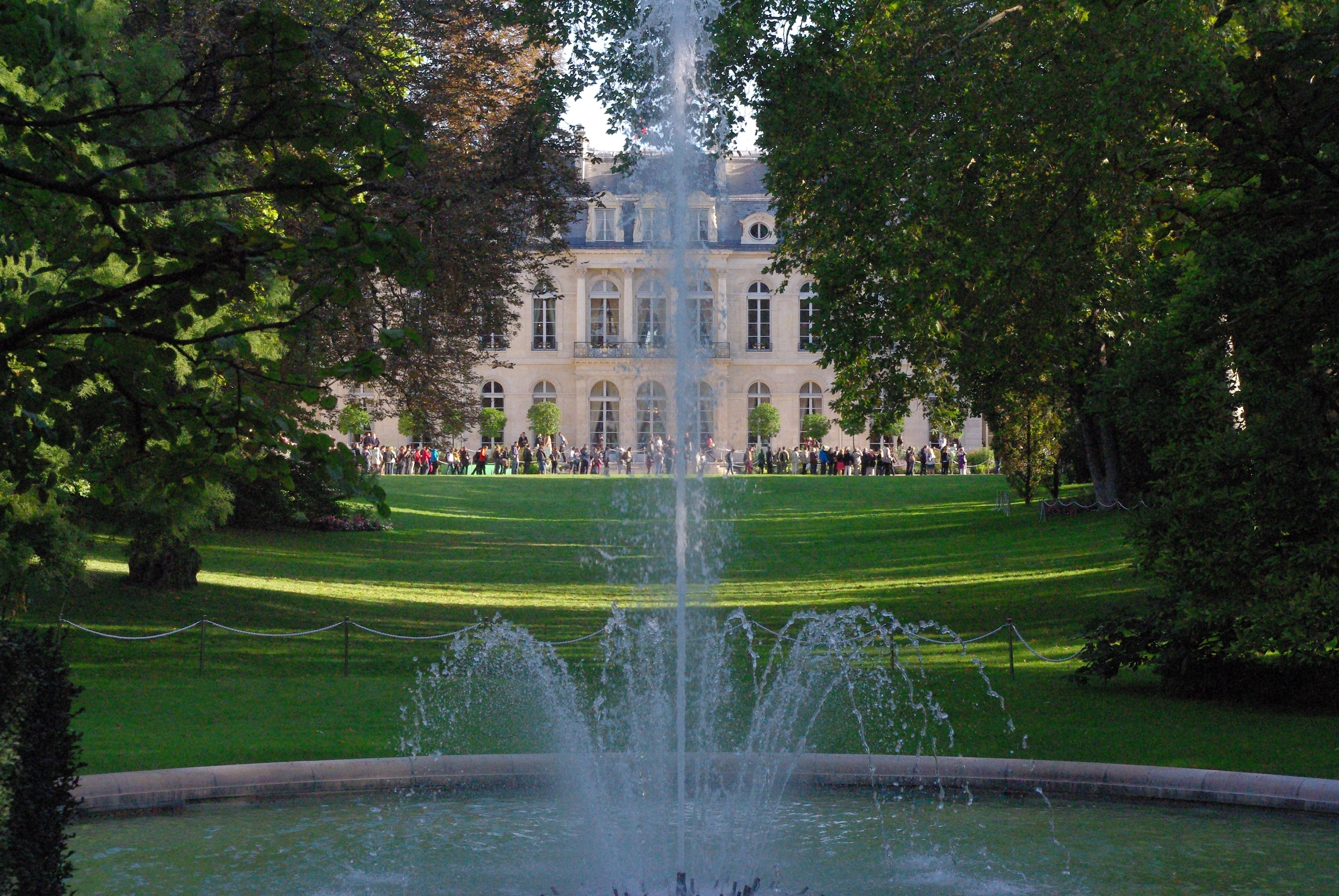
Le façade arrière de l'Élysée vue depuis le jardin.

Nicolas Beaujon charge en 1773 Étienne-Louis Boullée de redessiner ces jardins, qui dès lors deviennent à l'anglaise, « avec terrasses, bosquets, parterres aux formes irrégulières, statues, allées sinueuses et rivière serpentine se jetant dans un petit lac ».
Bathilde d'Orléans ordonne la construction, peu avant la Révolution française d'un jardin paysager assez fantasque, avec notamment une cascade artificielle, un moulin et une laiterie, entourés de ponts et de statues. Elle renforce le caractère anglais du jardin, notamment grâce au jardinier Pierre-André Parîs. Ces fantaisies sont enlevées sous la Restauration et le parc est laissé à l'abandon pendant le Second Empire. À l'époque, le centre de la pelouse était occupé par un étang, qui fut ensuite rebouché à cause des moustiques, mais pas totalement remblayé, ce qui explique sa forme actuelle incurvée.
En 1917, Henriette Poincaré est victime de l’attaque d’un chimpanzé. Sous la IIIe République, la grille du Coq est créée, au fond du parc, par Adrien Chancel (qui a également supervisé la construction de la salle des fêtes) à la demande du président Émile Loubet. Elle est réputée pour servir d'entrée aux invités privés du couple présidentiel. C'est par cette grille que le général de Gaulle quitta l'Élysée pour la dernière fois, en avril 1969, après l'échec du référendum sur la réforme du Sénat et la régionalisation. En 1992, le jardin est complètement remanié : la pelouse est désormais bordée sur les côtés par deux allées de graviers, celle de Gabriel et celle de Marigny et sur le projet du paysagiste Jacques Wirtz un bassin à jets est installé au fond du parc, et un buffet d'eau sur le bord de la salle des Fêtes. Jusqu'aux années 1990, il n'y a pas de plantations floricoles, uniquement des teintes florales vertes et blanches. C'est le paysagiste Louis Benech qui introduit à partir de 1996 « des plates-bandes, des parterres plantés de nombreuses variétés de fleurs, ainsi que la roseraie ».
Chaque année, et ce jusqu'en 2010, il fut le lieu de la traditionnelle garden-party du 14 juillet où le président de la République invite des invités de marque sur le plan politique, artistique ou social ; il est également ouvert un week-end de septembre, ainsi que le reste du palais, lors des journées du patrimoine. À la rentrée 2012, la présidence annonce que le jardin sera ouvert le dernier dimanche de chaque mois de 12 h à 17 h jusqu'au mois de mars et de 13 h à 19 h d'avril à septembre.

### Organisation actuelle

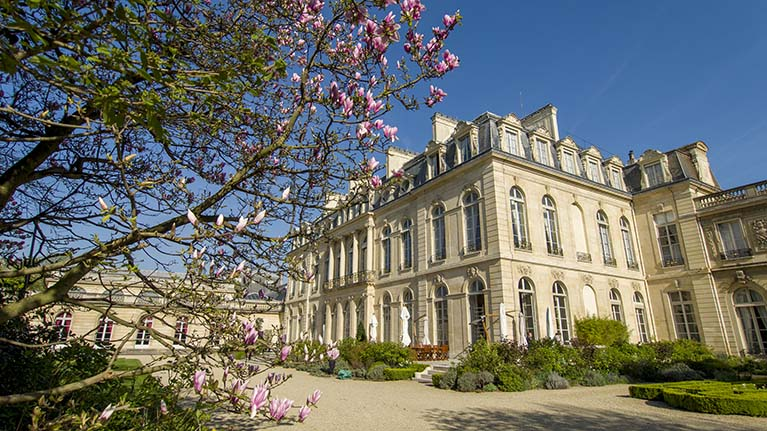
Le palais vu du parc.

Le jardin de deux hectares (20 000 mètres carrés, pour 7 000 mètres carrés de pelouse) se présente de nos jours sous l'aspect d'une longue pelouse incurvée, bordée d'arbres, de fleurs, de bosquets, d'un labyrinthe et d'une fontaine. Depuis 1990, le jardinier Yannick Cadet supervise l'organisation du jardin ; il y a au total neuf jardiniers qui y travaillent, leur chef précisant : « Nous n'utilisons plus de pesticides et uniquement des engrais biologiques. Ici, le travail est naturel. D'où la présence de lierre au sol ou celle d'un figuier fécond, poussé grâce à une graine lâchée par un oiseau. »
Le parc compte au total cent espèces d'arbres et d'arbustes. On compte notamment trois platanes arbres bi-centenaires datant de Bathilde d'Orléans, duchesse de Bourbon, dont le plus gros mesure 5,20 mètres de circonférence, des haies de buis et des variétés d'hibiscus. Il y a aussi cent variétés de rosiers, trente de rhododendrons. La plantation des fleurs de printemps donne lieu à l'importation de 20 000 bulbes de jacinthes et de tulipes et de 17 000 pour les fleurs d'été. Un bonsaï géant orne également le parc. Il ne compte aucune statue antique, sinon, cachées par les arbres, celle d'un mouton par François-Xavier Lalanne et Les Jumelles, par Jean Carton. S'y ajoute une troisième statue, posée contre un mur de l'aile est du palais : Le Flûteur, réalisé en 1863 par le sculpteur Jean-André Delorme. Acquise par l'État pour 4 000 F lors du Salon de 1863, elle fut ensuite installée au Musée du Luxembourg avant d'être attribuée le 30 mars 1889 à la décoration du Jardin des Tuileries où elle ne sera jamais installée puisqu'elle est envoyée le 4 mai 1889 au Palais de l'Élysée afin d'en décorer les salons dans le cadre de l'exposition universelle. Elle n'a plus quitté le palais depuis cette date et orne depuis les jardins.
Le rectangle découpé par le bâtiment principal et l'aile Est (les appartements privés) constitue le jardin d'agrément du couple présidentiel. Autrefois occupé par une roseraie puis par une pièce d'eau, où se trouvaient des canards, pièce d'eau supprimée par Georges Pompidou, il accueille aujourd'hui un petit jardin à la française.

## Le palais dans la vie politique française

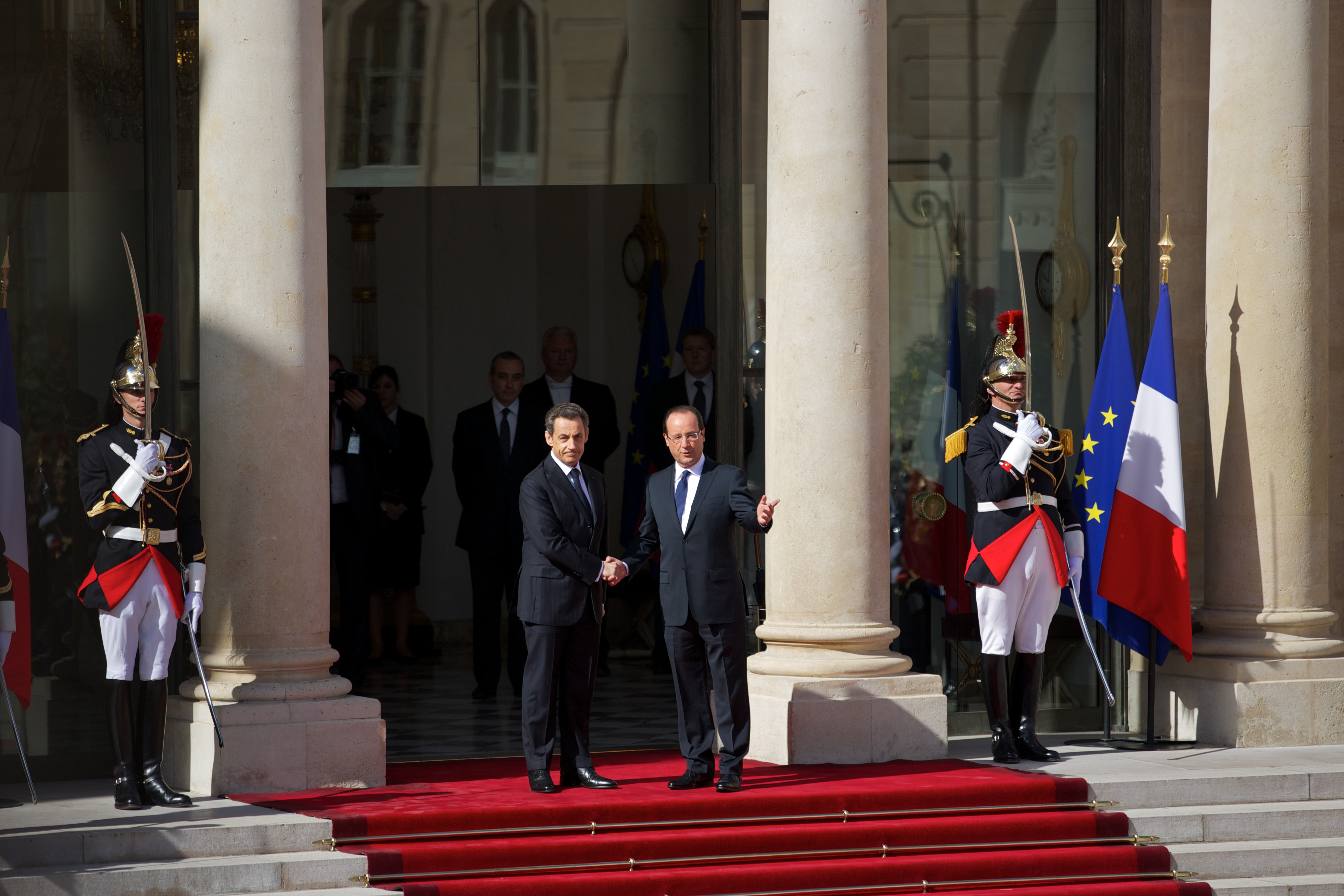
Passation de pouvoirs entre les présidents Nicolas Sarkozy et François Hollande à l'Élysée, le 15 mai 2012.

Le palais accueille chaque mercredi matin le Conseil des ministres. L'usage veut que le Premier ministre soit assis face au président de la République. Traditionnellement, le ministre des Affaires étrangères fait un bref tour d'horizon de l'actualité internationale. Ensuite, le président de la République donne la parole aux différents ministres dont l'action est à l'ordre du jour ou qui ont à défendre un projet de loi, puis conclut le Conseil en y ajoutant éventuellement une remarque sur un sujet précis, s'il souhaite lui donner un écho particulier. Le Conseil procède aussi à des mesures d'ordre individuel (nomination ou promotion de hauts fonctionnaires tels que préfets, officiers généraux, procureurs, recteurs d'académie, les membres de la Commission des sondages, etc.). Le président signe les actes délibérés par le Conseil. À l'issue du Conseil, un communiqué officiel est publié et souvent commenté par le ministre porte-parole du gouvernement. Au mois d'août, le Conseil prend en général trois semaines de vacances.
Lieu de résidence du président, c'est aussi à l'Élysée qu'a lieu la cérémonie d'investiture, un rituel médiatisé, « à la fois très protocolaire et personnalisé par chaque président ». Le président élu arrive en automobile (seul Valéry Giscard d'Estaing fit exception, en arrivant à pied) dans la cour du palais, « passe devant un détachement de la Garde républicaine ». Accueilli normalement par le président sortant, il reçoit ensuite les insignes de grand-croix de la Légion d'honneur, des mains du grand chancelier de l'ordre. Cette cérémonie se déroule en privé, avant que le président rejoigne, avec son Premier ministre et les présidents des deux chambres parlementaires la salle des Fêtes du palais « où le président du Conseil constitutionnel proclame solennellement les résultats de l'élection et où le grand chancelier de la Légion d'honneur lui présente le collier de grand maître de l'ordre ». Le président signe alors le procès-verbal de l'investiture et prononce traditionnellement un discours devant ses invités, diplomatiques et privés, qu'il salue avant de rejoindre la terrasse donnant sur les jardins. La Garde républicaine lui y rend alors un service d'honneur, puis vingt et un coups de canons sont tirés.
Le palais accueille annuellement diverses manifestations, comme les Journées du Patrimoine, le Noël de l'Élysée ou la Fête de la Musique.

## Le palais de l'Élysée en chiffres

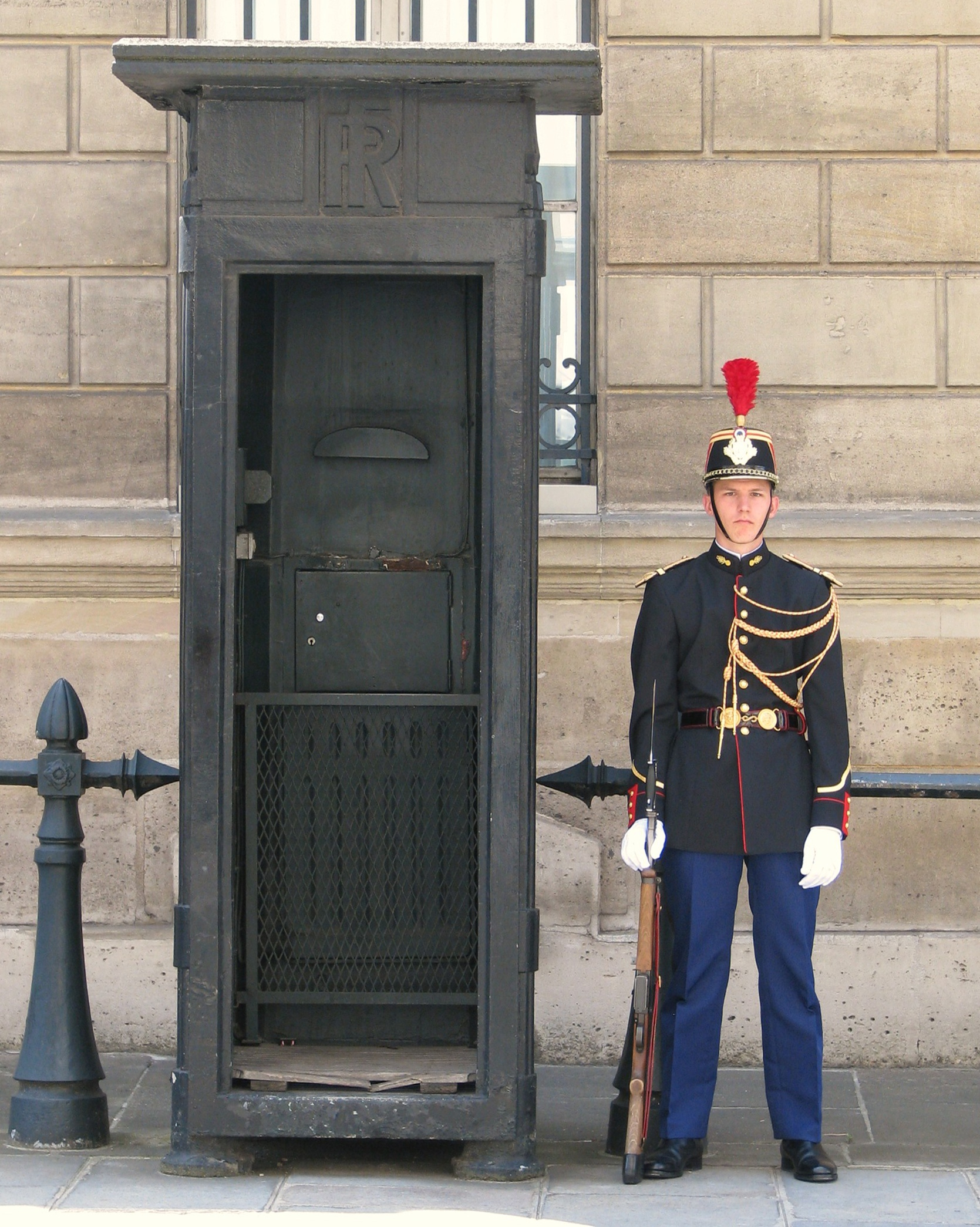
Garde républicain assurant la sécurité du palais, des guérites de bois sombre jalonnant le palais tous les 200 mètres.

La surface exploitée du site est 11 179 m2, dont 300 m2 d'appartements privés, pour 365 pièces (dont 90 en sous-sol), alors que le parc a une superficie d'1,5 hectare planté d'une centaine d'espèces différentes, notamment des platanes datant d'avant 1789 et dont l'un atteint la hauteur record de 40 mètres).
- Un peu plus de 800 personnes dépendent de l’Élysée[157] dont une centaine affectées à la correspondance (réception entre 1 500 et 2 000 lettres quotidiennement) et 350 militaires.
- Nombre de pendules : 320 qu'un maître horloger en gants blancs remonte tous les mardis matin, veille du conseil des ministres[93].
- Nombre de pièces de mobilier : 2 000 meubles précieux dont 200 tapisseries, 6 000 pièces d’argenterie et 3 000 pièces de verrerie de Baccarat.
- Parc automobile de 75 voitures, en plus de celles du président de la République (Raymond Poincaré étant le premier président à utiliser pour le cortège présidentiel une voiture officielle en 1913, le coupé de ville Panhard & Levassor[158])
- Nombre d'entrées : 6, le courrier devant être adressé à l'adresse officielle au no 55 rue du Faubourg-Saint-Honoré, marquée par le porche et la loge du concierge[159].

Son budget s'élève en 2014 à un peu moins de 100 millions d'euros.

## Personnel
Début 2023, 825 personnes travaillent à temps plein au palais de l’Élysée, où il n’y a ni syndicat ni représentant du personnel. Marianne fait état de « fortes tensions internes », de « harcèlement » et de « mises à pied arbitraires ».

## Surnom
Le palais de l'Élysée est parfois surnommé par la presse le « Château ».

## Dans la fiction
- Dans la bande dessinée Paris, secteur soviétique (2010) de la série uchronique Jour J, le palais de l’Élysée est rebaptisé « palais du peuple » et accueille Lavrenti Beria lors de sa visite en « République populaire française »[162].
- Grand amour d'Erik Orsenna raconte de façon ironique la vie d'un conseiller du chef de l’État travaillant au palais de l’Élysée.
- Les Saveurs du palais (2012) est un film français librement inspiré de la vie de Danièle Mazet-Delpeuch, ancienne cuisinière du président de la République française François Mitterrand travaillant au palais de l’Élysée. Certaines scènes ont été tournées sur place, notamment dans la cour d’honneur, le grand vestibule et la salle des fêtes, ainsi que des vues d’extérieur, rue du Faubourg-Saint-Honoré et avenue de Marigny.
- Le roman de Patrick F. Cavenair Les démons de l’Élysée dévoile plusieurs endroits moins connus du palais, en particulier l'abri Jupiter et le tunnel d'accès vers la rue de l'Élysée, percé à la demande de Napoléon III (Ramsay, 2019).
- Certaines scènes du téléfilm La Rupture (2013) sont tournées au palais de l'Élysée.
- Plusieurs scènes de la troisième saison de la série télévisée Baron noir (2020) sont tournées au palais de l'Élysée[163].
- Des scènes de la mini-série De Gaulle, l’éclat et le secret (2020) avec Samuel Labarthe ont été tournées au palais de l'Élysée, uniquement en extérieur, les bureaux du Général ayant été reconstitués dans un manoir d'Épernay[164].
- Une scène du troisième épisode de la série télévisée Emily in Paris se déroule au palais de l'Élysée et met en scène Brigitte Macron, vue de dos et interprétée par une doublure, qui reçoit de la part de Carla Bruni une photo postée par Emily Cooper sur les réseaux sociaux[165].
- Le palais est indirectement mentionné dans le XXIIe chapitre de Candide de Voltaire. Les protagonistes se rendent « au fond du faubourg Saint-Honoré » chez la marquise de Parolignac (surnom de la marquise de Pompadour), qui y vit avec sa fille âgée d'une quinzaine d'années. Il faut savoir que Voltaire a souvent rendu visite à Mme de Pompadour dans son salon de jeu et de lecture lorsqu'elle occupait l'hôtel.

## Transports publics
Ce site est desservi par les stations de métro Concorde et Champs-Élysées - Clemenceau et situé à proximité de la gare des Invalides sur la ligne C du RER.

## Apparence
Les images du complexe (ainsi que de tous les bâtiments gouvernementaux liés à l'armée et sensibles en France) ne peuvent pas être vues sur Bing Maps, Google Maps, Google Earth et Google Street View pour des raisons de sécurité nationale, mais Here WeGo et Yandex Maps ne censurent pas l'image satellite,.

## Annexe